# Storia dei Minnesota Vikings
(Minneapolis Morning Tribune, 28 gennaio 1960)
Di seguito viene trattata la storia dei Minnesota Vikings dal 1960 ai nostri giorni.

## Le origini, la gestione Van Brocklin ed i cambi al vertice (1960-1966)

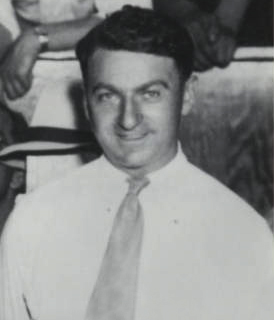
Max Winter, uno dei 5 fondatori dei Minnesota Vikings.

Il football professionistico nell'area di Minneapolis e Saint Paul iniziò con i Minneapolis Marines/Red Jackets, un team facente parte dell'NFL tra il 1921-1924 e il 1929-1930. Da allora, l'ipotesi della nascita di un nuovo team professionistico in Minnesota non emerse sino alla fine degli anni cinquanta, quando tre uomini di affari di Minneapolis (Bill Boyer, H. P. Skoglund e Max Winter), uno di Saint Paul (Bernie Ridder jr.) ed uno di Duluth (Ole Haugsrud), aggiunto in quanto dopo aver venduto alla Lega la licenza dei Duluth Eskimos ottenne il diritto al 10% di un'eventuale nuova franchigia in Minnesota, si dimostrarono fortemente interessati a formare una nuova franchigia nella nuova American Football League o nella già esistente National Football League. Vero regista dell'operazione fu Max Winter, già ex-proprietario dei Minneapolis Lakers, che, dopo aver assistito ad un match di football dei Chicago Bears nel 1955, rimase affascinato dalla palla ovale e una volta tornato a Minneapolis scrisse una lettera sia alla American Football League che alla National Football League con l'intento di iscrivere un nuovo club del Minnesota ad una di esse. All'inizio non ebbe risposta da alcuna delle due leghe, fin quando nel 1959 fu invitato finalmente sia dalla AFL che dalla NFL ad accettare per conto di ciascuna la propria proposta. Dopo aver vagliato le due proposte il gruppo di investitori alla fine decise di optare per quella della NFL, e così i futuri Vikings il 28 gennaio 1960 divennero ufficialmente la 14ª franchigia a far parte della NFL. Primo presidente della franchigia fu nominato Bill Boyer.

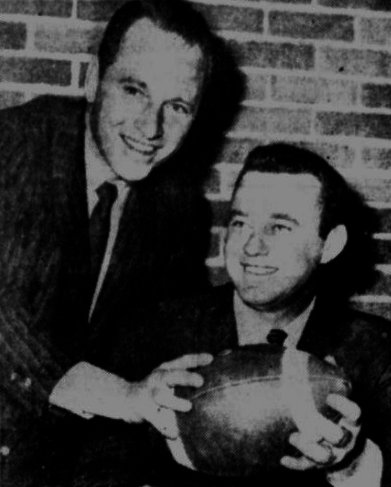
Rose e Van Brocklin alla presentazione del capo-allenatore alla stampa.

Il primo dipendente ingaggiato dalla società fu Joe Thomas, ex assistente dell'allenatore ai Los Angeles Rams consigliato dall'allora commissioner della NFL Pete Rozelle ed ingaggiato, data la sua abilità di talent scout, per scovare nei college i giovani più talentuosi da mettere sotto contratto nel Draft 1961 e per contrattare con gli altri team della NFL i giocatori giudicati più idonei per il progetto del futuro allenatore. E sempre dai Rams proveniva Bert Rose jr., il primo general manager dei Purples. Rose, ai Rams direttore della pubblicità, fu consigliato dai proprietari della NFL ed aveva tutte le caratteristiche richieste dal caso: una conoscenza approfondita del mondo del football, aveva lavorato per la promozione di molti club della NFL e a Los Angeles aveva lavorato con un gruppo di cinque proprietari.

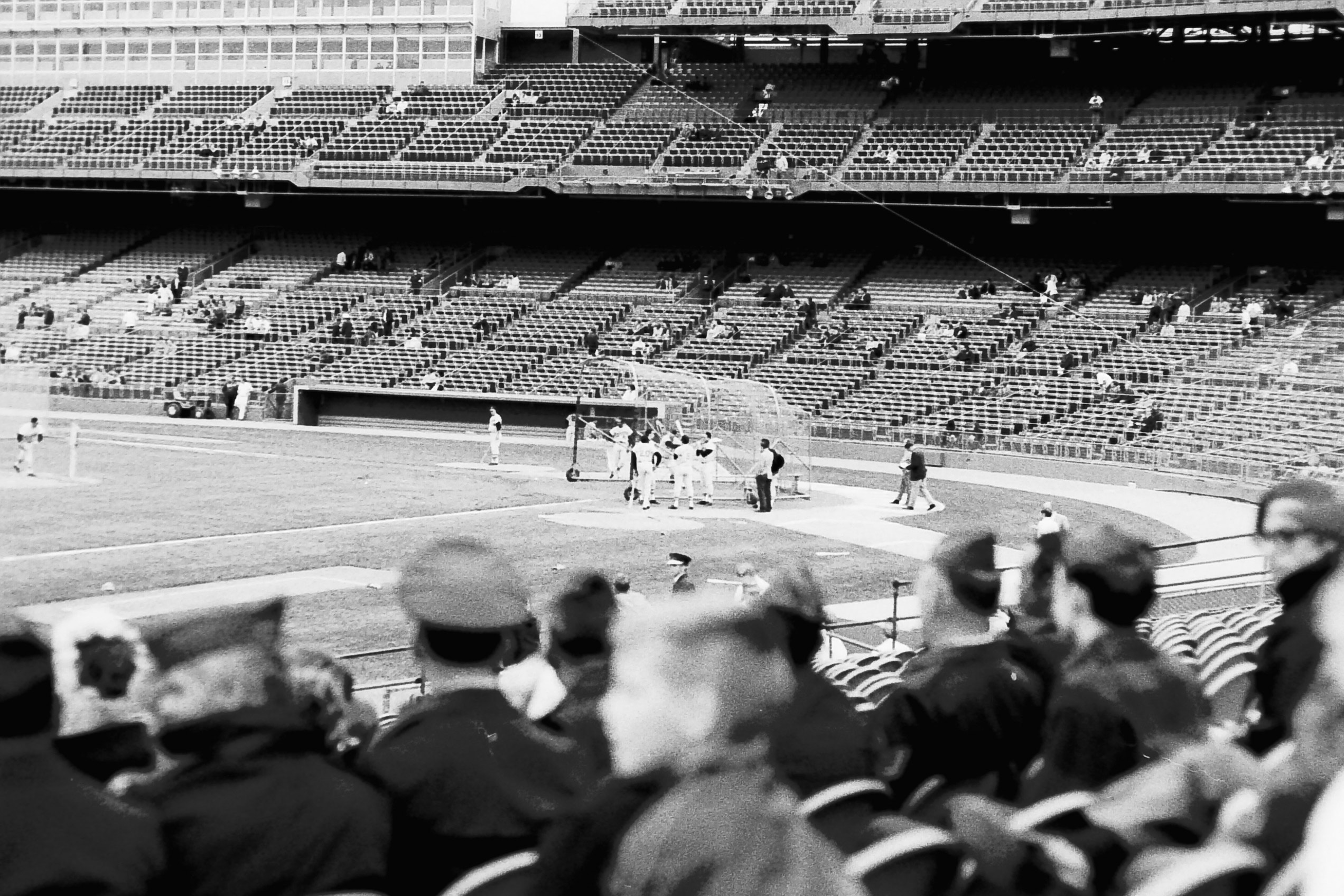
Vista interna del Metropolitan Stadium.

Il primo problema cui Rose si trovò davanti era la vendita di almeno 25.000 abbonamenti, prerequisito fondamentale richiesto dalla NFL: egli aprì la campagna abbonamenti sette mesi dopo il suo ingaggio e a dicembre aveva già venduto 19.000 tessere. Alla fine gli abbonamenti venduti furono vicini alle 26.000 unità, con una media di pubblico, nelle partite casalinghe, di 34.586 spettatori, circa l'80% della capacità del Metropolitan Stadium (40.800 posti). Nel contempo però pensava anche al football giocato e valutava chi ingaggiare come capo-allenatore: i nomi erano molti ma alla fine optò per Norm Van Brocklin, scelta piuttosto azzardata in quanto, sebbene l'Olandese Volante fosse stato uno dei migliori quarterback in circolazione negli anni cinquanta, essendosi appena ritirato non aveva neanche una stagione da allenatore-capo alle spalle e non poteva di certo garantire quell'esperienza di cui una neonata formazione, quale erano i Vikings, avrebbe forse avuto bisogno.
Il 27 settembre 1960 il nome "Minnesota Vikings" diventò ufficiale: fu Bert Rose, primo General Manager della franchigia, a suggerirlo in quanto secondo lui il nome doveva sia trasmettere terrore negli avversari, e suonare vincente alla squadra e ai propri tifosi, sia essere radicato nel territorio, e Vikings lo era anche in tal senso poiché il Minnesota è uno tra gli stati americani col più alto tasso di immigrati scandinavi.

### 1960-1966: La gestione Van Brocklin

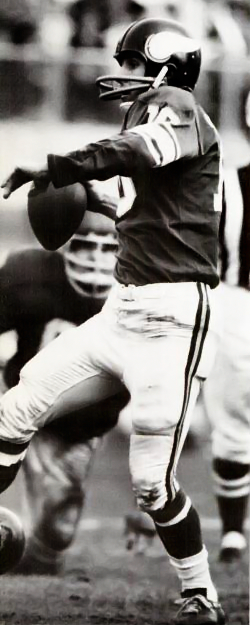
Il QB Fran Tarkenton.

La prestagione dei Vikings cominciò nel peggiore dei modi, con i primi tre incontri di esibizione persi. Van Brocklin tuttavia la prese con filosofia ed affermò, scherzosamente, che quando i suoi avrebbero smaltito le tossine della birra sarebbero stati pronti per l'imminente stagione agonistica. E la prima gara stagionale sembrò dargli clamorosamente ragione in quanto i Vikings riuscirono ad imporsi al Metropolitan, guidati in cabina di regia dal rookie quarterback Fran Tarkenton subentrato all'infortunato titolare George Shaw, per 37-13 sui Chicago Bears, la franchigia sino a quel momento più titolata della NFL. Tuttavia il resto della stagione avrebbe recitato uno spartito decisamente opposto e i Vikings alla fine chiusero la loro prima stagione con un deludente 3-11-0. Nel complesso la gestione Van Brocklin fu decisamente al di sotto delle aspettative, in quanto in sei stagioni i Vikings non riuscirono mai ad accedere ai playoff di post season e riuscirono solo una volta a conseguire un record positivo (nella stagione 1964). Dall'altro lato tale gestione è ricordata anche per aver gettato le basi del miglior ciclo di sempre nella storia dei Vikings, con l'ingaggio di giovani di ottime prospettive come il defensive tackle Gary Larsen, i defensive end Jim Marshall e Carl Eller o lo stesso Fran Tarkenton, a tutt'oggi considerato il più grande quarterback di sempre nella storia dei Vikings. È anche ricordato per episodi singolari, come quando nel 1964 nel match contro i Detroit Lions entrambe le squadre indossarono divise bianche creando confusione tra i giocatori (solo in quella stagione i Vikings usarono le divise bianche per gli incontri casalinghi) o come quando Jim Marshall nel match contro i San Francisco 49ers dopo aver recuperato un fumble corse, per sbaglio, per 66 yards verso la propria end zone mettendo a segno un safety per i 49ers.

### Il cambio di quadri dirigenziali e di guida tecnica
In questo periodo ci furono inoltre anche diversi cambiamenti a livello societario: il 1º giugno 1964 Bert Rose rassegnò, per motivi personali, le dimissioni in qualità di GM e l'11 settembre 1964 subentrò al suo posto Jim Finks, già GM ai Calgary Stampeders, mentre nel 1965 Winter subentrò a Boyer alla presidenza della franchigia e lo stesso Van Brocklin rassegnò a sua volta le dimissioni nel novembre del 1965, dopo la quarta sconfitta stagionale in nove partite giocate, salvo poi ritirarle 24 ore dopo e firmare nel gennaio del 1966 un rinnovo contrattuale di 5 anni a 50.000 dollari l'anno. L'idillio con i Vikings stava comunque per consumarsi e l'11 febbraio 1967 dopo l'ennesima stagione da buttare, e soprattutto dopo aver saputo che la dirigenza avrebbe ceduto Tarkenton ai New York Giants, rassegnò di nuovo le dimissioni, stavolta con effetto immediato e senza ritornare sui suoi passi.

## L'era Grant (1967-1983)

### 1967-1968: La ricostruzione
L'11 marzo 1967, un mese esatto dopo le dimissioni di Van Brocklin, i Vikings, in una conferenza stampa presieduta da Winter e Finks, annunciano il nuovo capo-allenatore Bud Grant. Grant, che non aveva alcuna precedente esperienza in NFL nel curriculum ma a differenza di Van Brocklin aveva già allenato a livello professionistico e vinto 4 Grey Cup con i Winnipeg Blue Bombers nella Canadian Football League, era stato già contattato dai Vikings per divenire primo allenatore della franchigia nel 1961 ma preferì declinare la proposta per poter giocare con la squadra NBA dei Minneapolis Lakers, e questo nonostante fosse la prima scelta di Winter.

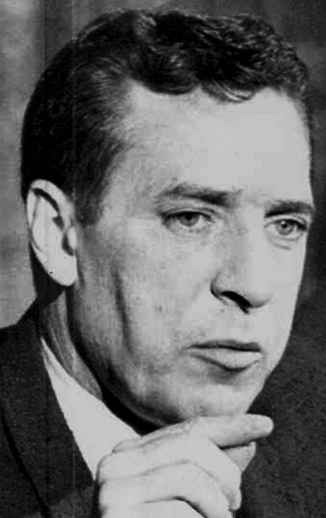
Il general manager Jim Finks.

Finks aveva in mente una rosa di quattro nomi, che comprendeva oltre a Grant l'assistente-allenatore dei Green Bay Packers, Phil Bengtson, ed altri due assistenti-allenatore con già un'esperienza alle spalle come capo-allenatore in NFL, Nick Skorich dei Cleveland Browns e Bill McPeak dei Detroit Lions. La rosa fu poi ristretta a due nomi, quello di Grant e quello di Bengtson, ed in seguito, dopo il rifiuto di Bengtson (probabilmente sperava di sostituire Vince Lombardi quando quest'ultimo avesse lasciato i Packers), si optò infine per Grant.
La prima stagione di Grant, che vide tra l'altro il collocamento dei Vikings nella neonata Central Division, si chiuse con un record negativo e solo tre vittorie a fronte di 8 sconfitte e ben 3 pareggi. Grant dovette far fronte alla partenza della stella del team, Tarkenton (scambiato con i Giants per le scelte nel primo e secondo giro del Draft NFL 1967, per la scelta nel primo giro del Draft NFL 1968 e la scelta nel secondo giro del Draft NFL 1969 di questi ultimi) e plasmare il gioco secondo i suoi dettami. Il primo nodo da sciogliere riguardava ovviamente il quarterback: Grant aveva a disposizione Ron Vander Kelen, riserva di Tarkenton per 4 anni, e Bob Berry, classico drop-back al terzo anno da pro. Vander Kelen iniziò coi gradi di titolare, ma l'incipit di stagione fu letteralmente disastroso: 4 sconfitte nelle prime 4 gare. Nel frattempo Grant era corso ai ripari ed aveva fatto mettere sotto contratto da Finks il ventinovenne Joe Kapp, uno dei migliori quarterback della CFL, cui affidò subito le redini del gioco della squadra. Il cambio di regia, seppur infruttuoso ai fini della classifica, già compromessa dal pessimo avvio, diede tuttavia un impulso alla produzione di gioco dei Vikings con l'halfback Dave Osborn ed il fullback Bill Brown che misero assieme oltre 1500 yard corse e 56 ricezioni. Allo stesso modo Grant rafforzò la linea difensiva, che tanto deficitaria era stata sotto la gestione Van Brocklin: il 1967 fu l'anno in cui arrivò in Minnesota il rookie defensive tackle Alan Page che con Carl Eller, Jim Marshall e Gary Larsen formò una delle defensive line più famose della storia del football, i Purple People Eaters.
Nel 1968 i Vikings ingaggiarono un secondo quarterback in grado di garantire un'alternativa nel ruolo, Gary Cuozzo, già backup quarterback del grande Johnny Unitas ai Baltimore Colts nonché primo quarterback della storia dei New Orleans Saints, anche se fu nuovamente Kapp ad ottenere i gradi di titolare guidando i Vikings al secondo record positivo della loro storia (8-6-0) oltre che, per la prima volta, alla vittoria della Central Division (meno competitiva rispetto alle ultime stagioni, va detto, dopo che Green Bay aveva perso diversi giocatori) ed all'accesso ai Divisional-Playoff persi contro i Colts. Tali risultati furono anche conseguenza di un ulteriore rafforzamento della squadra, avvenuto per mano dell'abile Finks, capace di consegnare a Grant atleti come i futuri hall of famers Ron Yary, prima scelta assoluta al Draft del 1968, e Paul Krause, preso dai Washington Redskins per il linebacker Marlin McKeever ed una scelta al 7º giro del medesimo Draft.

### 1969: La vittoria del Campionato NFL e la sconfitta al Super Bowl IV
Bloomington,MN, 4 gennaio 1970, Metropolitan Stadium

 Cleveland Browns –  Minnesota Vikings

7 – 27

FORMAZIONI DI PARTENZA
- Cleveland Browns: Bill Nelsen (QB), Leroy Kelly (FB), Bo Scott (FB), Gary Collins (FL), Paul Warfield (SE) Milt Morin (TE), Dick Schafrath (LT), John Demarie (LG), Fred Hoaglin (C), Gene Hickerson (RG), Monte Clark (RT); Ron Snidow (LDE), Walter Johnson (LDT), Jim Kanicki (RDT), Jack Gregory (RDE), Jim Houston (LLB), Dale Lindsey (MLB), John Garlington (RLB), Erich Barnes (LCB), Walt Sumner (RCB), Ernie Kellermann (SS), Mike Howell (FS).
- Allenatore Capo: Blanton Collier.

- Minnesota Vikings: Joe Kapp (QB), Dave Osborn (HB), Bill Brown (FB), John Henderson (WR), Gene Washington (WR) John Beasley (TE), Grady Alderman (LT), Jim Vellone (LG), Mick Tingelhoff (C), Milt Sunde (RG), Ron Yary (RT); Carl Eller (LDE), Gary Larsen (LDT), Alan Page (RDT), Jim Marshall (RDE), Roy Winston (LLB), Lonnie Warwick (MLB), Wally Hilgenberg (RLB), Earsell Mackbee (LCB), Ed Sharockman (RCB), Karl Kassulke (SS), Paul Krause (FS).
- Allenatore Capo: Bud Grant.

- Arbitro: Tommy Bell
- Punteggio: 1° quarto - Kapp TD (Cox PA)  0-7 MIN, Washington TD (Cox PA)  0-14 MIN; 2° quarto - Cox FG  0-17 MIN, Osborn TD (Cox PA)  0-24 MIN; 3° quarto - Cox FG  0-27 MIN; 4° quarto - Collins TD (Cockroft PA)  7-27 MIN.
- Spettatori: 46503

Nel 1969 i Vikings, ulteriormente rafforzati nella offensive line con l'arrivo del futuro pro bowler Ed White, partirono con i favori del pronostico per bissare quantomeno la vittoria di division. L'inizio non fu dei migliori, in quanto i ragazzi di coach Grant (eletto nel 1969 Allenatore dell'Anno della NFL) persero il match inaugurale in casa dei New York Giants in modo beffardo per 23-24 dopo esser stati in vantaggio per quasi tutto il match, ma in seguito inanellarono 12 vittorie consecutive perdendo solo l'ultimo match contro gli Atlanta Falcons e terminando così la stagione con un eccellente 12-2-0, che fino al 1972, quando fu a sua volta infranto dalla perfect season dei Miami Dolphins, rappresentò il record NFL di vittorie in una singola stagione.
Guidato da un Kapp assoluto leader sia sul campo che nello spogliatoio (entrambe le sconfitte in stagione regolare avvennero con lui relegato nella sideline e Cuozzo mandato in campo a dirigere la manovra d'attacco), l'attacco dei Vikings macinò numeri rilevanti durante la stagione regolare, segnando nei 14 incontri complessivamente 379 punti, infrangendo la barriera dei 50 punti segnati in ben tre partite, mentre i Purple People Eaters concessero agli attacchi avversari niente più che 133 punti, in media meno di 10 a partita, terminando secondi in NFL per takeaway (palle recuperate su fumble forzati o intercetti); entrambi guidarono la lega quell'anno, rispettivamente per punti segnati e punti concessi, così come il kicker Fred Cox che stabilì il record NFL di punti segnati in una stagione con 121 punti messi a segno su 26 field goal e 43 conversioni.
Due giorni dopo Natale, i Vikings ospitarono i Rams in un Metropolitan Stadium innevato e chiassoso, con 47900 spettatori paganti ad assistere all'evento che poneva l'una contro l'altra due delle migliori squadre del campionato che avevano in seno due dei migliori attacchi (i Rams totalizzarono durante la stagione regolare 318 punti oltre ad esser guidati dall'MVP stagionale della NFL Roman Gabriel) e due delle migliori difese (i Rams godevano dell'apporto della leggendari 4 defensive lineman soprannominati Fearsome Foursome). A prevalere furono le due difese, tanto che ne uscì fuori un match tiratissimo che lo storico giornalista sportivo Tex Maule, che per Sports Illustrated seguì 3 decadi di football, definì uno degli incontri più belli che avesse mai visto. A fine primo tempo i Vikings erano sotto per 17-7, rientrati in campo accorciarono subito le distanze con un touchdown messo a segno da Dave Osborn e, entrati nel 4° quarto, dopo aver subito un field goal da 27 yard passarono in vantaggio con un touchdown messo a segno da Kapp. Col match ancora sospeso su un incertissimo 20-21, furono gli Eaters a fare la differenza, prima con Eller che mise a segno un sack su Gabriel in end zone realizzando così un safety che portò Minnesota sul 20-23, quindi con Page che intercettò un passaggio di Gabriel mettendo di fatto fine all'incontro.

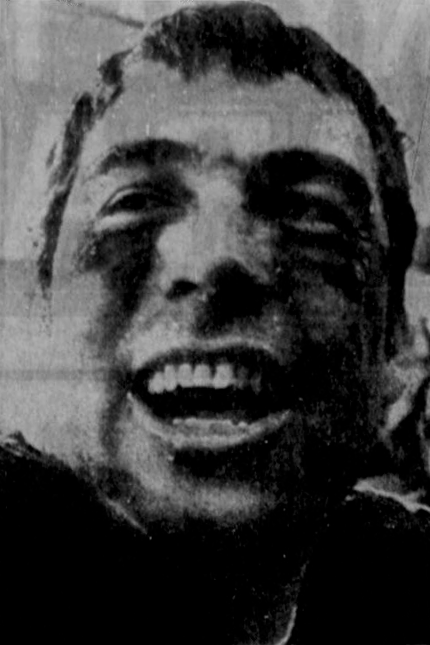
Il QB Joe Kapp al termine del trionfale successo sui Browns.

La settimana successiva i Vikings si batterono per il titolo di campioni NFL (l'ultimo in palio, prima della fusione AFL-NFL) contro i Cleveland Browns, nuovamente in uno gelido Metropolitan Stadium (si registrarono temperature attorno ai -13°) in un match che a differenza di quello precedente non ebbe storia: i Vikings passarono subito in vantaggio nel 1° quarto con un touchdown messo a segno da Kapp e misero fieno in cascina sino al termine del 3° quarto, quando a quel punto della partita conducevano con un solido e rassicurante 27-0 parziale. Inutile fu per i Browns il touchdown segnato dal wide receiver Gary Collins su passaggio da 3 yard di Bill Nelsen, che nel 4° quarto portò la partita sul definitivo 27-7. I Vikings furono così il primo ed unico expansion team della NFL moderna capace di aggiudicarsi il campionato NFL.

Il logo del Super Bowl IV.

Archiviata la vittoria del Campionato NFL, la settimana successiva i Vikings affrontarono i Kansas City Chiefs a New Orleans in un Tulane Stadium stracolmo (per la prima volta in un Super Bowl si sfondò il tetto degli 80.000 spettatori), in quella che era l'ultima edizione del Super Bowl che vedeva contrapposti i campioni NFL ed i campioni AFL. I Vikings, sebbene venissero dati per favoriti dai bookmakers, subirono una sconfitta netta e senza appello per certi versi simile a quella che avevano a loro volta inflitto ai Browns la settimana prima. Pronti via e la strada si mise subito in salita per i Purples, che subirono a metà del 1° quarto un field gol da ben 48 yard da parte di Jan Stenerud. Quando poi nel 2° quarto Stenerud segnò altri 2 field gol, rispettivamente da 32 e 25 yard, e Mike Garrett mise a segno un touchdown su corsa da 5 yard, fu chiaro che i Vikings avevano subito il colpo ed erano completamente in balia dell'avversario. Fortunatamente per loro arrivò la fine della prima metà di gioco che gli diede modo di spezzare il ritmo dei Chiefs e di far mente locale per provare a ribaltare il match. E sul finire del 3° quarto sembrava proprio che la partita si sarebbe potuta riaprire: dopo aver spento un'azione dei Chiefs, i Vikings gestirono un drive da 67 yard che Osborn si preoccupò di trasformare in touchdown riportando così la propria squadra in partita, in quel momento sul 7-16 per Kansas City. Ma i Chiefs furono bravissimi a riandare immediatamente a segno nell'azione successiva, con un passaggio da 46 yard di Len Dawson (a fine partita Super Bowl MVP, quarto quarterback in 4 edizioni) per Otis Taylor che riportò i Chiefs sul +16 e chiuse di fatto la partita. A fine partita Jack Patera, allora defensive coach dei Vikings, disse: "Non so quanto Kansas City ci abbia fatto male e quanto male ci siamo fatti noi stessi. So che non abbiamo giocato la nostra partita. Siamo stati prudenti, ma ciò può essere dovuto al loro attacco. Siamo giunti fino al Super Bowl con una difesa aggressiva ma non abbiamo potuto, o non abbiamo voluto, essere aggressivi in questa partita".

### 1970-1972: Il triennio di intermezzo
Archiviata la sconfitta nel Super Bowl, i Vikings nel 1970 ripartirono dalla neonata NFC Central che prese il posto della Central Division dopo la fusione AFL-NFL, privi tuttavia del loro leader carismatico, Kapp, che a seguito di una disputa contrattuale finì per accasarsi come free agent ai New England Patriots. Ciononostante i ragazzi di coach Grant erano nuovamente i favoriti e non disattesero le aspettative, dominando la propria division per il secondo anno consecutivo con un irresistibile 12-2-0, ancora miglior record annuale in NFL. Cuozzo in regia fu una delusione e riuscì a lanciare per non più di 7 touchdown, ma il resto dell'attacco fece comunque un egregio lavoro totalizzando 335 punti. 

I Vikings furono collocati nella NFC a seguito della fusione AFL-NFL del 1970.

I Purple People Eaters invece furono l'elemento portante della squadra e, oltre a concedere soli 143 punti totali nella stagione regolare, si tolsero nel primo incontro stagionale la magra soddisfazione di fare quello che non gli era riuscito al termine della stagione precedente: dominare i Chiefs. Ma nel primo match dei divisional playoff che li vedeva opposti ai San Francisco 49ers, al solito giocato alle gelide temperature del Met (-10°), dopo essere passati in vantaggio con un fumble ritornato in touchdown messo a segno da Krause, subirono nell'arco dei 4 quarti 17 punti da parte dei 49ers e a nulla valse il touchdown finale messo a segno dal wide receiver Gene Washington su passaggio da 22 yard di Cuozzo.
La stagione 1971 fu sostanzialmente una fotocopia della precedente: Cuozzo continuava a dimostrarsi non all'altezza dei compagni di squadra, tanto che i punti totali messi a segno crollarono a quota 245 (a quel momento solamente nel 1967 si era fatto peggio sotto la gestione Grant) mentre al contrario gli Eaters erano sempre più colonna portante della squadra e concessero nuovamente agli avversari per il terzo anno consecutivo meno di 150 punti, 139 per l'esattezza. 

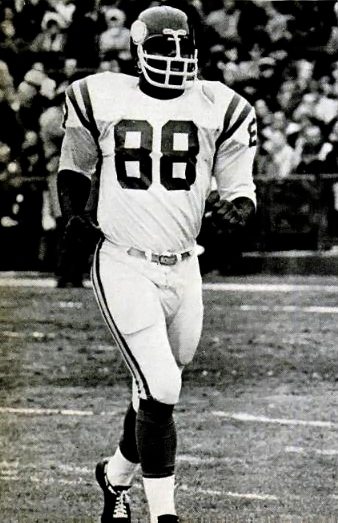
Il DT Alan Page, primo difensore MVP della NFL nel 1971.

 E l'ennesima stagione ad altissimo livello degli Eaters non sfuggì neanche alle giurie di addetti ai lavori chiamati a scegliere il miglior giocatore della lega al termine della stagione regolare, notoriamente propensi a premiare quarterback e running back: nel 1971 infatti, Alan Page divenne il primo difensore nella storia della NFL ad essere insignito del titolo di MVP della NFL, oltre che il primo difensore a ricevere il neonato titolo di miglior difensore dell'anno della NFL. Con un record stagionale di 11-3-0, che gli assicurò oltre al 4º titolo divisionale consecutivo anche il vantaggio del campo, i Vikings ospitarono per i divisional playoff, nel primo match della storia della NFL disputato il giorno di Natale, i Dallas Cowboys, i quali giocando complessivamente meglio costrinsero i ragazzi di coach Grant a fermarsi per il secondo anno consecutivo al primo match della post-season, mentre dal canto loro si involavano verso il loro primo Super Bowl.
La stagione 1972 si aprì con un clamoroso nonché invocato ritorno: quello di Fran Tarkenton. Secondo l'analisi di Grant, i Vikings avevano avuto nell'attacco il punto debole delle due stagioni precedenti ed in particolar modo avevano avuto nella mancanza di mobilità dei propri quarterback una grave lacuna, tanto che nel match di playoff contro i Cowboys Grant preferì a Cuozzo la riserva Bob Lee, capace di muoversi abbastanza da limitare la capacità dei texani nel mettere pressione al quarterback durante i passaggi. Tarkenton, che invece eccelleva proprio in mobilità (fu colui che inventò lo scrambling quarterback, ovvero il quarterback che eludendo le difese avversarie è più propenso alla corsa verso altre zone del campo piuttosto che al passaggio immediato), dal canto suo aveva chiesto alla dirigenza di essere ceduto presentando una lista di 5 squadre con cui avrebbe parlato. La trade andò poi in porto con i Vikings che per assicurarsi il ritorno di Scramblin' Fran spedirono a New York il WR Bob Grim, il QB Norm Snead, il RB Vince Clements più le loro scelte nel 1º giro del Draft NFL 1972 e nel 2º giro del Draft NFL 1973. Tuttavia nonostante le grandi aspettative, complice anche un calendario durissimo che li vide opposti tra le altre a ben 3 delle 4 finaliste dei Conference Championship Game di quell'anno (inclusi i Dolphins nel loro anno di grazia) con cui rimediarono altrettante sconfitte, i Vikings non riuscirono a far meglio di un 7-7-0 che non consentì loro di approdare ai playoff, dopo 4 partecipazioni consecutive. Questa volta sistemata la fase di passaggio, con l'arrivo di John Gilliam e con un Tarkenton capace di passare per 2.651 yard, fu la corsa a rappresentare il tallone d'Achille dei Purples, con 1740 yard corse da tutto il reparto offensivo laddove tutte le avversarie di division finite loro davanti e tutte le squadre approdate alle finali di conference avevano più di 2000 yard all'attivo.

### 1973-1977: L'apice del ciclo, tre finali di Super Bowl e quattro di NFC Championship in cinque anni

#### Stagione NFL 1973
Il 1973 si aprì con un'infausta notizia: il cofondatore, primo presidente e allora vice presidente della franchigia, Bill Boyer, venne a mancare la notte del 19 febbraio e lasciò il suo posto nel comitato di direzione dei Vikings al genero Jack Steele. In campionato invece le cose misero subito bene, in quanto i Vikings ripresero a macinare gioco e numeri da pretendenti al titolo, inanellando un filotto di 9 vittorie consecutive e chiudendo la stagione regolare col solito record stagionale di lega di 12-2-0. 

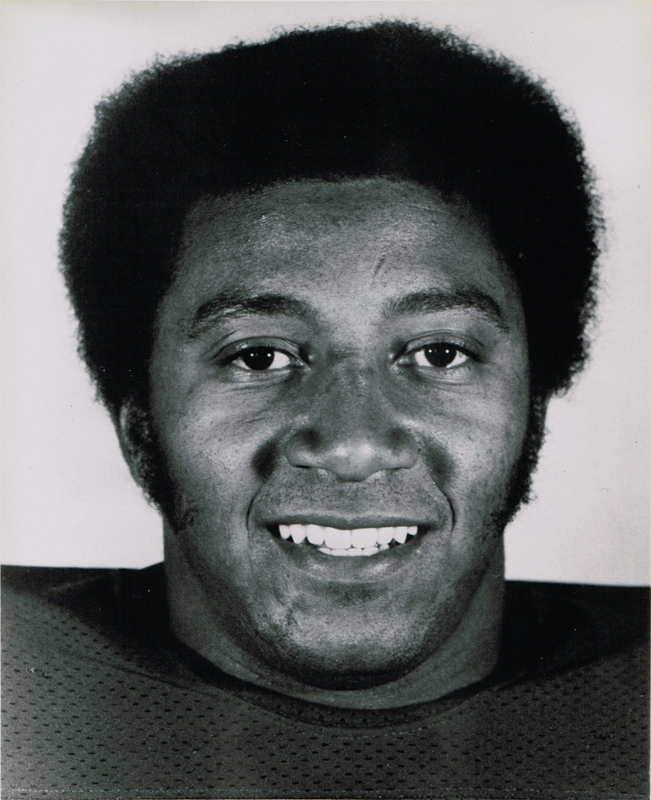
Il RB Chuck Foreman, Rookie Offensivo dell'Anno della NFL.

 La ritrovata solidità di squadra oltre che passare per i soliti Eaters (168 punti concessi) e per il faro della manovra d'attacco Tarkenton (15 touchdown passati con 169 passaggi completati su 274 per un totale di 2113 yard), passò anche per le corse del rookie running back Chuck Foreman (a fine anno eletto miglior rookie offensivo della NFL), capace di correre nella sua stagione di debutto per 801 yard e di colmare quindi la lacuna sofferta dai Vikings nella stagione precedente, contribuendo in maniera significativa alle 2275 yard totali corse dalla squadra.
Nei divisional playoff i Vikings incontrarono al Metropolitan Stadium i Washington Redskins ed ebbero la meglio al termine di un match tiratissimo: il 1° quarto fu dominato dalle due difese, tanto che i primi punti arrivarono solo nel 2° quarto su field goal segnato per i Vikings da Fred Cox, seguiti da quelli messi a segno dai Redskins su touchdown e punto addizionale. Andati al riposo sul 3-7 per gli ospiti, nei restanti due quarti la partita si animò e le due squadre andarono una volta l'una e una volta l'altra in vantaggio, e solo sul finire del 4° quarto colui che aveva dato il la alle ostilità, Cox, mise il risultato in cassaforte per i Vikings con un field gol da 30 yard che fissò il risultato sul 20-27 finale.
La settimana successiva furono ospiti dei Dallas Cowboys al Texas Stadium per la finale della NFC Conference. La partita era sulla carta equilibrata, in quanto i Vikings avevano dalla loro una stagione regolare con due vittorie in più rispetto ai Cowboys mentre questi ultimi potevano ovviamente godere dell'apporto del loro pubblico tuttavia, come spesso accadde nei playoff dei Vikings, a fare la differenza furono i Purple People Eaters che misero a segno ben 4 intercetti di cui uno da ben 63 yard ritornato in touchdown dal cornerback Bobby Bryant e 2 fumble recuperati da Gary Larsen. Minnesota ebbe sempre il controllo della partita e, quando Dallas riuscì ad andare a touchdown solamente nel 3° quarto e solamente su punt return, furono bravi a ristabilire immediatamente le distanze con un passaggio da 54 yard di Tarkenton per Gilliam. Il match terminò poi sul 27-10 col solito field goal di Cox al termine dell'ultimo quarto.

Il logo del Super Bowl VIII.

Il 13 gennaio 1974 ebbe luogo l'ottava edizione del Super Bowl che vide i Minnesota Vikings opposti ai Miami Dolphins, che solo una stagione prima avevano stupito la lega (e annichilito la concorrenza) con una perfect season che ancora oggi nessuno è riuscito ad eguagliare e nel 1973, pur se con due sconfitte, avevano nuovamente il miglior record di lega pari merito proprio con i Vikings (oltre che con i Rams). Il match fu, purtroppo per i Vikings, tanto a senso unico che Tex Maule su Sports Illustrated della settimana successiva scrisse: "Il Super Bowl VIII aveva tutta l'eccitazione e la suspense di un Mastro Macellaio che squarta un manzo. Il macello era il Rice Stadium di Houston ed il macellaio il quarterback di Miami Bob Griese, il cui abile smembramento dei Minnesota Vikings può aver avuto un certo appeal estetico per seri studenti della scienza del football, ma ha lasciato i devoti del dramma più che un poco annoiati". Chiuso il 1° quarto sul 14-0, Miami, trascinata dalle corse del proprio running back Larry Csonka, MVP del match, non dovette far altro che amministrare il match, andando a punti anche nei due quarti successivi e chiudendo il 3° quarto col pesante parziale di 24-0. A nulla valse il touchdown finale messo a segno da Tarkenton se non ad evitare l'umiliazione del cappotto. I Vikings divennero così la prima franchigia ad aver perso 2 Super Bowl.

#### Stagione NFL 1974
Archiviata l'ennesima, amara, delusione, i Vikings si tuffarono nella stagione 1974 con la voglia di conquistare finalmente il Vince Lombardi Trophy. La stagione regolare li vide protagonisti dell'ennesima cavalcata verso il titolo divisionale che, pur se con numeri leggermente inferiori rispetto a quelli della stagione precedente, si chiuse comunque con un record di 10-4-0 costruito soprattutto col filotto iniziale di 5 vittorie consecutive. 

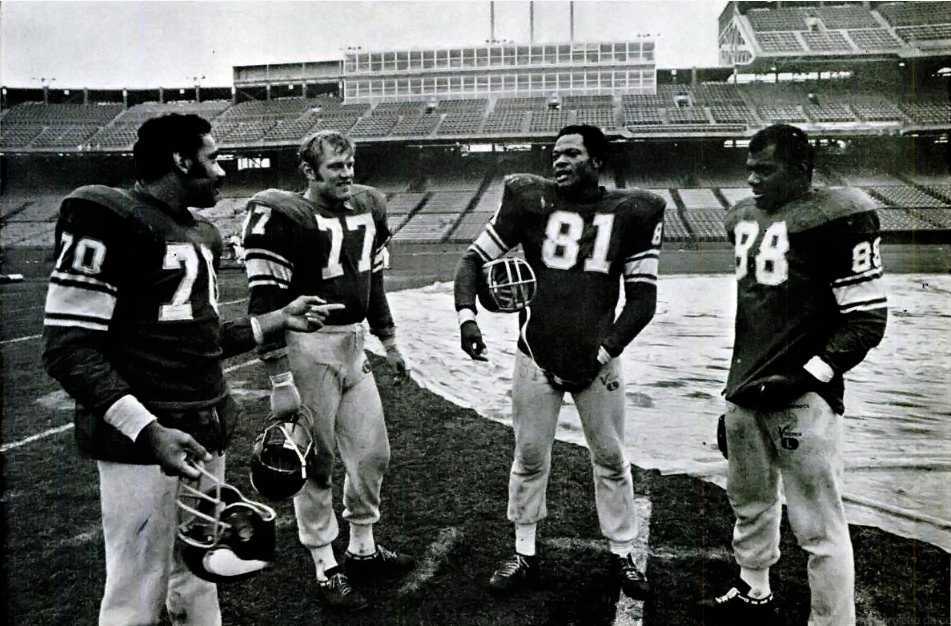
I Purple People Eaters, grandi protagonisti della postseason 1974 dei Minnesota Vikings.

 Elementi chiave della squadra, neanche a dirlo, Tarkenton, che passò per 2598 yard e 17 touchdown, Foreman, che tra corsa e ricezione mise assieme 1363 yard per 15 touchdown, e i Purple People Eaters che concessero 195 punti.
I divisional playoff li videro opposti ai St. Louis Cardinals che avevano si il loro stesso record in stagione regolare, ma che nulla poterono contro lo strapotere casalingo dei Vikings che si imposero 14-30. Dopo un 1° quarto chiuso sullo 0-0 furono i Cardinals a portarsi in vantaggio con un touchdown segnato dal wide receiver Earl Thomas, ma immediata e veemente fu la reazione dei Vikings, capaci di andare a segno ininterrottamente ed in tutti i modi in 5 occasioni fino al 4° quarto: due volte con Gilliam su passaggio da 16 e 38 yard di Tarkenton, un'altra su field goal da 37 yard con Cox, quindi su fumble ritornato da 20 yard del cornerback (ed ex di turno) Nate Wright ed infine su corsa da 4 yard con Foreman. Storditi dalla risposta dei padroni di casa, i Cardinals non poterono far altro che mettere a segno un secondo touchdown utile solo per le statistiche.

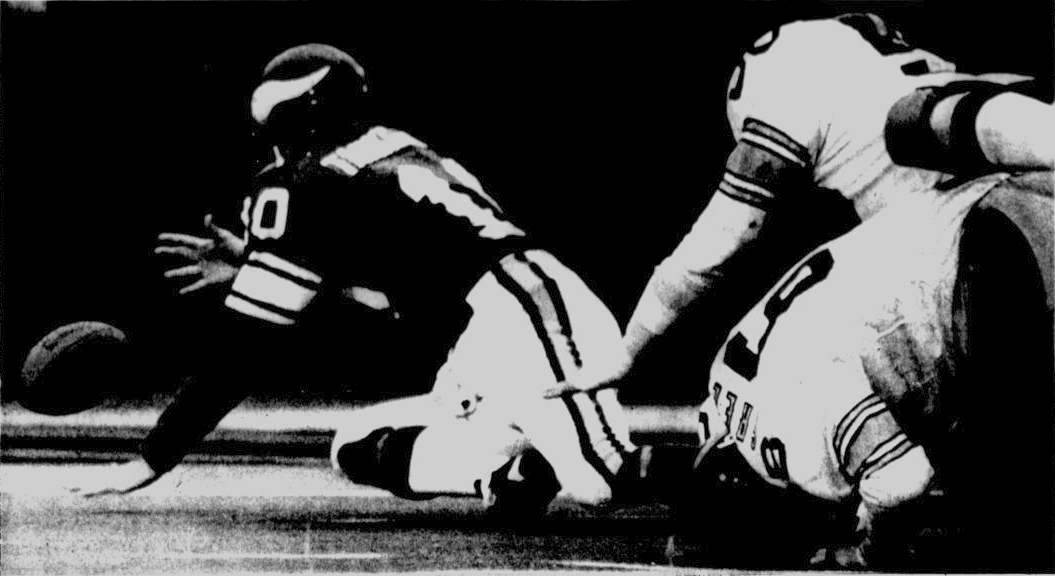
Tarkenton corre a recuperare un fumble nella finale del Tulane Stadium contro gli Steelers.

Il 29 dicembre andò in scena la finale di NFC Conference che vedeva opposti al Metropolitan i Vikings ai Rams, due squadre che potevano vantarsi di avere due tra i migliori quartetti di defensive lineman della lega, i Purple People Eaters da una parte e i cosiddetti New Fearsome Foursome (col passare degli anni la loro difesa si era rinnovata ed era rimasto il solo Merlin Olsen) dall'altra. E furono proprio le difese le protagoniste del match: chiuso il 1° quarto sullo 0-0, nel 2° passarono in vantaggio i Vikings con un touchdown di Jim Lash, quindi i Rams risposero con un field goal che portò le due squadre sul 3-7 all'intervallo. Entrati nel 3° quarto, i Rams furono protagonisti forse del più discusso drive da 98 yard nella storia dell'NFL: preso l'ovale sulla propria linea da 1 yard, si spinsero sino alla linea da 1 yard nell'area dei Vikings includendo nella manovra anche un passaggio da ben 73 yard per il wide receiver Harold Jackson che fu spinto fuori campo dal safety Jeff Wright nella propria linea da 2 yard. Nell'azione successiva durante lo snap Page saltò in fuorigioco, come chiarirono le immagini in tv, ma l'arbitro non fu dello stesso avviso e così, previa protesta dei Vikings, la sanzione di movimento irregolare fu comminata alla guardia dei Rams Tom Mack, provocando un arretramento di 5 yard della palla. Due giocate ancora ed il linebacker dei Vikings Wally Hilgenberg intercettò la palla in endzone per un touchback. Minnesota entrò così in un drive che si concluse nel 4° quarto con un touchdown di Osborn. Con 7'15" ancora da giocare, i Rams riuscirono ad andare finalmente a touchdown riportandosi a -4 dai Vikings, ma gli Eaters misero a segno due sack in una serie di down per una perdita totale di 29 yard a danno dei Rams, chiudendo di fatto il match sul 10-14 finale.

Il logo del Super Bowl IX.

Conquistato l'NFC Championship i Vikings dovettero vedersela, nuovamente al Tulane Stadium, con i Pittsburgh Steelers. Anche loro come Vikings e Rams godevano di un leggendario quartetto di defensive lineman, la temutissima Steel Curtain, e proprio come nell'incontro di conference furono nuovamente le difese a farla da padroni, con 0 punti concessi nel 1° quarto ed appena 2 (una safety subita da Tarkenton) nella prima metà di gioco. Ad oggi, rappresenta ancora il punteggio più basso di sempre per un primo tempo di un Super Bowl, nonché il più basso possibile fatta eccezione per lo 0-0. Nella ripresa il running back dei Vikings Bill Brown perse un fumble prontamente recuperato sulla linea delle 30 yard avversarie dagli Steelers che in due sole giocate riuscirono a trasformarlo in touchdown col proprio running back Franco Harris, a fine match MVP del Super Bowl. Nel penultimo quarto ci fu poi ancora tempo per un intercetto di Joe Greene ai danni di Tarkenton che pose fine all'occasione più ghiotta dei Vikings di andare a touchdown nella partita. Entrati nel 4° quarto gli Steelers forzarono e recuperarono un fumble con Greene ma non riuscirono ad ottenere un primo down sul loro nuovo possesso e furono costretti a ricorrere ad un punt dal profondo della loro area. Ma sgusciato Matt Blair nella loro linea per bloccare il punt, Terry Brown recuperò l'ovale nella endzone e mise a segno così il tanto atteso touchdown per Vikings. Cox fallì poi il punto addizionale ma comunque i Vikings erano in partita come mai prima d'ora in un Super Bowl, a solo 3 punti dal pareggio. Ma nel drive successivo Terry Bradshaw riuscì a mandare in touchdown Larry Brown con un passaggio da 4 yard che sommato al punto addizionale messo a segno da Roy Gerela portò il match sul 16-6 finale. I Vikings nei 3'31" rimanenti non riuscirono quantomeno a riaprire il match e così, mentre gli Steelers festeggiavano il loro primo successo al Super Bowl, i Vikings guadagnavano sempre più la nomea di cursed franchise, ovvero franchigia sventurata.

#### Stagione NFL 1975

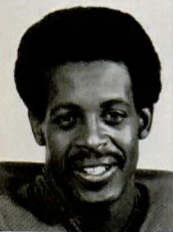
Il CB Nate Wright, sfortunato protagonista contro Dallas.

Nella primavera del 1975 Winter, fondatore della squadra e suo presidente dal 1965, prese in mano la gestione attiva della franchigia e promosse Mike Lynn, ingaggiato nel 1974 come suo personale assistente, al ruolo di general manager. La squadra quell'anno, guidata da un Tarkenton in stato grazia, capace di 273 passaggi completi su 425 per un totale di 2994 yard e 25 touchdown ed un passer rating di 91.7 e meritato MVP dell'NFL, e da un Foreman altrettanto al top di carriera, capace di mettere assieme tra corsa e ricezione 1761 yard, visse quella che per altri 23 anni fu la migliore stagione regolare della propria storia, con un 12-2-0 rappresentato per la stragrande maggioranza da un filotto iniziale di ben 10 vittorie consecutive ed ennesimo miglior record annuale di lega (pari merito con Steelers e Rams).
I Vikings sembravano quindi nuovamente lanciati alla terza sfida consecutiva al destino per aggiudicarsi il tanto agognato Lombardi Trophy, ma il destino decise quell'anno di presentarsi sotto una beffarda veste già nei playoff divisionali del 28 dicembre contro i Dallas Cowboys, in una di quelle partite destinate ad entrare nella leggenda del football. Dopo un 1° quarto chiuso sullo 0-0 ed un 2° quarto che vide i soli Vikings andare a punti con un touchdown di Foreman, il secondo tempo fu invece denso di emozioni, dapprima con un 3° quarto che vide i Cowboys riacciuffare i padroni di casa con un touchdown di Doug Dennison, quindi con un 4° quarto che dopo aver visto gli ospiti andare in vantaggio con un field goal di Toni Fritsch, aveva assuefatto i tifosi dei Vikings all'idea di aver chiuso la partita sul 10-14 con un touchdown di Brent McClanahan, quando mancava poco più di un solo minuto al termine dell'incontro. Ma, come detto, non avevano fatto i conti col destino: il quarterback dei texani Roger Staubach, elusa la difesa avversaria a metà campo, lanciò per 50 yard in direzione del proprio wide receiver Drew Pearson che andò a segnare un incredibile touchdown dopo che il cornerback dei Vikings Nate Wright, che lo stava coprendo, cadde a seguito di un controverso contatto. Quel drive passò alla storia col nome di Hail Mary Pass.

#### Stagione NFL 1976
Nel 1976 i Vikings, che oramai avevano quasi fatto il callo alle sconfitte cocenti, trascinati dai soliti Tarkenton (255 passaggi completati su 412 per 17 touchdown e 2961 yard) e Foreman (1722 yard totali percorse di cui 1155 su corsa per un totale di 14 touchdown messi a segno) ripartirono con la solita intensità chiudendo da imbattuti le prime 8 gare (7 vittorie e 1 pareggio per 10-10 all'overtime contro i Rams nella settimana 2) e terminando la stagione regolare con un record di 11-2-1, miglior risultato della NFC e secondo in tutta la NFL.
Ai divisional playoff i Vikings ospitarono nuovamente a distanza di 3 anni i Washington Redskins, ma questa volta l'incontro fu completamente a senso unico con i padroni di casa costantemente avanti in ogni frangente della partita. I Vikings infatti fecero subito capire le proprie intenzioni con una corsa da 41 yard dalla linea di scrimmage nella prima giocata. Conducevano 3-21 al termine della prima metà di gioco e incrementarono a 3-35 nel tardo 3° quarto, prima che i Redskins segnassero 2 touchdown nell'ultimo quarto portando il match sul definitivo 20-35. Grande protagonista del match fu stavolta l'attacco dei Vikings, con i due running back Foreman e McClanahan che corsero entrambi per più di 100 yard, mentre Tarkenton offrì una prova simile a quella di tre anni prima, con 170 yard passate per 3 touchdown.

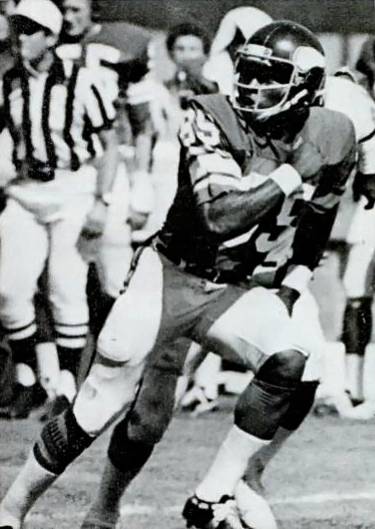
Il WR Sammy White autore del primo touchdown dei Vikings all'XI Super Bowl e Rookie Offensivo dell'Anno.

La settimana seguente i Vikings ospitarono per la seconda volta in una finale di NFC Championship i Los Angeles Rams, accolti come sempre dalle gelide temperature del Metropolitan Stadium (-11° per l'occasione). Nella prima metà di gara gli ospiti macinarono gioco molto più dei padroni di casa, ma il punteggio fu appannaggio di questi ultimi che si ritrovarono sullo 0-10 al termine del 2° quarto grazie ad una superlativa cavalcata da 90 yard di Bobby Bryant che era riuscito a recuperare l'ovale dopo che Nate Allen aveva bloccato un field goal del kicker Tom Dempsey, ed a Fred Cox preciso nel trasformare il punto addizionale ed un field goal da 25 yard a seguito di un punt bloccato. Nel secondo tempo, alla seconda giocata Foreman si lanciò per 62 yard e venne atterrato da Rod Perry all'altezza delle 2 yard dei Rams. In due giocate riuscì poi ad andare a mettere a segno il secondo touchdown di giornata per i Vikings, cui fece seguito il punto addizionale di Cox. A quel punto ci fu la reazione dei Rams capaci di andare due volte a touchdown prima con una corsa da 10 yard di Lawrence McCutcheon e quindi con una ricezione da 5 yard di Harold Jackson, ma i Vikings nel 4° quarto, quando mancavano 33" al termine dell'incontro, riuscirono ad andare per la terza volta a touchdown con una corsa da 13 yard del backup runnin back Sammy Johnson, portandosi sul 13-24 finale e staccando così il biglietto per il Super Bowl XI.

Il logo del Super Bowl XI.

Il 9 gennaio 1977 andò in scena al Rose Bowl di Pasadena l'undicesima edizione del Super Bowl. I Vikings, superando Cowboys e Dolphins con i quali erano appaiati a quota 3 apparizioni al Grande Ballo, divenivano la prima squadra a prender parte 4 volte all'ambita finale ma dovevano vedersela con i giovani rampanti Oakland Raiders di coach Madden capaci di dominare la lega durante la stagione regolare, con una sola sconfitta a fronte di ben 13 vittorie, e di godere dei favori del pronostico (la loro eventuale vittoria era data a 4). I Vikings comunque chiusero il 1° quarto sullo 0-0 sebbene avessero avuto una ghiottissima occasione per andare in vantaggio: contrastato dal linebacker dei Predoni Phil Villapiano, il fullback Brent McClanahan commise un fumble sulla goal line dopo che Fred McNeill aveva bloccato e recuperato un punt, calciato dal punter Ray Guy, sulle 2 yards avversarie. Nell'azione successiva, entrati nel frattempo nel 2° quarto, i Raiders si portarono in vantaggio quando, dopo due incompleti lanciati da Ken Stabler, optarono per un field goal da 24 yard trasformato dal kicker Erroll Mann. Tempo ancora un'azione di Minnesota conclusasi con un punt da 32 yard di Neil Clabo, e i Raiders con un drive da 64 yard e 10 giocate misero a segno il primo touchdown dell'incontro. Nel possesso successivo i Vikings ricorsero nuovamente ad un punt e stavolta in appena 5 giocate i Raiders misero a segno un secondo touchdown. Mann sbagliò poi il punto addizionale ma i Vikings erano oramai storditi dall'irresistibile carica da 16 punti in un solo quarto degli avversari. Avversari che continuarono a picchiare duro anche nella ripresa, con un secondo field goal trasformato da Mann da una distanza di 40 yard. Prima della fine del penultimo quarto i Vikings comunque riuscirono ad andare finalmente a segno con un drive da 68 yard e 12 giocate con il wide receiver Sammy White. Cox trasformò il punto addizionale del momentaneo 19-7. Entrati nel 4° quarto i Raiders dilagarono con due touchdown nati entrambi da due intercetti su passaggi incompleti di Tarkenton e a nulla valse il touchdown finale messo a segno dal tight end Stu Voigt che poco prima del termine dell'incontro fissò il risultato sul 32-14 finale.
Minnesota uscì da quella partita distrutta, col deprimente primato di 4 Super Bowl persi e con la consapevolezza di essere oramai al canto del cigno di un ciclo che tanto aveva fatto sognare i propri tifosi ma che nel contempo aveva infranto il sogno, per 4 volte, sempre sul più bello.

#### Stagione NFL 1977

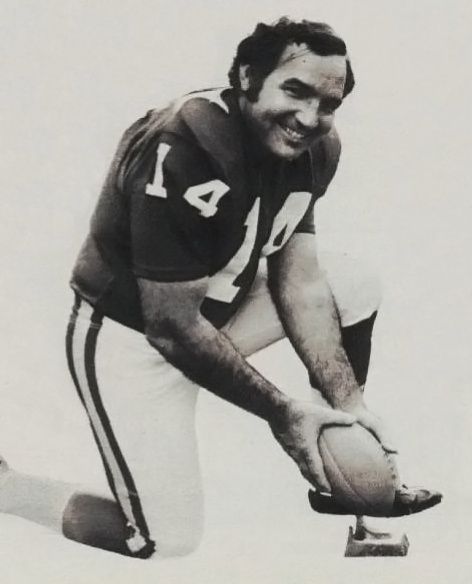
Il K Fred Cox, autore degli unici 6 punti messi a segno nell'NFC Championship Game del 1977.

Nella stagione seguente i Vikings comunque dimostrarono di aver metabolizzato abbastanza la cocente delusione patita a Pasadena e nel 1977, guidati da un Foreman ancora competitivo (per lui 1420 yard totali di cui 1112 su corsa) e da un Tarkenton a mezzo servizio (passò solamente 9 touchdown per 1734 yard, suo peggior stagionale in carriera, limitato da un infortunio che lo tenne fuori a partire da novembre), dopo una sconfitta nell'esordio stagionale contro i Cowboys, riuscirono ad infilare un buon filotto di 4 vittorie consecutive (tutte contro le 4 rivali divisionali) alternando in seguito vittorie e sconfitte, e conquistarono così il loro 9º titolo divisionale in 10 anni, il 5° consecutivo, con un record di 9-5-0 che però rappresentava solamente il 6° miglior risultato stagionale in NFL, alla pari tra l'altro con altre 4 squadre.
Il primo turno dei playoff li vide ospiti al Los Angeles Coliseum nell'ennesima sfida contro i Los Angeles Rams. I Vikings, orfani dell'infortunato Tarkenton, del pubblico e del gelo amico, erano dati per sfavoriti ma le piogge che in quei giorni colpirono Los Angeles (e continuarono anche durante la gara) resero il terreno del Coliseum una pozza di fango, nella quale i ragazzi di Grant, che intelligentemente aveva impostato la gara soprattutto sulle corse, riuscirono con i loro running back Foreman e Johnson a mettere a segno i due touchdown sufficienti per accedere per il secondo anno consecutivo all'NFC Championship Game. La partita, terminata 14-7, fu la prima nella storia della NFL a fregiarsi del soprannome di Mud Bowl.
L'NFC Championship Game ebbe luogo il 1º gennaio 1978, ma non fu un bel principio di anno per i Vikings. I Dallas Cowboys difatti, avversari designati per la finale di conference e futuri vincitori quell'anno del Super Bowl XII, nel loro Texas Stadium rispettarono i favori del pronostico e dominarono l'incontro dall'inizio alla fine, passando in vantaggio già nel 1° quarto, grazie ad un drive nato da un fumble commesso da Robert Miller e sapientemente orchestrato da Staubach che, dopo aver disorientato gli avversari con due finte, mandò a touchdown il wide receiver Golden Richards con un lancio da 32 yard. Nel quarto successivo i ragazzi di Landry incrementarono ulteriormente il vantaggio, con un secondo touchdown su corsa da 5 yard del running back Robert Newhouse e con un field goal del kicker Efren Herrera. Nel mezzo ci fu anche spazio per due field gol di Fred Cox, che rappresentarono gli unici punti della partita messi a segno dai Vikings. Nella ripresa, dopo un 3° quarto chiuso sullo 0-0, i Cowboys blindarono il punteggio sul 23-6 finale quando il linebacker Thomas Henderson indusse al fumble il punt returner di Minnesota Manfred Moore
e nelle 5 giocate successive arrivò il touchdown con una corsa da 11 yard del wide receiver Tony Dorsett.

### 1978-1983: L'inesorabile declino e l'addio delle vecchie bandiere

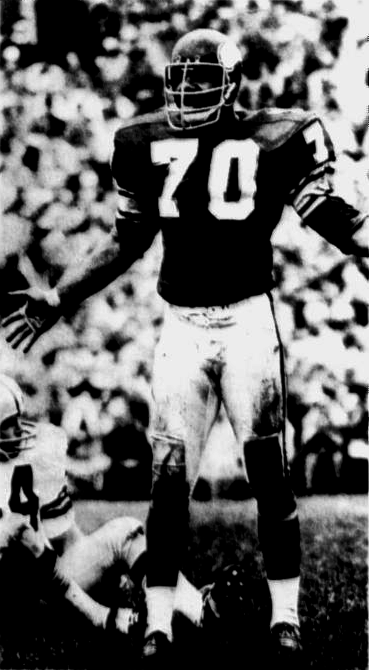
Il DE Jim Marshall si ritirò al termine della stagione 1979 dopo 20 stagioni in NFL.

Nel 1978 Minnesota si aggiudicò il 10º titolo divisionale della sua storia nonostante il record, per il 3º anno consecutivo, fosse peggiore di quello dell'annata precedente. Ai Vikings, trascinati da un Tarkenton contemporaneamente all'ultimo anno nel football giocato e alla stagione migliore della sua carriera complice anche l'allungamento del calendario a 16 gare (per lui ben 3468 yard passate per 25 touchdown), bastò un modesto 8-7-1 in una NFC Central che era divenuta il fanalino di coda della lega (in tutte le altre division infatti la prima aveva almeno 10 vittorie all'attivo e la seconda aveva fatto comunque meglio dei Vikings). Ciò si traduceva tuttavia nel non godere per il secondo anno consecutivo del vantaggio del Met, e stavolta senza eventi atmosferici a scombussolare le carte i Los Angeles Rams ebbero la meglio dei consumati avversari dopo 4 sconfitte in 4 incontri di post-season, in un match, vinto per 10-34, in cui chiusero in doppia cifra 3 quarti su 4. Nel 1978, dopo il ritiro al termine della post-season del 1974 di Larsen, i Purple People Eaters persero altri due componenti come Eller, che dopo 15 anni con la maglia dei Vikings si trasferì ai Seattle Seahawks, e come Page, che si trasferì invece ai Chicago Bears.

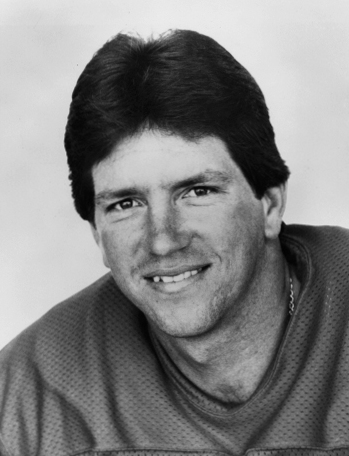
Il QB Tommy Kramer, dal 1977 al 1989 ai Vikings, autore dell'Hail Mary pass per Ahmad Rashād nell'ultima gara della stagione regolare del 1980.

Il 1979 fu al contrario un anno da dimenticare, con i Vikings che, con un deludente 7-9-0, dopo 6 anni consecutivi ai playoff mancarono l'approdo alla post-season e dopo 12 anni chiusero la stagione con un record negativo, nonostante un'ottima annata del sostituto designato di Tarkenton, il giovane Tommy Kramer selezionato due anni prima come 27a scelta assoluta al primo giro del Draft NFL 1977, capace di passare 3397 yard per 24 touchdown. Nello stesso anno si completò lo smembramento degli Eaters con il ritiro di Marshall, per 26 anni detentore del record di presenze totali nella storia della NFL, che dopo 19 anni di professionismo decise di appendere gli scarpini al chiodo, mentre Foreman si trasferì ai New England Patriots. Ma il 1979 fu un anno importante anche a livello societario in quanto nel mese di dicembre si aprì il cantiere dello stadio che avrebbe sostituito il Metropolitan e portato la squadra nel cuore di Minneapolis, l'Hubert H. Humphrey Metrodome.
Ad inizio 1980 i Vikings sembravano continuare a giocare sul solco della stagione precedente, quando a metà stagione avevano il misero record di 3-5-0, ma con un colpo di reni nel rush finale infilarono un filotto di 6 vittorie consecutive e chiusero la stagione al primo posto della NFC Central con un record di 9-7-0. Decisivo si rivelò l'incredibile Hail Mary pass di Kramer per il wide receiver Ahmad Rashād che nell'ultimo match casalingo assicurò la vittoria allo scadere ai Purples. I divisional playoff li videro in scena al Veterans Stadium casa dei Philadelphia Eagles, nel quale i Vikings, dopo aver condotto per 14-7 il match al termine del 2° quarto, nella ripresa furono praticamente annullati dalla difesa dei padroni di casa (gli unici due punti messi a segno avvennero grazie ad una safety) che di contro dilagò con ben 24 punti dei 31 totali messi a segno.

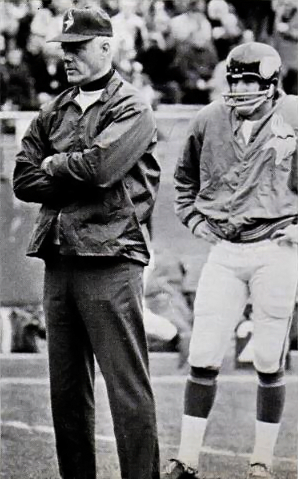
Bud Grant, il capo-allenatore più vittorioso nell'ultra cinquantenaria storia dei Vikings.

La stagione regolare del 1981 fu invece l'esatto opposto di quella precedente: partiti benissimo con 7 vittorie nelle prime 11 gare, i Vikings ebbero un improvviso e drastico calo perdendo le ultime 5 gare in calendario e precludendosi così quell'accesso ai playoff che sembrava solo una formalità ad inizio novembre. Nel contempo la società continuava a muovere passi importanti in direzione del rinnovamento delle strutture: nel maggio del 1981 aprì ad Eden Prairie il "Winter Park", un complesso polifunzionale suddiviso in uffici, spogliatoi e campi d'allenamento, che fu intitolato a Max Winter, l'amato promotore del progetto Vikings, e nello stesso anno i Vikings giocarono la loro ultima partita al Metropolitan Stadium, persa per 10-6 contro i Chiefs.

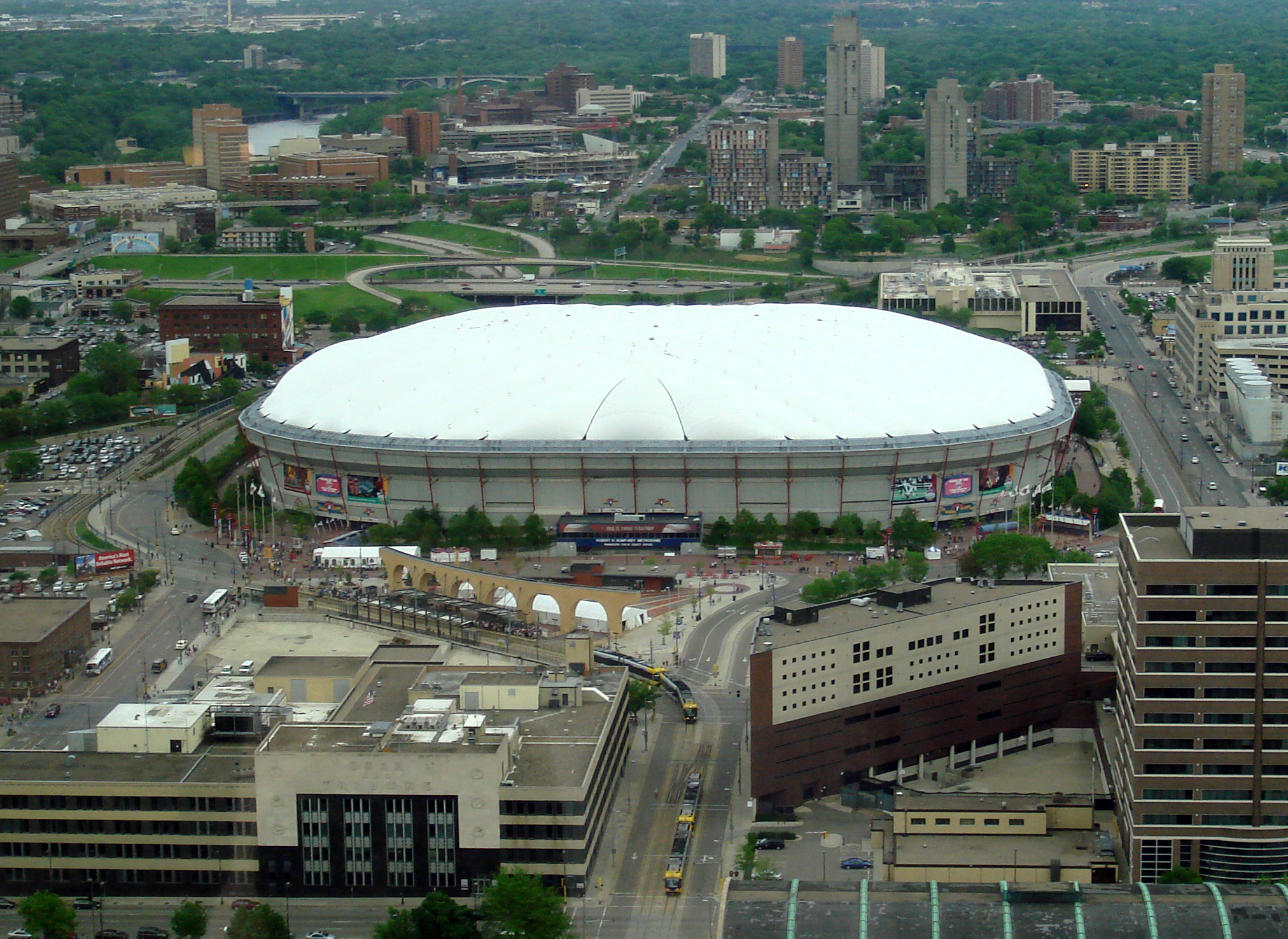
L'Hubert H. Humphrey Metrodome secondo stadio nella storia dei Vikings, aprì i battenti nel 1982.

Il 1982 si aprì col felice battesimo del Metrodome in una gara ufficiale, con la vittoria dei Vikings sui Tampa Bay Buccaneers per 10-17 nella settimana 1 della stagione NFL 1982. La stagione fu tuttavia segnata da uno sciopero dei giocatori che durò 57 giorni e stravolse la canonicità del campionato. I Vikings chiusero secondi nella loro division e quarti nella NFC con un record di 5-4-0, risultato che permise loro di accedere al primo turno dei playoff, per la prima volta ospitati dal Metrodome. I Purples prevalsero per 24-30 sugli Atlanta Falcons in un match in cui sebbene riuscirono ad annullare l'attacco di Atlanta, che andò a segno solo su fumble ritornati, field goal e corsa del proprio kicker, dovettero faticare non poco per superare l'avversario che al termine del 4° quarto conduceva per 24-23. Nel turno successivo furono ospiti dei Washington Redskins, futuri vincitori del Super Bowl quell'anno, cui bastarono appena 21 minuti per accumulare i 21 necessari per aggiudicarsi 7-21 l'incontro guidati da un John Riggins in forma strepitosa e capace di correre 185 yard in 37 tentativi e di mettere a segno il secondo touchdown di giornata. Il 1983 fu in pratica una fotocopia della stagione vissuta due anni prima, con i Vikings capaci di vincere 6 gare su 8 al giro di boa e di crollare ad altrettante sconfitte nelle restanti 8 gare. Il record, seppur non negativo, fu un modesto 8-8-0 che non permise a Minnesota di accedere ai playoff. Ma il 1983 fu soprattutto l'anno del ritiro di Bud Grant, che dopo 17 anni al timone dei Vikings, dopo 4 apparizioni al Super Bowl, 1 Campionato NFL, 12 apparizioni ai playoff, 11 titoli divisionali ed un record complessivo di 151–87–5 (.632), si congedò dal mondo del football "per trascorrere il tempo nel fare quello che più amo: pescare e cacciare".

## Da Steckel a Burns: l'alternarsi di alti e bassi tra la seconda metà degli anni '80 e gli albori degli anni '90 (1984-1991)

### 1984-1985: L'annata di Steckel e l'estemporaneo ritorno di Grant

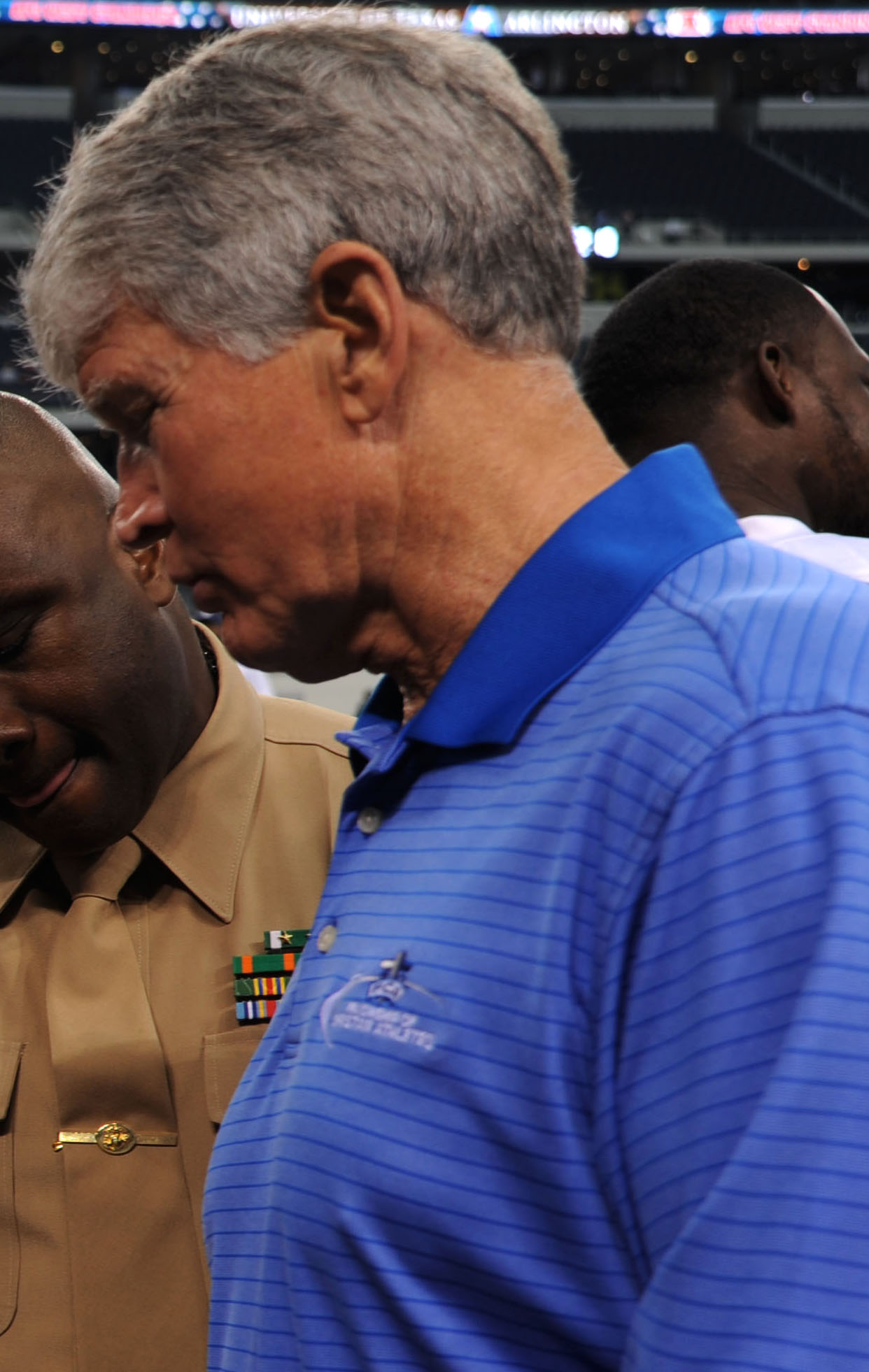
Les Steckel, capo-allenatore nel 1984.

Dimessosi Grant la dirigenza dei Vikings individuò in Les Steckel, negli ultimi 5 anni assistente allenatore dei Purples, la persona adatta per assumere la guida della squadra. Steckel divenne così il 3º allenatore nella storia dei Vikings il 29 gennaio 1984 e nel contempo fu anche l'allora tecnico più giovane nella storia della NFL all'età di 38 anni. Tuttavia i suoi rigidi metodi di allenamento fiaccarono la squadra durante il camp estivo e si ripercossero nell'immediata stagione, nella quale i Vikings rimediarono un umiliante 3-13-0, peggior risultato di tutti i tempi della franchigia del Minnesota.
Steckel fu quindi sollevato dall'incarico al termine dell'ultima giornata e dopo soli due giorni venne convocata una conferenza stampa per annunciare il suo successore. Ognuno aveva la sua opinione in merito a chi si sarebbe dovuto sedere sulla calda panchina dell'NFC Central, ma nessuno poteva immaginare il ritorno del grande vecchio: Bud Grant era clamorosamente di nuovo allenatore dei Vikings. Il ritorno del grande coach all'inizio sembrava aver dato una scossa ai Vikings (rafforzati in difesa dall'arrivo della 4ª scelta assoluta del Draft NFL 1985 il defensive end Chris Doleman e del defensive end Keith Millard ed in attacco dall'arrivo del wide receiver Anthony Carter) capaci di vincere 3 delle prime 4 gare e di essere ancora in lotta per un posto ai playoff quando mancavano sole 3 giornate al termine della stagione regolare. Purtroppo per loro però nelle ultime 3 giornate rimediarono altrettante sconfitte incappando nel secondo record negativo di fila (non accadeva dai tempi di Van Brocklin) e furono costretti a dire addio ai sogni di playoff. Grant dal canto suo capì che non poteva essere lui la panacea dei mali dei Vikings, e si ritirò, questa volta definitivamente come 6º allenatore più vincente di tutti i tempi in NFL con 168 vittorie totali (playoff inclusi) ed un record complessivo di 158-96-5.

### 1986-1991: La gestione Burns

#### 1986-1988: I primi anni positivi
Per sostituire per la seconda volta Grant la dirigenza guardò nuovamente in seno al coaching staff annunciando il 7 gennaio 1986 Jerry Burns, ai Vikings già dal 1968 in qualità di coordinatore offensivo, come 4º capo-allenatore nella storia dei Vikings. Nella prima stagione sotto la sua guida, Minnesota, guidata dal premio NFL Comeback Player of the Year Tommy Kramer, per il 4º anno consecutivo non riuscì ad accedere ai playoff ma se non altro chiuse la stagione con un record positivo, un modesto 9-7-0, con una bella partenza e un bel finale di stagione ma una parte centrale di campionato decisamente sottotono.

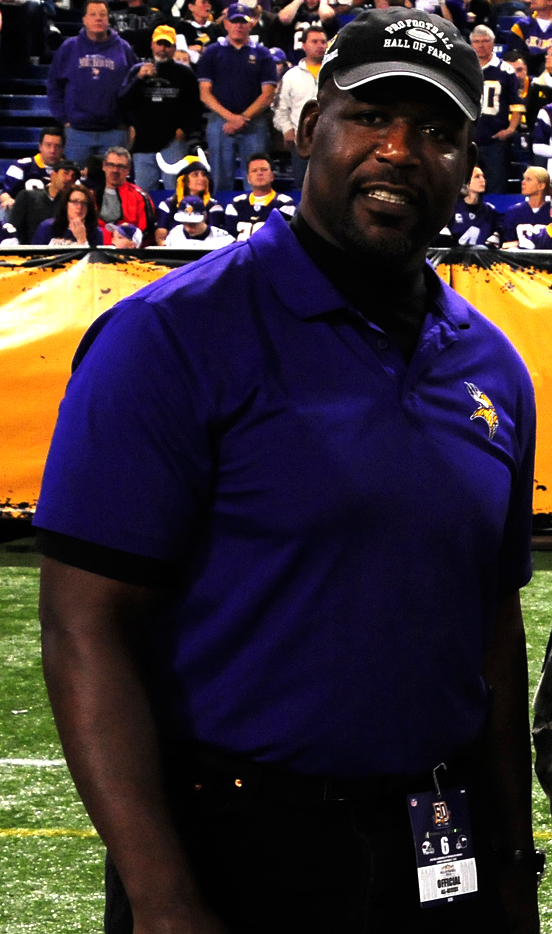
La G Randall McDaniel, Hall of Famer e per ben 12 volte Pro Bowler.

Al contrario la stagione seguente vide i Vikings conseguire una finale di Conference che dalle parti di Minneapolis non si vedeva da 10 anni. In stagione regolare pronti via e gli uomini di Burns si aggiudicarono i primi due match in calendario quando un altro sciopero dei giocatori, a distanza di 5 anni da quello del 1982, arrivò a minare il loro cammino. Le riserve messe in campo infatti non furono all'altezza dei titolari ed i Vikings persero 3 partite su 3. Terminato lo sciopero i titolari tornarono in campo vincendo subito il match contro i Denver Broncos ed inanellando in seguito un filotto di 4 vittorie consecutive, che contribuirono al record finale di 8-7-0 (una giornata, causa sciopero, fu cancellata) che non bastò per vincere il titolo divisionale ma fu comunque sufficiente ai Vikings per qualificarsi alla post-season. Nel primo turno dei playoff, l'NFC Wild Card Game, dati per spacciati contro i New Orleans Saints, i Vikings furono invece capaci di espugnare il Louisiana Superdome con un sorprendente 44-10 grazie ad una grande prova della difesa, capace di mettere a segno 4 intercetti e di forzare 6 turnover, di Carter, capace di ritornare in touchdown un punt da 84 yard, e del kicker Chuck Nelson autore di ben 13 punti dei 44 messi a segno da Minnesota (9 su field goal e 4 su punto addizionale). La settimana seguente si resero protagonisti di un'altra fantastica impresa quando sconfissero per 36-24 al Candlestick Park i San Francisco 49ers del grande Joe Montana, in una partita che vide due Vikings stabilire in un sol colpo due record NFL per una gara di playoff, Carter per quanto riguardava il maggior numero di yard ricevute in una gara di playoff (227) e Nelson per quanto riguardava il maggior numero di field goal messi a segno in una gara di playoff (5). La loro favola tuttavia si infranse nell'NFC Championship Game quando furono sconfitti per l'ennesima volta dai futuri vincitori del Super Bowl, quell'anno i Washington Redskins, capaci di limitare a soli 10 punti un attacco che nei due precedenti incontri era riuscito a mettere a segno la notevole media di 40 punti a partita.
Archiviata la stagione 1987, il 1988 si aprì con l'ingresso di quattro nuovi membri (Wheelock Whitney, Jaye Dyer, Irwin Jacobs e Carl Pohlad) nel Consiglio di Amministrazione e con l'arrivo dal Draft NFL 1988 della guardia Randall McDaniel, 19a scelta assoluta e futuro perno della offensive line di Minnesota nel decennio a seguire. In campionato dopo una beffarda sconfitta per 10-13 all'esordio contro i Buffalo Bills, i Vikings ebbero due momenti positivi nei mesi di settembre e novembre, quando inanellarono rispettivamente 3 e 5 vittorie consecutive che permisero loro di conseguire un record di 11-5-0. L'appuntamento con il titolo divisionale fu nuovamente rimandato ma i playoff arrivarono senza particolari problemi in una division in cui i ragazzi di Burns assieme ai Bears fecero il vuoto dietro di loro. Nell'NFC Wild Card Game i Vikings ospitarono i Los Angeles Rams che, pur giocando per la prima volta al chiuso e con i confortevoli 20° del Metrodome, rimediarono comunque la 4a sconfitta in altrettante incontri di post-season disputati in Minnesota, annullati dallo strong safety Joey Browner, capace di mettere a segno ben 2 intercetti dopo soli 8 minuti di gioco. Nell'NFC Divisional Playoff della settimana seguente invece, i San Francisco 49ers si presero la rivincita nei confronti dei Vikings, che l'anno precedente li avevano buttati fuori proprio nel medesimo turno di post-season, grazie ad una superlativa prova del proprio trio delle meraviglie composto da Jerry Rice (5 ricezioni per 61 yard e 3 touchdown), Joe Montana (16 completi su 27 tentativi per 178 yard e 3 touchdown passati) e Roger Craig (21 corse per 135 yard e 2 touchdown).

#### 1989-1991: La sanguinosa Herschel Walker Trade e le ultime deludenti stagioni con Burns

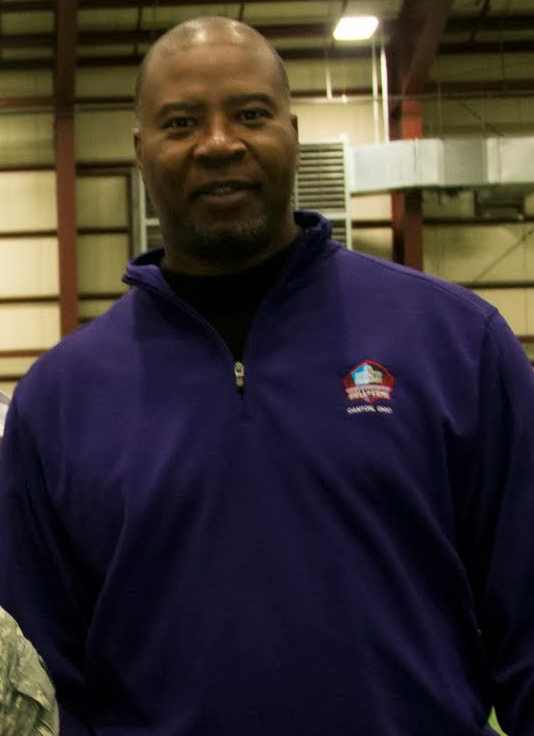
Il DE Chris Doleman, nel 1989 leader NFL con 21 sack messi a referto.

La stagione 1989 si aprì con un parziale di 3 vittorie e 2 sconfitte quando, il 12 ottobre il general manager Mike Lynn concluse con la dirigenza dei Dallas Cowboys la più grande operazione di mercato nella storia della NFL che portò in Minnesota il running back Herschel Walker (più altri 4 giocatori selezionati nei Draft successivi) al costo salato di 13 giocatori spediti a Dallas (di cui 7 su 8 erano scelte tra 1º e 2º giro nei Draft successivi). La stagione continuò poi in un alternarsi di vittorie e sconfitte che tuttavia permisero ai Vikings di laurearsi, a distanza di 9 anni dall'ultima volta, campioni della loro Division con un discreto record di 10-6-0. Il cammino in post-season tuttavia si infranse subito nell'NFC Divisional Playoff, per il secondo anno consecutivo contro i 49ers, capaci di chiudere una partita (terminata 13-41) già al termine della prima metà di gioco, in cui Montana fece il bello e il cattivo tempo con 4 passaggi da touchdown di cui il primo da ben 72 yard in direzione di Rice.

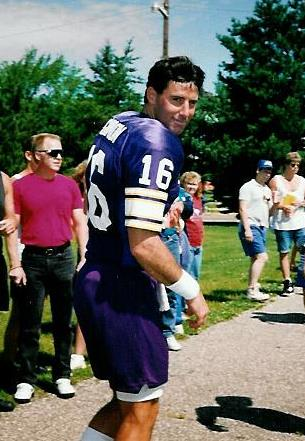
Il QB Rich Gannon sostituì come titolare Wade Wilson nel 1990.

Nel 1990 i Vikings non potendo contare sulle migliori scelte del Draft, date ai Cowboys nell'ambito della Herschel Walker Trade, furono costretti ad operare nella free agency nella quale misero a segno un colpo ad alto tasso di rischio, visti i precedenti del giocatore, ma anche dalle enormi prospettive di resa, viste le qualità del giocatore: Cris Carter. Non solo, i Vikings quell'anno furono protagonisti di un altro autentico miracolo di mercato quando misero sotto contratto un giovane defensive tackle scartato da tutti al Draft e promosso nel roster solo dopo il training camp estivo come undrafted free agent: John Randle. I Vikings quell'anno si ritrovarono in squadra due futuri Hall of Famers su cui a quel tempo nessuno avrebbe scommesso. La stagione regolare fu comunque un autentico travaglio con 6 sconfitte nelle prime 7 gare ed altre 4 sconfitte nelle ultime 4. Nel mezzo una striscia positiva di 5 vittorie consecutive che non poté comunque evitare ai Vikings l'esclusione dalla post-season con un record negativo di 6-10-0. Walker, che avrebbe dovuto far fare il salto di qualità ai Purples, disputò una stagione mediocre mettendo assieme tra corsa e ricezione 1085 yard (rispettivamente 770 e 315) e 9 touchdown (5 e 4).
Il 1991 vide diversi cambi societari: Roger Headrick divenne nuovo presidente della franchigia oltre che CEO in sostituzione del poco amato Mike Lynn, mentre lo stesso Headrick e Philip Maas sostituirono Jack Steele e Sheldon Kaplan nel Consiglio di Amministrazione. La stagione fu tuttavia deludente, pur se chiusa col record non negativo di 8-8-0. A fine anno lasciarono diversi protagonisti chi per un motivo chi per un altro delle ultime stagioni come Browner, che spese ancora una stagione a Tampa Bay prima di ritirarsi definitivamente, Millard, solo due anni prima miglior difensore dell'anno della NFL e reduce da diversi infortuni che ne segnarono il prosieguo di carriera, Burns, che si ritirò definitivamente come allenatore dopo ben 23 stagioni in forza ai Vikings di cui 6 come allenatore capo (per lui un record in carriera di 52-43-0 (.547)) ed infine anche il tanto mal digerito Herschel Walker, autore di un'ennesima stagione mediocre con 1029 yard totali (825 su corsa e 204 su ricezione) e 10 touchdown su corsa. Per lui ancora 4 stagioni tra Eagles e Giant, prima del beffardo ritorno ai Cowboys. Il 16 dicembre 1991 furono inoltre completati i cambi dei quadri dirigenziali, con Irwin Jacobs e Carl Pohlad che cedettero le loro quote azionarie ad un gruppo costituito dal Presidente/CEO Roger Headrick e da John Skoglund, Jaye Dyer, Philip Maas, Mike Lynn, Wheelock Whitney, James Binger, Bud Grossman, Elizabeth MacMillan e Carol Sperry.

## Il ciclo di Green (1992-2001)

### 1992-1993: I primi anni

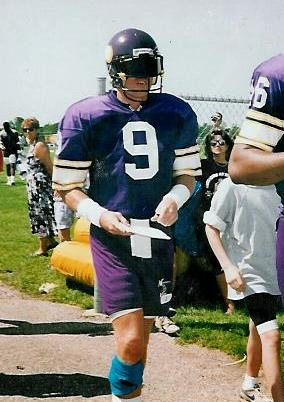
Il QB Jim McMahon, per lui solo una stagione con la divisa dei Vikings.

Ritiratosi Burns, i Vikings ripartirono dalla guida di Dennis Green (già capo-allenatore dei Cardinal della Stanford University nelle ultime 3 stagioni), nominato il 10 gennaio 1992 5º capo-allenatore nella storia della franchigia. Nonostante le ultime due stagioni da buttare i Vikings dimostrarono fin dall'inizio di aver voltato pagina, giocando un solido football e conquistando il loro 13º titolo divisionale con un ottimo 11-5-0. Green fu inoltre il primo allenatore-capo a vincere il titolo divisionale nonché a stabilire il maggior numero di vittorie, al suo debutto con la franchigia. I sogni di gloria tuttavia si infransero già nell'NFC Wild Card Game in cui trovarono sul loro cammino i Washington Redskins, campioni NFL in carica e vincitori del Super Bowl proprio al Metrodome un anno prima, capaci di chiudere il match sul 24-7 recuperando uno svantaggio iniziale di 7 punti nei primi 3 quarti.
Il 1993 si aprì con uno smacco ai rivali dei Chicago Bears, costretti a schiumare di rabbia nel vedere in purple & gold Jim McMahon, il quarterback che li aveva condotti all'unico Super Bowl della loro storia. L'inizio di stagione regolare vide comunque stentare i ragazzi di Green tanto che ad esempio il Chicago Tribune titolò, non senza una punta di soddisfazione e sarcasmo, "È sempre il solito vecchio attacco dei Vikings, anche con McMahon alla guida". Nel finale comunque i Purples riuscirono ad infilare 3 vittorie consecutive nelle ultime 4 giornate che permisero loro di chiudere col record di 9-7-0 ed accedere ai playoff pur dovendosi accontentare del secondo posto divisionale. Ancora una volta però i sogni si infransero al primo ostacolo rappresentato nell'NFC Wild Card Game dai New York Giants, che dopo aver chiuso sotto per 10-3 la prima metà di gioco seppero riprendersi grazie a due touchdown su corsa del proprio running back Rodney Hampton che fissarono il punteggio sul 10-17 finale.

### 1994-1996: Moon alla guida
A metà marzo 1994 i Vikings decisero di non esercitare l'opzione per il secondo anno prevista nel contratto e tagliarono l'oneroso McMahon, autore di una stagione al di sotto delle aspettative. La cabina di regia non rimase comunque sguarnita per molto: il 14 aprile si aggiudicarono, al costo di una scelta al 4º giro del Draft NFL 1994 e una scelta condizionata al 3º giro del Draft NFL 1995 andate agli Houston Oilers, un quarterback dalla classe pura che non si vedeva in Minnesota dai tempi di Tarkenton: Warren Moon.

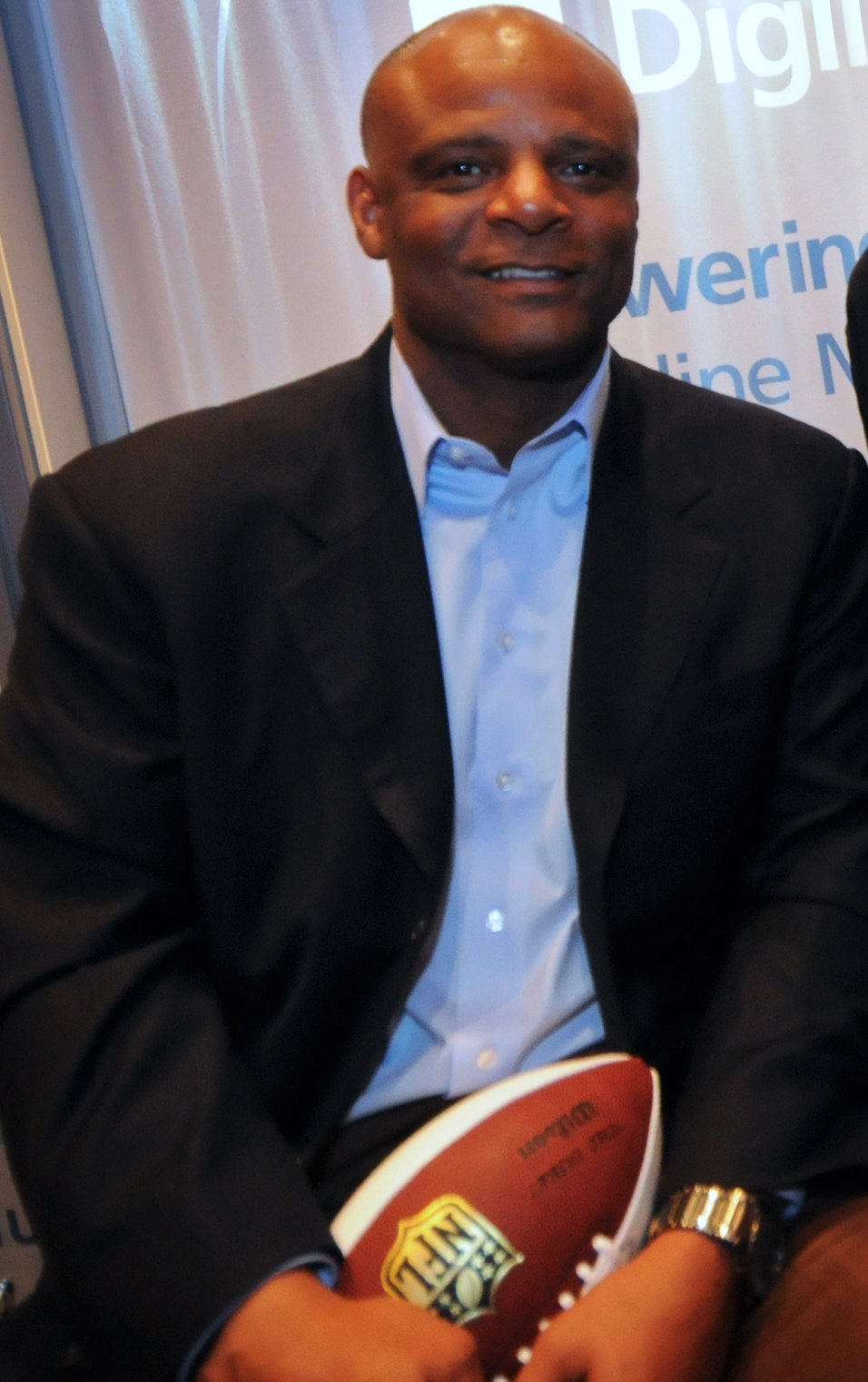
Il QB Warren Moon.

 L'ex Oilers fu subito un trascinatore per i Vikings, condotti alla vittoria del loro 14º titolo divisionale con 18 passaggi da touchdown e ben 4264 yard lanciate in 15 partite. I Vikings sembravano finalmente essere una contendente seria per il Super Bowl ma la corsa si fermò per il terzo anno consecutivo al primo turno di post season, contro i Bears, battuti entrambe le volte in stagione regolare e dati per sconfitti alla vigilia, capaci di imporsi con un netto 35-18 al Metrodome. Moon, che in precedenza aveva saltato l'ultimo incontro della stagione regolare per un infortunio al ginocchio, fu il fattore mancante per i Vikings ed apparve scosso e macchinoso tanto da subire 2 intercetti, 2 sack e da essere forzato a commettere 2 fumble di cui uno ritornato per 48 yard in touchdown dal cornerback Kevin Miniefield.
La stagione seguente vide un Moon di nuovo a livelli da top quarterback, capace di toccare quota 4228 yard lanciate e far registrare il suo miglior risultato in carriera relativo ad una singola stagione con ben 33 passaggi da touchdown completati. Tuttavia ciò non bastò ai Vikings per accedere alla post season: partiti subito con una sconfitta in casa dei Bears, al giro di boa avevano un parziale di 3-5-0 ed a nulla valse la rimonta nella seconda parte di stagione che li vide chiudere con un mediocre 8-8-0.
Nell'estate del 1996 franchigia e tifosi furono scossi dalla scomparsa di Max Winter primo a perorare la causa per una licenza NFL in Minnesota ed in seguito presidente della sua "creatura" per più di 20 anni. Tuffatisi nella stagione regolare, i Vikings furono costretti ad iniziare il primo match dell'anno con il backup quarterback Brad Johnson titolare al posto dell'infortunato Warren Moon. Ciononostante il sostituto sembrava cavarsela bene tanto che guidò i Vikings a 2 vittorie in altrettante partite, quando nella settimana successiva Moon rientrò nel roster attivo. Sotto la guida del proprio quarterback titolare i Vikings allungarono la striscia positiva a 4 vittorie consecutive ma arrivati alla settimana 9 Moon si infortunò nuovamente quando i Vikings viaggiavano su un parziale di 5-3-0, e come se non bastasse il loro attacco perse anche una delle principali bocche da fuoco quando nella medesima partita il running back Robert Smith si strappò i legamenti del ginocchio sinistro. Per il resto della stagione Johnson assunse praticamente i galloni di titolare date le ricadute di Moon, e condusse i Vikings ad un 9-7 che diede loro il lasciapassare per l'NFC Wild Card Game. Tuttavia, come nelle recenti stagioni precedenti la loro stagione si chiuse al primo incontro di post season, questa volta con un pesante 15-40 rimediato a Dallas contro i Cowboys campioni uscenti.

### 1997-1999: L'apice del ciclo con Cunningham e l'occasione persa nella stagione del memorabile 15-1-0
Nel febbraio del 1997 i Vikings rilasciarono il quarantenne Moon, che dopo gli infortuni a piede e caviglia non era evidentemente più in grado di garantire una leadership duratura nell'arco dell'intera stagione, stipularono un nuovo contratto della durata di 4 anni a 15,5 milioni con Johnson che si apprestava quindi a divenire il nuovo quarterback titolare della squadra, e firmarono un contratto annuale con Randall Cunningham, ex quarterback degli Eagles che doveva ricoprire il ruolo di backup quarterback lasciato vacante dalla promozione di Johnson. La mossa sembrava azzeccata tanto che dopo le prime 10 partite dell'anno la squadra volava con un parziale di 8-2-0 e la qualificazione sembrava essere soltanto una formalità, ma 5 sconfitte di fila rimisero tutto in gioco (e come se non bastasse ad inizio dicembre Johnson chiuse anzitempo la stagione per colpa di un'ernia cervicale che richiedeva un intervento chirurgico) ed i Vikings dovettero riprendersi all'ultima giornata ed aver ragione dei Colts al Metrodome per poter staccare il pass per la post season, tra l'altro come terzi di division. Nel primo turno furono protagonisti di una partita incredibile delle loro andata in scena al Meadowlands Stadium: i Vikings sembravano destinati ad una sconfitta al primo turno, come già accaduto negli anni precedenti, quando mancavano 7'42" al termine dell'ultimo quarto ed i Giants si erano appena portati in vantaggio sul 13-22. Nei tre minuti successivi i purples fecero 7 giocate per riavvicinarsi agli avversari, senza successo. a 3'51" dalla fine, la difesa recuperò una palla che, nel possesso successivo, Cunningham trasformò nel touchdown del wide receiver Jake Reed con un lancio da 30 yard, andando sul 20-22 (dopo che Eddie Murray aveva trasformato il punto addizionale) con 1'30" ancora da giocare. I Giants ricorsero ad un onside kick, che venne prontamente recuperato dal wide receiver di Minnesota Chris Walsh e iniziando così un drive al cardiopalma di Cunningham, che prima lanciò per 11 yard al tight end Andrew Glover, quindi passò per 21 yard a Cris Carter ed infine una corsa da 16 yard di Smith portò l'ovale sulle 24 yard. A quel punto, con soli 10" rimanenti, i Vikings optarono per il field goal che, trasformato da Murray, fu sufficiente per vincere ul rocambolesco match ed avanzare al turno successivo. Nell'NFC Divisional Playoff i Vikings incontrarono una delle loro "bestie nere", i San Francisco 49ers, che, seppur orfani di Jerry Rice, poterono avvalersi di un attacco in grande spolvero formato dalla coppia di ricevitori Terrell Owens e J. J. Stokes e dal running back Terry Kirby, che misero assieme 120 yard su corsa, 174 yard su ricezione, 25 tentativi di corsa, 17 ricezioni e 3 touchdown.

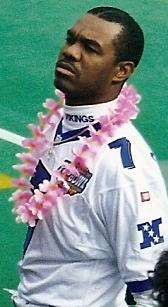
Il QB Randall Cunningham, nell'immagine al Pro Bowl del 1998, uno dei ben 10 Vikings a prendervi parte in quella stagione.

Il 1998 fu un anno ricco di avvenimenti per i Vikings. In primo luogo al Draft NFL 1998 la dirigenza alla fine del primo giro scelse il wide receiver Randy Moss, grande talento che solo il carattere fumantino aveva tenuto lontano dalle prime scelte. Il 3 luglio il Consiglio di Amministrazione dei Vikings approvò all'unanimità l'offerta d'acquisto della franchigia da parte dell'uomo d'affari texano B.J. "Red" McCombs, che fu poi accettata il 28 dello stesso mese dai proprietari delle altre franchigie della NFL. Il 5 settembre, alla vigilia della prima giornata di campionato, Green ottenne l'appoggio della nuova gestione, con un rinnovo contrattuale per altri 3 anni. La stagione sportiva non iniziò sotto i migliori auspici: Johnson infatti, dopo aver condotto i suoi alla vittoria nel match inaugurale contro i Tampa Bay Buccaneers, subì una distorsione alla caviglia e dovette essere sostituito da Cunningham. Questi, al suo miglior anno in NFL, guidò Minnesota ad un incredibile 15-1-0 perdendo l'unico incontro stagionale a Tampa Bay, dirigendo un attacco stellare formato dal trio Smith-Carter-Moss che permise a Minnesota di stabilire l'allora record NFL di ben 556 punti messi a segno in stagione regolare (una media di 34,75 a partita) superando il precedente record di 541 punti stabilito dai Redskins nel 1983; tutti e tre corsero per più di 1000 yard complessive tra corsa e ricezione (Moss fu anche Rookie Offensivo dell'Anno della NFL), mentre Cunningham lanciò 34 passaggi per più di 3700 yard. I Vikings si candidavano al ruolo di superfavoriti per la corsa al Super Bowl e già nel primo turno di post-season tra le mura amiche del Metrodome demolirono 41-21 i malcapitati Arizona Cardinals: passati per primi in vantaggio a 7'40" dalla fine del 1° quarto, i Vikings non mollarono più la presa per tutta la partita arrivando ad accumulare un vantaggio massimo di 20 nel 3° quarto, quando Randy Moss mise a segno un touchdown su passaggio da 2 yard di Cunningham a 1'31" dalla fine del quarto. Vero eroe di giornata fu comunque il backup running back Leroy Hoard che aprì e chiuse i giochi con 2 touchdown su corsa, ne realizzò un terzo su passaggio da 16 yard di Cunningham ed il tutto correndo per appena 60 yard tra corsa e ricezione. Giunti all'NFC Championship Game contro Atlanta, i Vikings, dopo un 1° quarto chiuso sul 7-7, nell'arco dei 3 quarti successivi furono costantemente in vantaggio e sembravano diretti verso la tanto attesa 5ª finale di Super Bowl, quando, a meno di 2 minuti dal termine ed in vantaggio di 7 punti, sbagliarono un field goal con il loro kicker Gary Anderson. L'errore si rivelò fatale perché nel possesso successivo a 49" dalla fine dell'incontro i Falcons pareggiarono su touchdown e l'incontro andò all'overtime nel quale gli ospiti a sorpresa sconfissero i padroni di casa con un field goal da 38 yard trasformato da Morten Andersen, ponendo fine alla fin lì fantastica cavalcata dei Vikings ai quali spettò anche il poco encomiabile record di essere la prima franchigia, tra quelle che chiusero la stagione regolare con un 15-1-0, a fallire la rincorsa al Super Bowl. Il match fu da quel momento noto presso alcuni tifosi dei Vikings come Take a Knee Game in riferimento alla criticata decisione di Green che ordinò a Cunningham di inginocchiarsi quando mancavano 30" al termine dell'incontro.

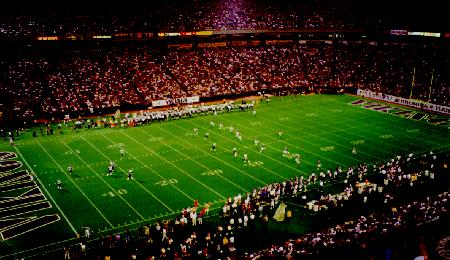
Un incontro di preseason nell'agosto del 1999.

La stagione seguente si aprì con la scelta al Draft NFL 1999 di un giovane quarterback selezionato al 1º giro come 11º assoluto: Daunte Culpepper. L'esordio stagionale vide i Vikings in scena ad Atlanta, nella replica della finale NFC dell'anno precedente, e terminò con la vittoria di Minnesota per 17-14; ironia della sorte, i purples vinsero di 3 punti, quelli che erano mancati l'anno prima, e inoltre vi furono ben due errori su field goal di colui che aveva contribuito maggiormente ad escluderli da quella finale, il kicker Morten Andersen. Successivamente i Vikings furono sconfitti 4 volte in 5 partite, costringendo il coach a sostituire il quarterback titolare Cunningham con la riserva Jeff George. Da quel momento le cose andarono decisamente meglio tanto che i Vikings inanellarono subito un filotto di 5 vittorie consecutive e chiusero la stagione regolare con un record di 10-6-0 che permise loro di strappare un posto per il primo turno di post-season. Grandi protagonisti di questi match furono i 3 giocatori d'attacco che chiusero le 16 partite con 3878 yard totali corse e 26 touchdown (1181 yard e 2 touchdown per Smith, 1456 yard e 11 touchdown per Moss, 1241 yard e 13 touchdown per Carter). Nell'NFC Wild Card Game, i ragazzi di Green ospitarono al Metrodome i Dallas Cowboys. Dopo aver chiuso in svantaggio per 10-3 il 1° quarto, i Vikings salirono in cattedra nei successivi 3 quarti, andando a segno con tutte e 3 le loro punte, tutti su passaggio di George che si involò così verso il primo successo in carriera nella post-season, e lasciando a secco l'attacco dei Cowboys, per il 10-27 finale. Nel successivo turno tuttavia, ospiti a St. Louis dei Rams (futuri vincitori del Super Bowl quell'anno), i Vikings caddero sotto i 5 passaggi da touchdown dell'MVP della NFL Kurt Warner. Dopo aver chiuso il 1° quarto in svantaggio per 3-14, i Vikings reagirono mettendo a segno 14 punti con Hoard e Carter nel quarto seguente e chiudendo quindi la prima metà di gioco in vantaggio di 3 punti. Ma nella ripresa i Rams si scatenarono, e il kick returner Tony Horne died il via alla rimonta con un kickoff ritornato da ben 95 yard. Seguirono quindi altri 2 touchdown per i padroni di casa che all'inizio dell'ultimo quarto incrementarono ulteriormente il loro vantaggio con altri 2 touchdown sufficienti per tener botta al tentativo di rimonta dei Vikings, che a loro volta andarono a touchdown per 3 volte (una volta con Jake Reed e due con Moss, sempre su passaggio di George). Il risultato finale fu di 47-39.

### 2000-2001: Gli ultimi anni del ciclo e l'ascesa di Culpepper
Kelci Stringer, la vedova dello sfortunato giocatore, intentò una causa contro i Vikings ed il loro staff medico per un pronto soccorso a suo dire non appropriato, ma nel 2005 la Corte Suprema del Minnesota rigettò la sua causa. Fu invece raggiunto un accordo con la Riddell inc. (ma i termini non furono resi noti) dopo che l'azienda fornitrice del casco e delle protezioni indossati da Stringer era stata citata in giudizio per non aver comunicato che casco e protezioni potevano arrecare danno in caso di alte temperature. Allo stesso modo la NFL, citata in giudizio dalla vedova con l'accusa di non aver fatto abbastanza per assicurare ai giocatori che l'equipaggiamento indossato per evitare infortuni potesse anche evitare incidenti come quello occorso al marito, raggiunse un accordo per fondare assieme ad altre aziende il Korey Stringer Institute presso l'Università del Connecticut.

Il 2000 vide nuovamente degli importanti cambiamenti nella posizione del quarterback: il contratto di George non fu rinnovato, e il giocatore entrò in free agency, Cunningham (che oramai era fuori dal progetto) fu tagliato nel mese di giugno, Dan Marino rifiutò il trasferimento a Minneapolis, e così Green promosse Culpepper, che, al secondo anno tra i pro, divenne l'8º quarterback titolare in 9 stagioni. La decisione presa si rivelò ad ogni modo azzeccata: Culpepper lanciò 33 passaggi da touchdown per 3937 yard e al resto pensò il trio Smith-Moss-Carter capaci di fare numeri migliori di quelli già fatti registrare nel 1998, con 4585 yard per 34 touchdown totali (1869 yd e 10 td Smith, 1442 yd e 15 td Moss, 1274 yd e 9 td Carter). Inoltre Smith, con 1521 yard su corsa, fece segnare il nuovo record di franchigia, strappandolo a Foreman che l'aveva stabilito due decenni prima. 

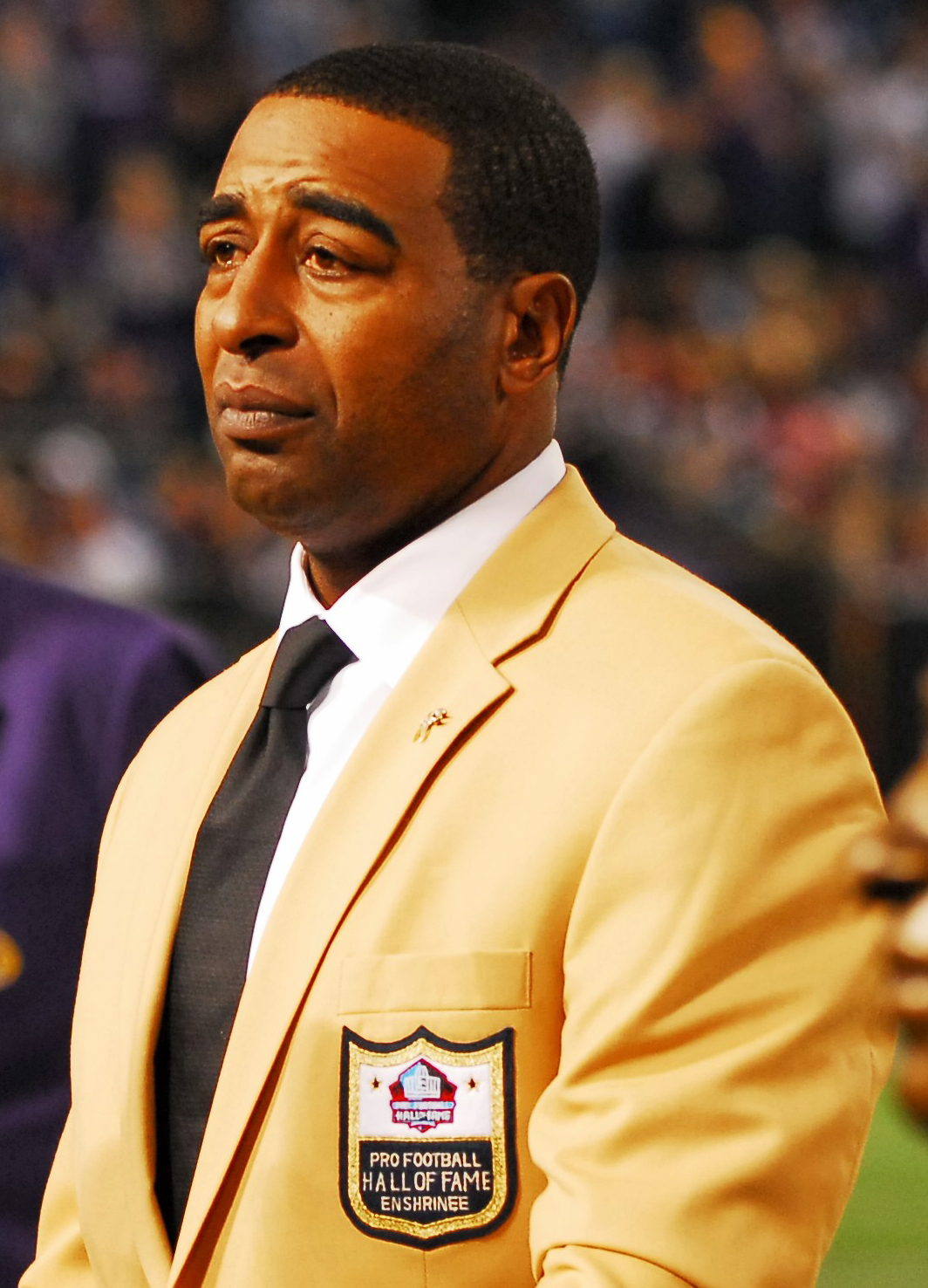
Il WR Cris Carter (qui in un'immagine del 2013) chiuse nel 2001 la sua dodecennale carriera con la maglia dei Vikings come detentore di tutti i principali record in ricezione della franchigia.

 I Vikings ebbero una partenza fulminante, con 7 vittorie nei primi 7 incontri in programma, ma, arrivati ad un parziale di 11-2-0 alla fine novembre, persero gli ultimi 3 incontri dell'anno complice anche un infortunio occorso a Culpepper, che però non impedirono ai ragazzi di Green di aggiudicarsi il loro 15º titolo divisionale. Nel frattempo i Vikings festeggiarono il 40º anniversario dalla fondazione della franchigia, svelando al pubblico la formazione ideale dei primi 40 anni, nel match vinto per 31-24 sui Detroit Lions, in cui tra l'altro Cris Carter divenne il secondo giocatore nella storia della NFL a ricevere 1000 passaggi in carriera. L'NFC Divisional Playoff vide i Vikings ospitare al Metrodome i New Orleans Saints: in un incontro condotto in testa dall'inizio alla fine, con Culpepper, ristabilitosi dall'infortunio, autore di 17 passaggi completi su 31 per 302 yard e 3 passaggi da touchdown, i Vikings vinsero 34-16, con le solite 3 punte d'attacco a mettere a segno tutti e 4 i touchdown di partita dei padroni di casa (2 di Moss, uno a testa per Carter e Smith). La settimana seguente Meadowlands Stadium i New York Giants dominarono i Vikings per 3 quarti su 4 nei quali il quarterback newyorkese Kerry Collins mandò a touchdown ben 5 volte i compagni di squadra ed il kicker Brad Daluiso mise a segno altri 2 field goal che fissarono il punteggio sullo 41-0. Nell'ultimo quarto i padroni di casa rallentarono la pressione, ma i Vikings non riuscirono ad andare a segno ed evitare il cappotto oltre che la più pesante differenza di yard totali tra due squadre in una singola partita (404) nella storia dei playoff della NFL. A fine stagione inoltre, a soli 28 e all'apice della sua carriera, Robert Smith decise di ritirarsi dopo aver stabilito diversi primati di franchigia e di lega.
Il 2001 si aprì con la tragica vicenda della morte dell'offensive tackle Korey Stringer cui il caldo asfissiante del training camp estivo risultò fatale. I Vikings, forse ancora scossi da questa tragedia, iniziarono male la stagione perdendo i primi due incontri in programma, di cui il primo contro i Carolina Panthers che quell'anno avrebbero perso tutte le altre 15 partite. La terza settimana arrivò la prima vittoria stagionale, contro i Tampa Bay Buccaneers, seguita da altre 2 vittorie nelle 3 partite successive, contro Green Bay e Detroit. Fu solo un fuoco di paglia, in quanto Minnesota perse in seguito 8 partite su 10, fermandosi al penultimo posto della division con il record di 5-11-0. 3 giorni prima dell'ultimo incontro stagionale, Green si dimise da allenatore ed il suo posto venne preso da Mike Tice. Green, chiuse la sua esperienza in Minnesota con un record di 97-62-0 (.610), ed era stato nell'occhio del ciclone per tutto l'anno per varie ragioni, tra cui il suo rapporto con Randy Moss e la decisione di non licenziare il suo confidente di lunga data e allenatore degli inside linebacker Richard Solomon. Ci fu anche l'addio di Cris Carter, che decise in un primo momento di ritirarsi per poi tornare sui suoi passi ed accasarsi ai Miami Dolphins, per l'ultimo anno della sua carriera professionistica.

## La gestione Tice (2001-2005)

### 2002-2003: I primi anni
Dopo aver condotto i Vikings durante l'ultima partita del 2001, il 10 gennaio 2002 Mike Tice fu confermato capo-allenatore della franchigia, terzo di 6 allenatori ad essere promosso dall'interno del coaching staff e primo in assoluto ad aver anche militato tra le file della squadra. La stagione regolare si aprì con una novità: a distanza di 35 anni dall'ultimo spostamento che li aveva visti passare dalla NFL alla NFL (successivamente NFC) Central, i Vikings furono collocati nella neonata NFC North, nella quale passarono da 4 a 3 avversarie di division (Chicago Bears, Detroit Lions, Green Bay Packers). L'inizio della nuova gestione fu tuttavia da dimenticare, con 4 sconfitte in altrettante partite. Il 10 ottobre poi, all'età di 85 anni, venne a mancare Bernie Ridder jr., un altro degli "storici" uomini d'affari, fondatori e proprietari della franchigia. Nel primo match successivo, i Vikings finalmente riuscirono a vincere la prima partita, sconfiggendo in casa per 31-24 i Lions, I Vikings arrivarono alla vigilia del terzultimo incontro della stagione regolare con un record parziale di 3-10-0 e vinsero tutti e 3 gli incontri rimanenti, raggiungendo un record finale di 6-10-0, che non gli permise di qualificarsi alla post-season. 

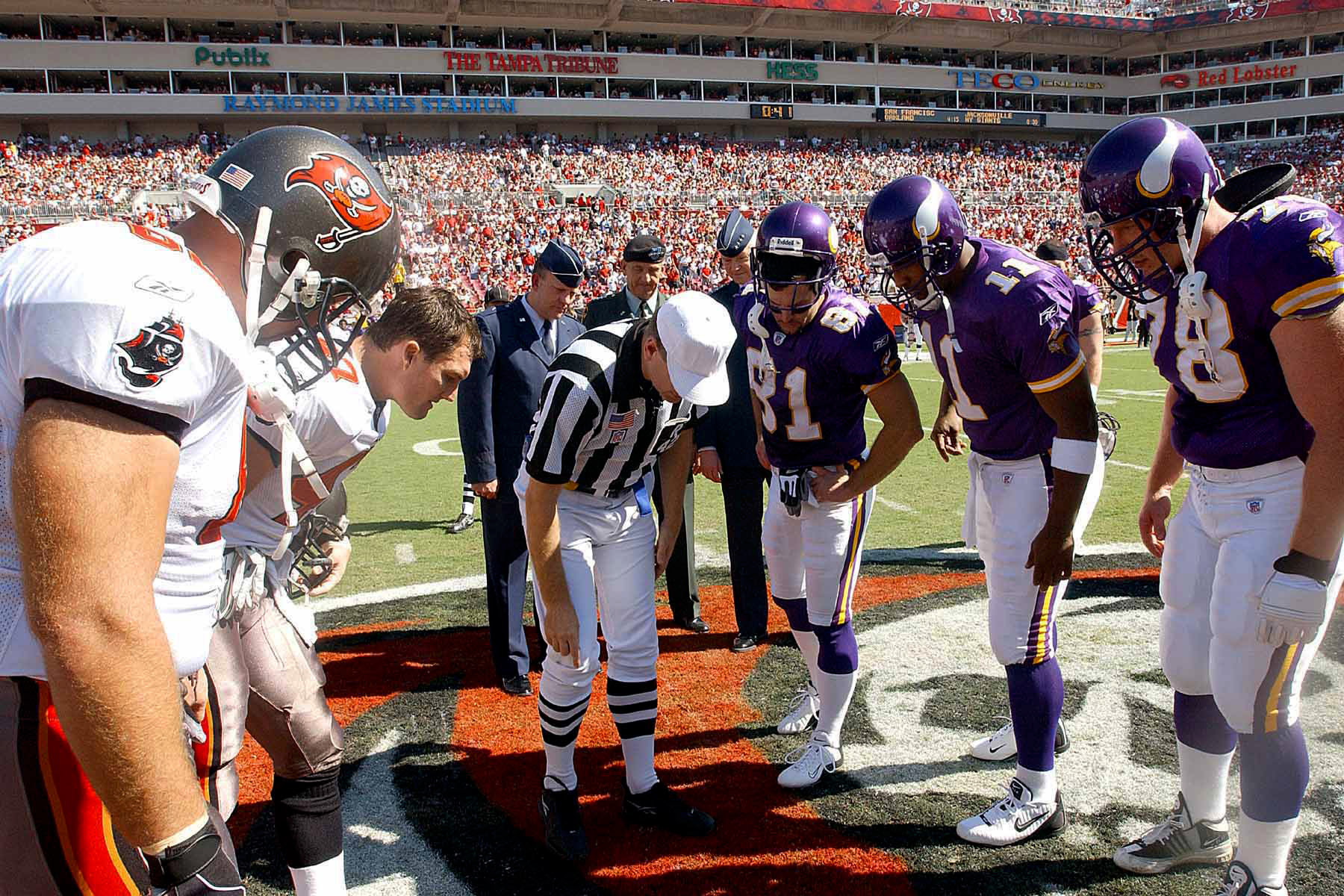
Da sinistra per i Vikings: Walsh, Culpepper e Birk al lancio della monetina nel match perso nel 2002 in casa dei Buccaneers.

 Per la squadra di coach Tice ci fu la magra consolazione (prima volta nella storia della franchigia) della leadership stagionale in NFL relativa alle yard corse, con 2507 yard totali ed una media per partita di 156,7 yard, soprattutto grazie alle 1296 yard corse da Michael Bennett, running back al secondo anno tra i professionisti. I Vikings inoltre furono il primo team nealla storia della NFL a mettere a segno una conversione da 2 punti necessaria per vincere un match, quando Culpepper mise a segno 2 punti su corsa a 5" dal termine nell'incontro vinto per 32-31 al Louisiana Superdome contro i New Orleans Saints padroni di casa.
La seconda stagione sotto la guida di Tice vide l'approdo in Minnesota del giovane defensive tackle Kevin Williams selezionato come 9º assoluto al Draft NFL 2003 e ben presto in grado di divenire uno dei perni della difesa dei Vikings. In campionato le cose si misero subito bene, tanto che la squadra sembrava proseguire senza intoppi sul solco delle ultime 3 partite della stagione precedente, infilando un filotto di ben 6 vittorie consecutive nelle prime 6 partite in programma, ma a fine ottobre la sconfitta casalinga contro i New York Giants diede il là ad una crisi di risultati che portò solo 3 vittorie nelle ultime 10 giornate, il conseguente scivolamento nella seconda posizione di division ed un record di 9-7-0 che non bastò ai Vikings per acciuffare un posto per l'NFC Wild Card Game. Ciononostante, a livello statistico, la stagione 2003 fu degna di nota in quanto l'attacco dei Vikings chiuse, per la prima volta nella storia della franchigia, al 1º posto nella NFL con una media di 393,4 yards a partita ed una media di 26,0 punti a partita.

### 2004-2005: La storica annata di Culpepper, addii, ritorni ed un nuovo passaggio di consegne in società
Il 2004 vide nuovamente i Vikings in grande spolvero nell'inizio di stagione con un parziale di 5 vittorie nelle prime 6 partite, tuttavia per il secondo anno consecutivo, complice anche l'infortunio di Moss occorsogli a metà ottobre che lo tenne fuori per un mese, ebbero un crollo verticale che non consentì loro di raccogliere più di 3 vittorie nelle restanti 10 partite che, complici i record mediocri delle seconde classificate della NFC, bastarono comunque per staccare il pass per la post-season. I Vikings quell'anno potevano contare su un Culpepper all'apice della sua carriera, capace di disputare una delle migliori stagioni di sempre per quarterback stabilendo un nuovo record NFL per yard totali in una stagione (5123), guidando la lega per yard passate (4717) e stabilendo il nuovo primato di franchigia per touchdown passati (39). Il primo turno della post-season vide i Vikings impegnati a Green Bay contro i Packers, in un match in cui Culpepper continuò a mantenere numeri da MVP (4 passaggi da touchdown, 284 yard passate, 47 yard corse, 19 passaggi completati su 29) e durante il quale vi fu un famoso gesto di Moss che, dopo aver segnato il suo secondo touchdown, mimò il gesto di mostrare le terga, che proprio i tifosi dei Packers avevano contribuito a rendere famoso. Il match terminò 31-17 per i Vikings, capaci di stordire i padroni di casa con un avvio irresistibile che fruttò loro un parziale di 17-0 nel solo 1° quarto (poi ridotto dai Packers a 17-3 prima dello scadere dei 15 minuti).

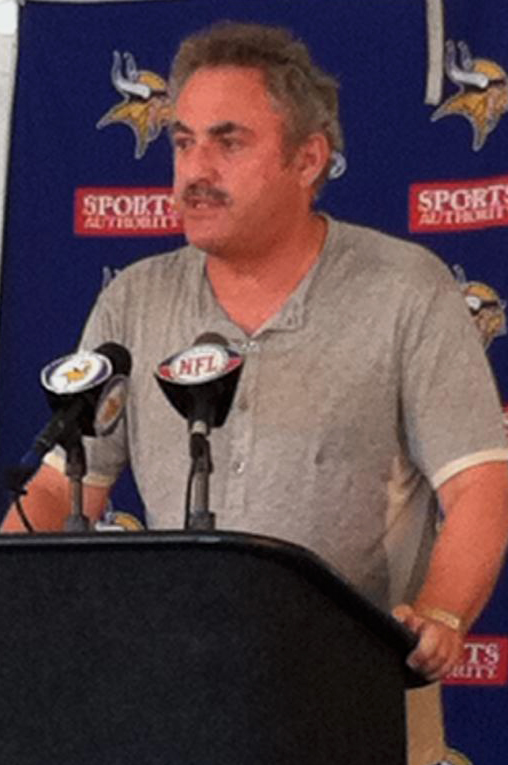
Zygi Wilf, proprietario dei Vikings dal 2005.

 Nel turno successivo i Vikings dovettero tornare con i piedi per terra, sconfitti 14-27 dai Philadelphia Eagles in un match in cui furono in svantaggio dall'inizio alla fine ed in cui ebbero il loro peso i numerosi errori commessi: la difesa subì numerose penalità (incluse 3 chiamate per interferenza) che comportarono una perdita complessiva di 78 yard, Culpepper (che in tutta la stagione aveva subito solo 11 intercetti) fu intercettato 2 volte dalla difesa di Philadelphia e il coaching staff lasciò inspiegabilmente un offensive lineman dentro e Moss fuori dal campo di gioco in una situazione di finto field goal, che non vide alcun ricevitore in campo pronto ad agganciare l'ovale.

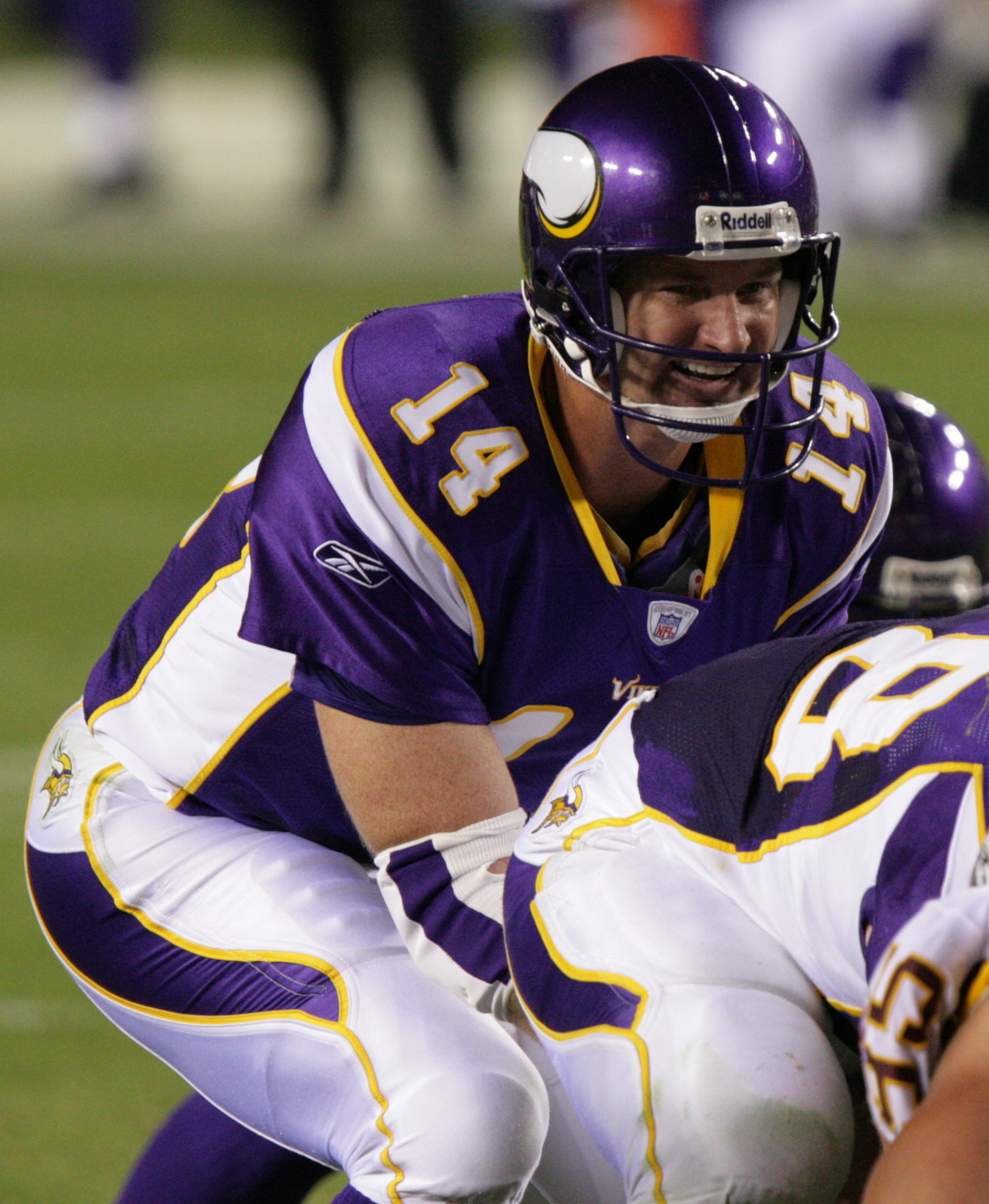
Il QB Brad Johnson nel 2006.

Il 2005 si aprì con il primo di una lunga lista di scandali che colpirono i Vikings in quella stagione, quando nel mese di febbraio Tice fu sorpreso a vendere i propri biglietti per la finale di Super Bowl in chiara violazione delle regole della NFL. A fine febbraio arrivò l'addio di Moss, ceduto dai Vikings, stanchi delle sue numerose bizze nell'ultima stagione, ai Raiders in cambio del linebacker Napoleon Harris e delle scelte al 1º e 7º giro del Draft NFL 2005, e col ritorno del quarterback Brad Johnson, che nel frattempo aveva guidato i Buccaneers alla vittoria del Super Bowl XXXVII, pronto ad accettare il ruolo di riserva di Culpepper. A livello societario invece, Red McCombs cedette le sue quote azionarie ad una cordata di imprenditori guidata dai fratelli Zygmunt e Mark Wilf, che il 25 maggio ottennero l'approvazione degli altri proprietari delle franchigie. Ai Wilf, proprietari di una compagnia immobiliare con base nel New Jersey, si aggiunsero il cugino Leonard Wilf, Reggie Fowler, David Mandelbaum ed Alan Landis. Sempre nel mese di maggio arrivò la seconda noia della stagione: il running back Onterrio Smith, che ad aprile era stato colto in flagrante all'Aeroporto Internazionale di Minneapolis-St. Paul in possesso di un "Original Whizzinator", un dispositivo consistente in un falso pene utilizzato dagli sportivi per aggirare i prelievi di urina dei test antidoping, venne squalificato per un anno dalla NFL. Arrivata finalmente la stagione regolare, i Vikings cominciarono subito male con una sconfitta casalinga contro i Tampa Bay Buccaneers ed altre 4 sconfitte nelle seguenti 6 partite. Nel mezzo ci fu anche lo spazio per un altro scandalo, quello del "Love Boat Party" in cui 17 giocatori dei Vikings ebbero un festino a luci rosse con delle prostitute su due yacht affittati sul lago Minnetonka. Ciononostante i Vikings riuscirono a riprendersi e, guidati da Johnson, che nel frattempo aveva preso il posto di Culpepper, vittima di uno strappo ai legamenti del ginocchio destro nel match perso 38-13 in casa dei Carolina Panthers, inanellarono un filotto di ben 6 vittorie consecutive e con 7 vittorie in 9 incontri arrivarono ad un record positivo di 9-7-0, che tuttavia non bastò loro per acciuffare un posto in post-season.

## Da Childress a Frazier: una finale di Super Bowl sfiorata tra stagioni altalenanti (2006-2013)

### 2006-2010: Il quinquennio di Childress

#### 2006-2008: La ricostruzione nel segno di Adrian Peterson

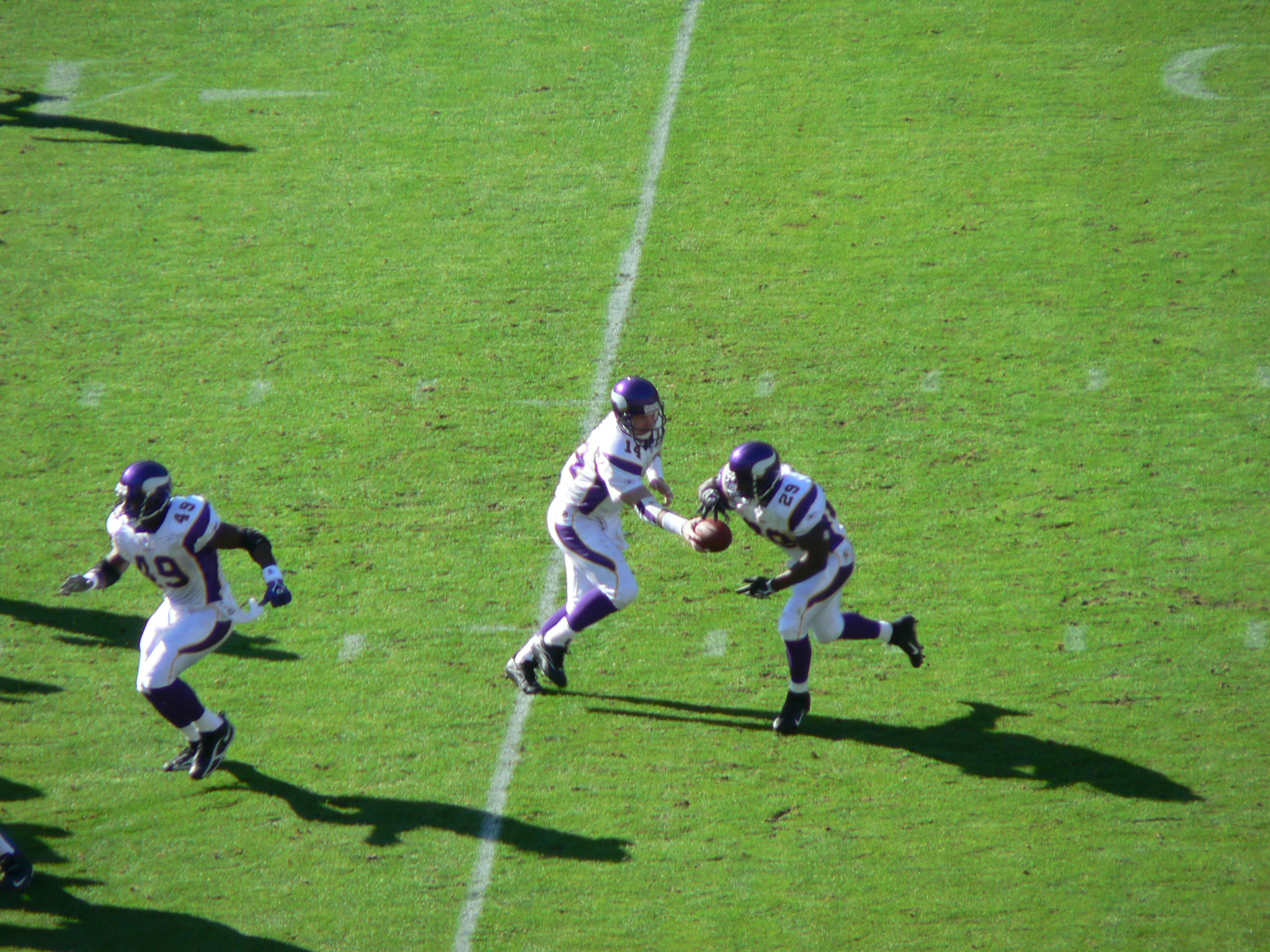
Brad Johnson consegna l'ovale nelle mani del RB Chester Taylor nel 2006.

Ad inizio gennaio i Vikings esonerarono Tice (per lui un record complessivo di 32-33) ed il 6 gennaio 2006 ingaggiarono Brad Childress come 7º capo-allenatore della loro storia, mentre dal Draft invece arrivò dal 1º giro come 17º assoluto il linebacker Chad Greenway. Sempre in off-season arrivò un altro addio eccellente, quello di Culpepper che dopo aver rifiutato di rivedere i termini del proprio contratto fu ceduto ai Miami Dolphins in cambio della loro scelta al 2º giro che i Vikings utilizzarono per selezionare il centro Ryan Cook. In campionato le cose si misero subito bene con 2 vittorie nelle prime 2 partite dell'anno e 4 nelle prime 6 con Johnson a muovere i fili del gioco, quando una pesante sconfitta casalinga per 7-31 subita per mano dei New England Patriots diede il la ad una striscia di ben 8 sconfitte in 10 partite inframezzata solo da 2 vittorie contro Arizona Cardinals e Detroit Lions. Il record finale di 6-10-0 fu ovviamente fatale per le ambizioni di post-season dei Vikings.

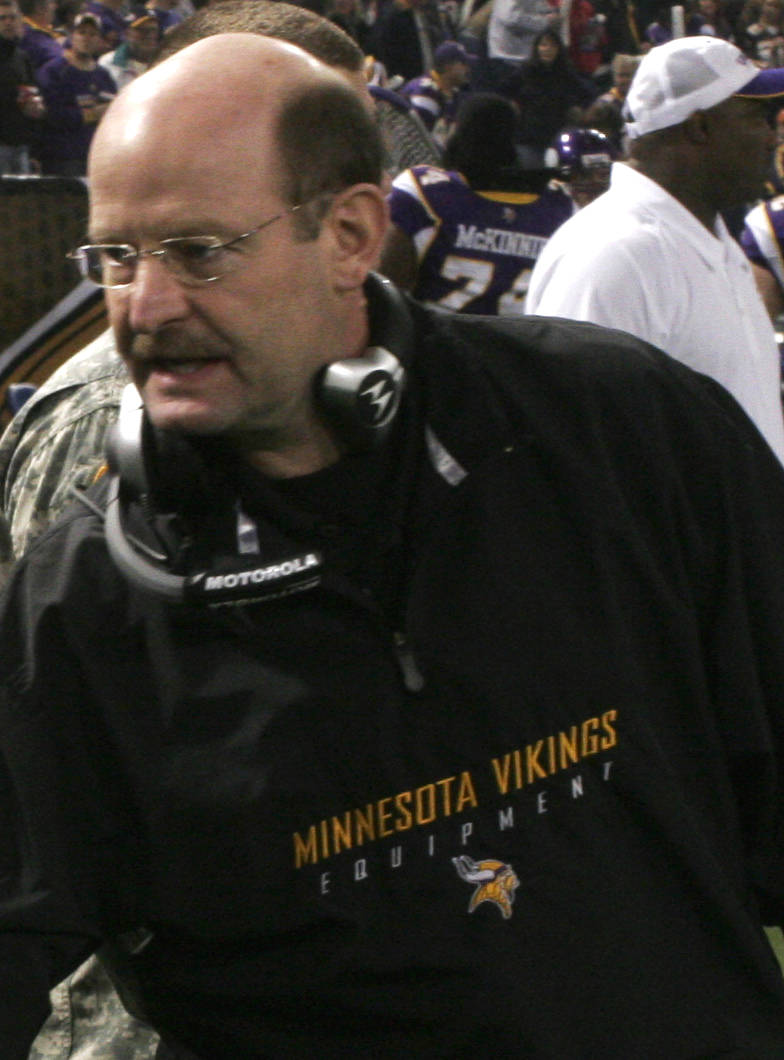
L'HC Brad Childress alla guida dei Vikings dal 2006 al 2010.

Il 2007 si aprì con un Draft stellare da parte della dirigenza del Minnesota che con la propria scelta al 1º giro, la 7a assoluta, riuscì a selezionare il running back Adrian Peterson, scivolato in basso per i dubbi che i GM delle squadre che precedevano i Vikings al Draft nutrivano nella sua propensione agli infortuni negli anni trascorsi nei Sooners dell'Università dell'Oklahoma. Inoltre con la scelta al 2º e 4º giro selezionarono altri due ottimi innesti: Sidney Rice e Brian Robison. In stagione regolare l'esordio fu nuovamente positivo, con una vittoria casalinga per 24-3 contro gli Atlanta Falcons, ma seguirono 3 sconfitte nei successivi 3 incontri che fecero scivolare i Vikings ad un parziale di 1-3-0 che sembrava preludere ad un'altra stagione nuovamente all'insegna di un record negativo. Già nel quinto match comunque, uscì fuori tutta la classe e lo strapotere di Peterson che, alla sua sola 5ª gara tra i professionisti, si mise la squadra sulle spalle riportandola alla vittoria nel match vinto per 34-31 in casa dei Bears. In tale gara egli stabilì con 224 yard il nuovo primato di franchigia per yard corse in una singola gara, risultato ulteriormente ritoccato tre settimane dopo quando, dopo altre due sconfitte, riportò alla vittoria i suoi nel match casalingo contro i San Diego Chargers stabilendo con 294 yard percorse il nuovo record NFL per yard corse in una singola gara, che resisteva dal 2003 quando venne messo a segno dal running back dei Baltimore Ravens Jamal Lewis. Quindi fece seguito un'altra sconfitta contro i Packers, che lasciarono a secco i ragazzi di Childress nel match vinto per 34-0 al Lambeau Field, prima di una striscia di 5 vittorie consecutive tra cui spiccavano due partite vinte mettendo a segno 41 e 42 punti rispettivamente contro i Giants ed i Lions. 

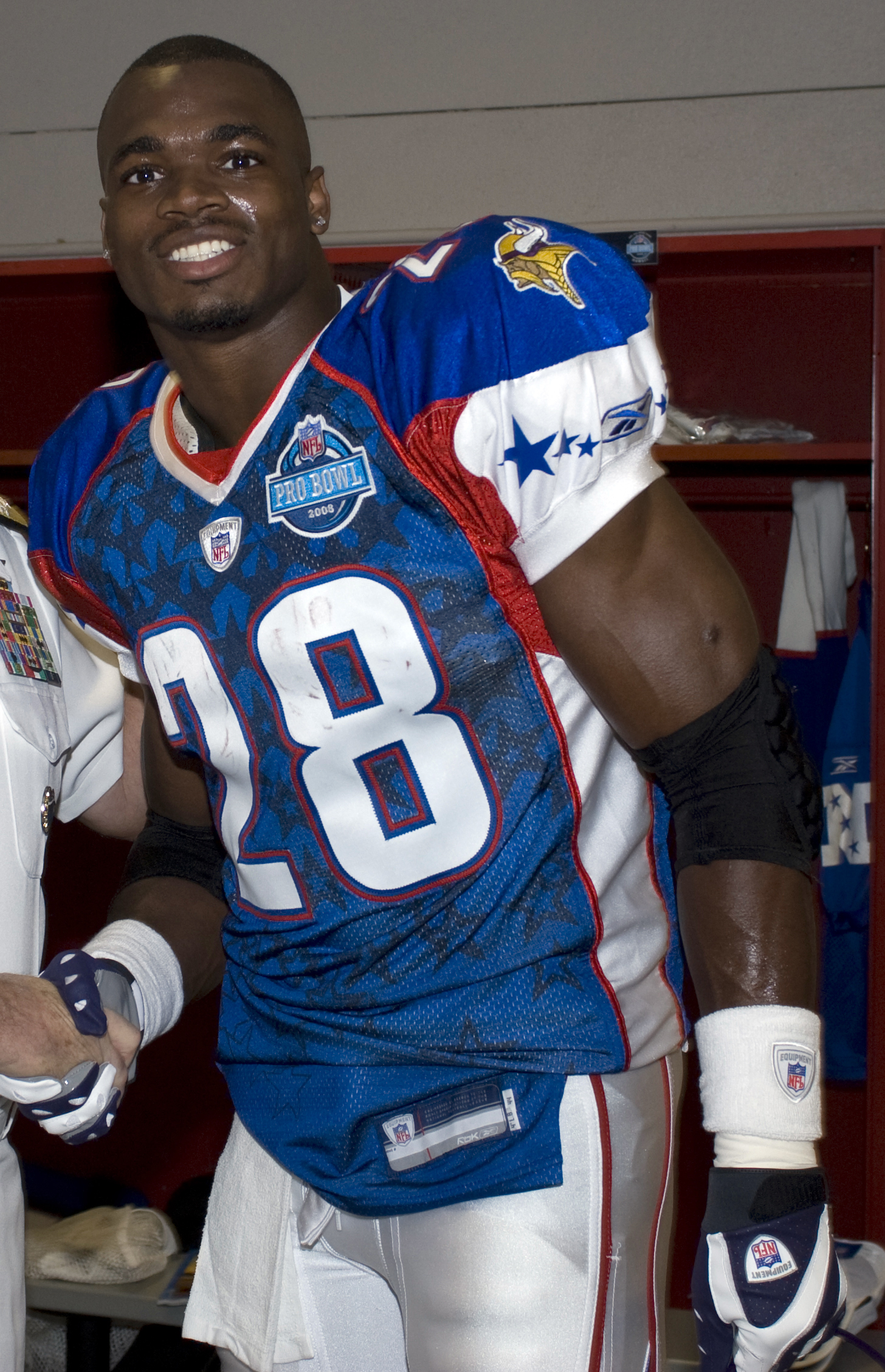
Il RB Adrian Peterson al Pro Bowl 2007, edizione in cui risultò MVP della manifestazione.

 Ma proprio quando sembravano lanciati verso un possibile accesso in post-season arrivarono fatali 2 sconfitte nelle ultime 2 partite del calendario contro Redskins e Broncos che lasciarono i Vikings con l'amaro in bocca ed un record di 8-8-0. Peterson autore di una stagione straordinaria, chiuse l'anno con 1341 yard corse, l'inserimento nel First Team All-Pro, la convocazione al Pro Bowl e fu eletto rookie offensivo dell'anno della NFL ed MVP del Pro Bowl (unico nella storia della manifestazione, assieme a Marshall Faulk, ad aggiudicarselo da rookie), mentre più in generale furono ben 7 i Vikings convocati per l'All-Star Game che si disputa nelle Hawaii (il centro Matt Birk, la guardia Steve Hutchinson, la safety Darren Sharper, il fullback Tony Richardson, i defensive tackle Kevin Williams e Pat Williams e per l'appunto Adrian Peterson).

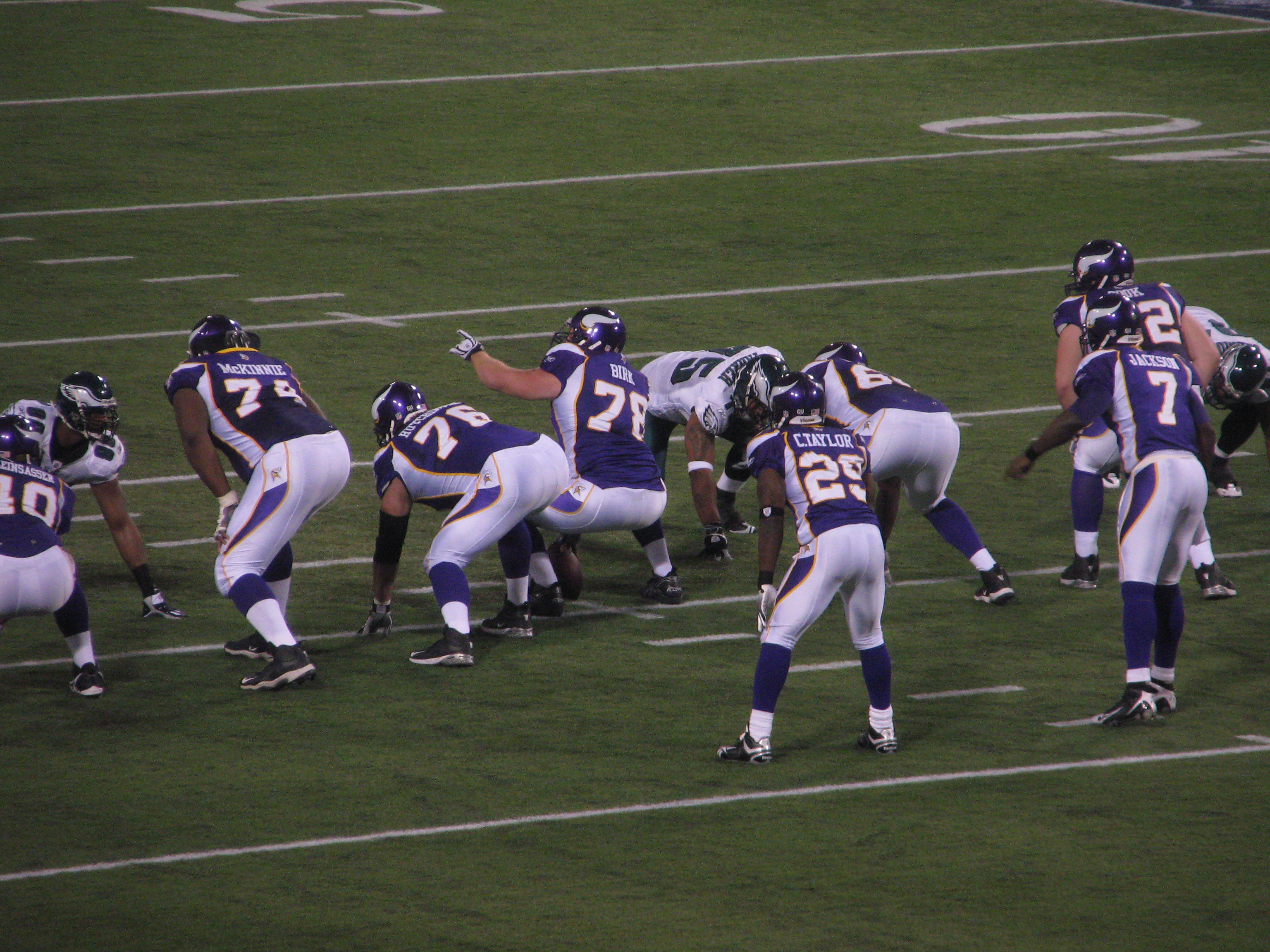
I Vikings impegnati nell'NFC Wild Card Game perso 14-26 contro i Philadelphia Eagles.

Nel 2008 la dirigenza dei Vikings continuò a rafforzare ulteriormente l'organico durante la offseason, portando in Minnesota un altro campione di indiscusso valore: il defensive end Jared Allen, leader dei sack nella NFL appena un anno prima con la maglia dei Kansas City Chiefs, cui Minnesota diede in cambio la propria scelta al 1º giro, due scelte al 3º giro ed una scelta al 6º giro del Draft NFL 2008. Inoltre, nonostante un Draft quell'anno abbastanza povero di scelte per il motivo di cui sopra, riuscirono comunque a pescare, con la scelta al 6º giro ottenuta dai Chiefs, il centro John Sullivan. Quarterback titolare sempre il discusso Tarvaris Jackson mentre per ricoprire il ruolo di quarterback di riserva venne ingaggiato Gus Frerotte. Nonostante le premesse l'inizio fu comunque dei più deludenti, con le sconfitte nel match inaugurale contro i Green Bay Packers e nel match successivo perso in malo modo contro gli Indianapolis Colts, che sotto per 15-0 a metà del 3° quarto, riuscirono a rimontare 18 punti in poco più di un quarto ai ragazzi di Childress. A quel punto della stagione il coaching staff decise di relegare Jackson in panchina e promuovere Frerotte titolare, scelta che venne premiata nel breve termine con un'immediata vittoria casalinga per 20-10 contro i Carolina Panthers e nel lungo con 7 vittorie in 10 partite. Il 14 novembre tuttavia Frerotte si infortunò e venne sostituito da Jackson che non giocava in pratica dalla settimana 2. L'ex titolare dimostrò di aver fatto nel frattempo dei miglioramenti e portò Minnesota a vincere il match contro i Lions dell'ex Culpepper ed altre 2 partite su 3 che permisero ai Vikings di tornare, dopo una lunga pausa di 8 anni, ad aggiudicarsi il titolo di campioni della loro division, la prima volta da quando nel frattempo era divenuta NFC North. Il loro cammino in post-season fu comunque di breve durata e fu stoppato il 4 gennaio al Metrodome per mano dei Philadelphia Eagles, proprio coloro che 4 anni prima avevano posto fine alla ultima esperienza dei Vikings ai playoff sino a quel momento. Affossati da ben 4 field goal e 2 punti addizionali messi a segno dal kicker David Akers, i Vikings furono in svantaggio per tutta la partita ed a nulla servì il solito Peterson superlativo, capace con sole 83 yard corse di mettere a segno 2 touchdown, cui fece da contraltare un mediocre Jackson, autore di soli 15 completi su 35 tentativi per 164 yard totali passate.

#### 2009-2010: Brett Favre al comando, il 50º anniversario della franchigia e l'avvicendamento tra Childress e Frazier

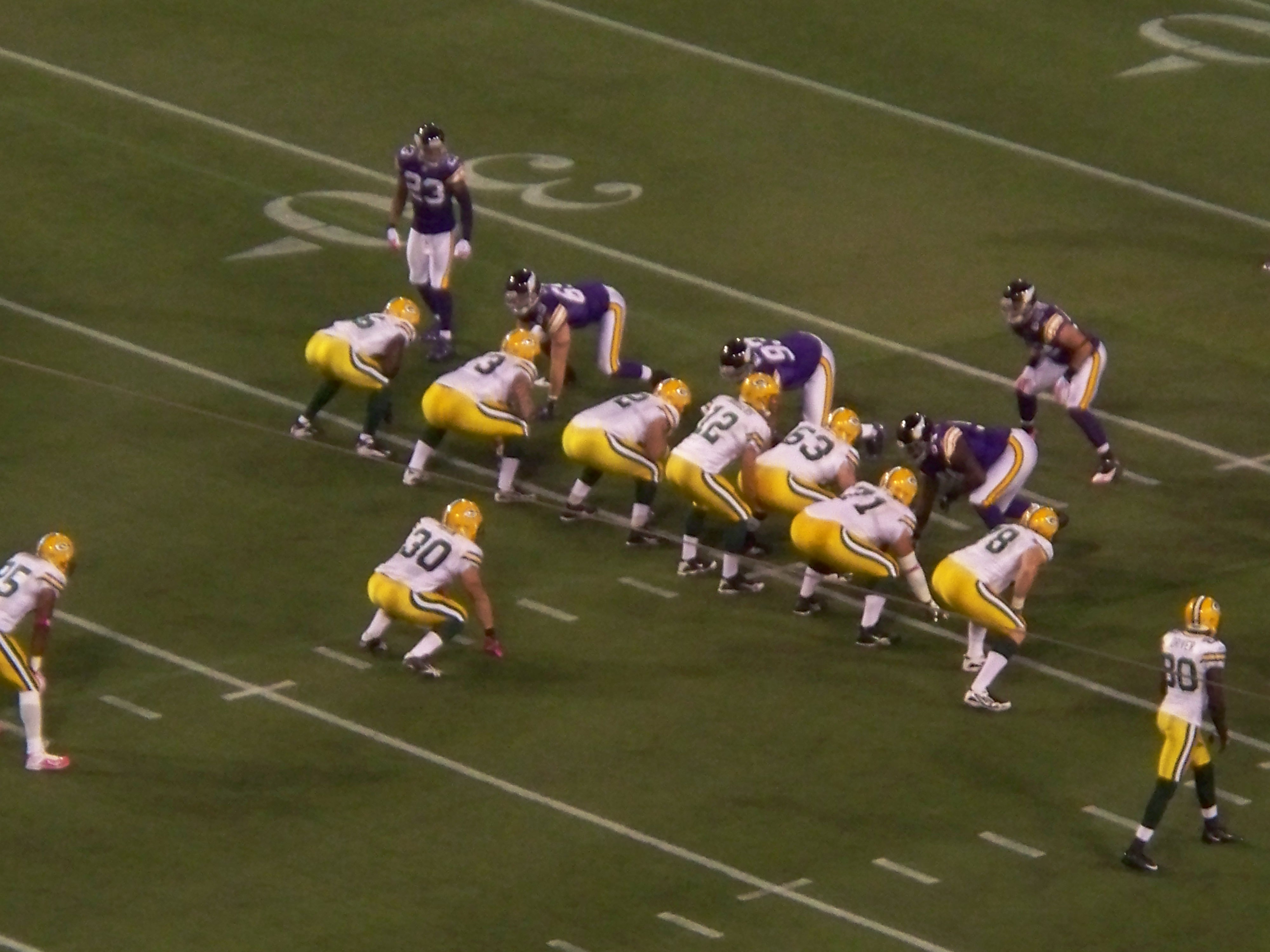
Una fase di gioco di Green Bay Packers - Minnesota Vikings 23-30.

Nel 2009 la squadra venne ulteriormente rinforzata con l'arrivo di uno dei quarterback più forti di sempre nella storia del football americano: Brett Favre: dall'annata precedente, in cui Peterson vinse con 1760 yard il titolo di leader della NFL per yard corse e la difesa fu per il terzo anno consecutivo leader della NFL per pass rushing con sole 76,9 yard concesse in media a partita, era chiaro che la squadra avesse una struttura già ben rodata e solida ma che difettava nel ruolo forse più importante per una squadra che desideri vincere il Super Bowl, ovvero quello del quarterback, ragion per cui si virò verso l'ex Packers che tanti grattacapi aveva dato ai Vikings nelle precedenti annate, ma che nell'immediato poteva far fare loro quel salto di qualità di cui avevano assolutà necessità. Inoltre i Vikings furono nel contempo protagonisti di un Draft molto oculato che andò a rafforzare ulteriormente sia il parco ricevitori con il talentuoso Percy Harvin, selezionato al 1º giro come 22º assoluto, che la offensive line con il right tackle Phil Loadholt, selezionato al 2º giro come 54º assoluto. L'impatto di Favre sulla squadra fu immediato: vittoria all'esordio sui Cleveland Browns per 34-20, striscia di 6 vittorie consecutive e più in generale 10 vittorie nelle prime 11 partite in calendario. Diverse di queste partite fecero scalpore come la vittoria sul filo di lana contro i 49ers, in cui Favre mise in mostra tutta la sua classe quando a 2" secondi dal termine dell'incontro mandò a segno il wide receiver Greg Lewis con un lancio da 32 yard, o come la vittoria sui Packers la settimana seguente, che vide nuovamente il grande ex Favre in grande spolvero ed autore di passaggi per 271 yard e 3 touchdown.

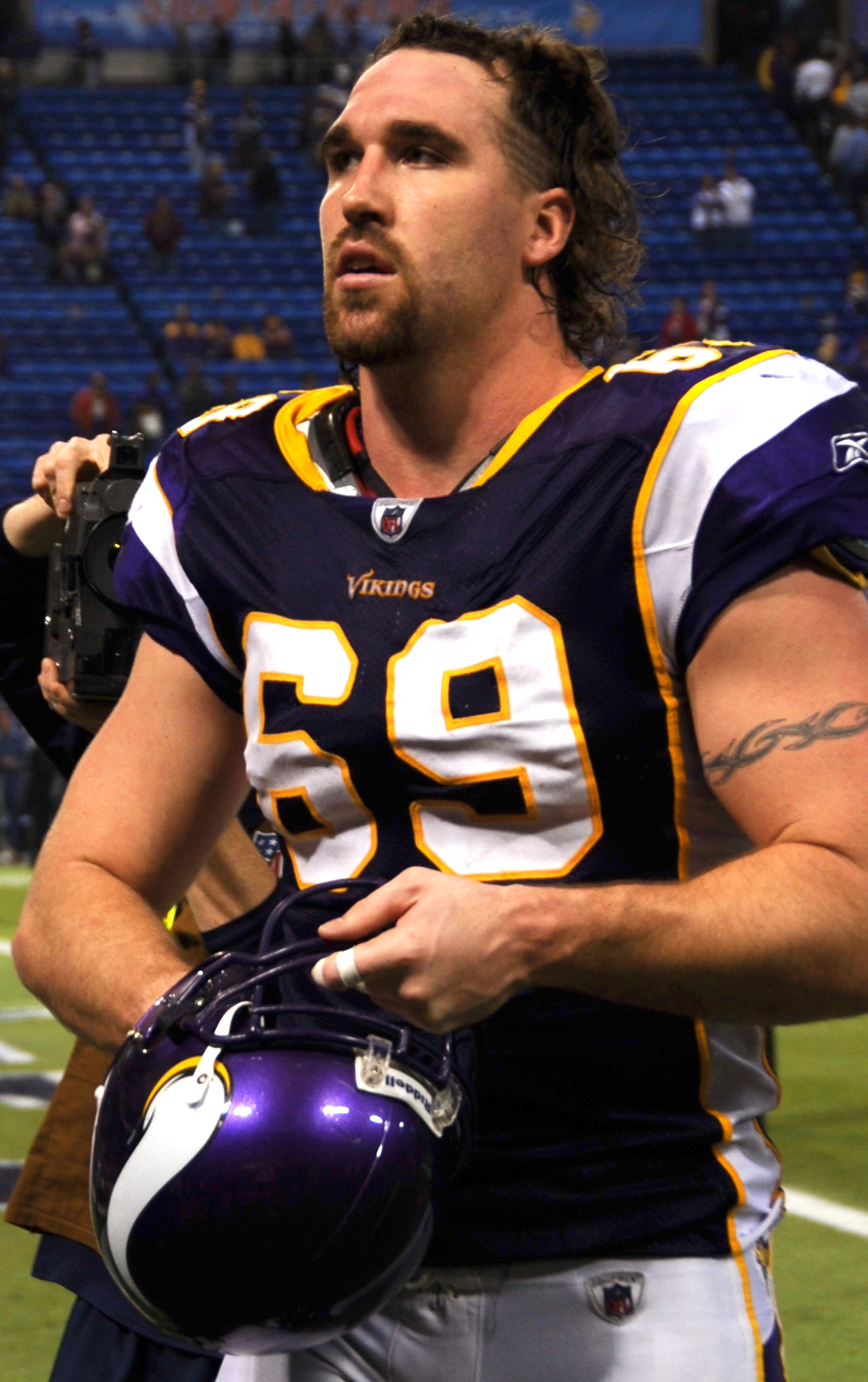
Il DE Jared Allen, nel 2009 leader nei sack della NFC con 14,5 placcaggi dietro la linea di scrimmage.

 In seguito Minnesota perse 3 partite su 4 arrivando allo scontro con i Giants con la necessità di vincere la partita per evitare di disputare l'NFC Wild Card Game ed accedere direttamente al secondo turno di post-season. L'impresa, quantomai alla portata di Favre e compagni, venne portata senza particolari problemi a termine grazie ad un Favre superlativo capace di lanciare per 316 yard e 4 touchdown. I Vikings così chiusero la stagione con un ottimo record di 12-4-0 e per la prima volta dal 1977-78 tornarono ad essere campioni di Division per due anni consecutivi. Favre chiuse la stagione regolare facendo registrare i migliori numeri della sua carriera relativi ad una singola annata (4.202 yard, 33 touchdown e 7 intercetti lanciati ed un passer rating di 107,2), Harvin fu eletto rookie offensivo dell'anno della NFL e Pepsi NFL rookie dell'anno oltre a stabilire il miglior risultato di squadra con 2081 yard corse e ricevute, mentre ben 10 furono i giocatori convocati per il Pro Bowl (Brett Favre, Steve Hutchinson, Adrian Peterson, Jared Allen, Kevin Williams, Antoine Winfield, Heath Farwell, Bryant McKinnie, Sidney Rice e Percy Harvin). Il primo turno dei playoff li vide in scena al Metrodome contro i Dallas Cowboys, in un match senza storia, dominato dall'inizio alla fine dai padroni di casa capaci di concedere solo 3 punti su field goal agli avversari e di andare a segno in 6 occasioni grazie agli eroi di giornata Rice (per lui 146 yard ricevute e 3 touchdown messi a segno) e Favre (234 yard e 4 touchdown passati).

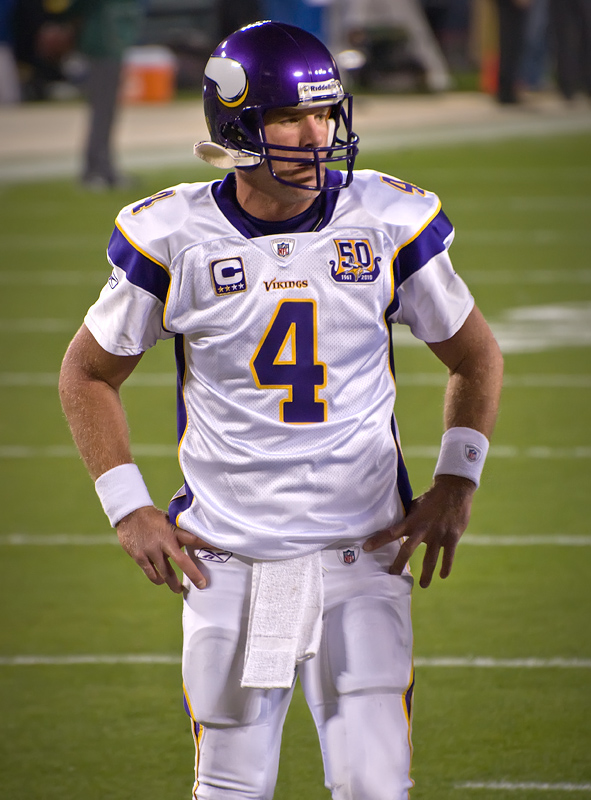
Il QB Brett Favre.

 Dopo 9 anni, quando furono umiliati dai Giants, i Vikings tornarono quindi a disputare una finale di Conference, contro i Saints, ma i ragazzi di Childress stavolta erano più motivati e forti, e fin dall'inizio furono loro a condurre i giochi andando in vantaggio dopo 5'19" con una corsa da 19 yard di Peterson cui fecero seguito due touchdown dei Saints ed un altro touchdown dei Vikings (ricezione da 5 yard di Rice) che fissarono il punteggio sul 14 pari all'intervallo. La ripresa vide invece i Saints scappare ed i Vikings inseguire con un grande Peterson capace di riportare sempre sotto i suoi con 2 touchdown su corsa. I Vikings riuscirono comunque ad avere l'ultimo drive della partita, prendendo il possesso palla a 2'37" dal termine dell'incontro. Fin lì i padroni di casa avevano goduto degli innumerevoli errori dei Vikings, sciagurati autori di ben 6 fumble e di 1 intercetto che vanificarono la produzione offensiva, di gran lunga superiore a quella dei Saints (475 yard a fronte delle 257 yard conquistate da New Orleans). E proprio quando mancavano 19" alla fine i Vikings commisero l'ennesimo fatale errore: Favre (che con tale partita superò Joe Montana e stabilì il nuovo record NFL per completi e yard passati nei playoff), anziché portare i suoi in zona field goal, fece un passaggio lungo che venne intercettato dal cornerback Tracy Porter all'altezza delle 22 yard dei Saints e fissò l'incontro sul 28 pari, rimettendo tutto in gioco all'overtime, dove i Vikings, puniti dal lancio della monetina, in meno di 5 minuti capitolarono concedendo yard su yard a Drew Brees che riuscì a portare i suoi sino all'altezza delle 22 yard, dove il kicker Garrett Haartley segnò il field goal della vittoria, che fissò il risultato sul 31-28 finale e qualificò i Saints al Super Bowl XLIV che avrebbero poi vinto.

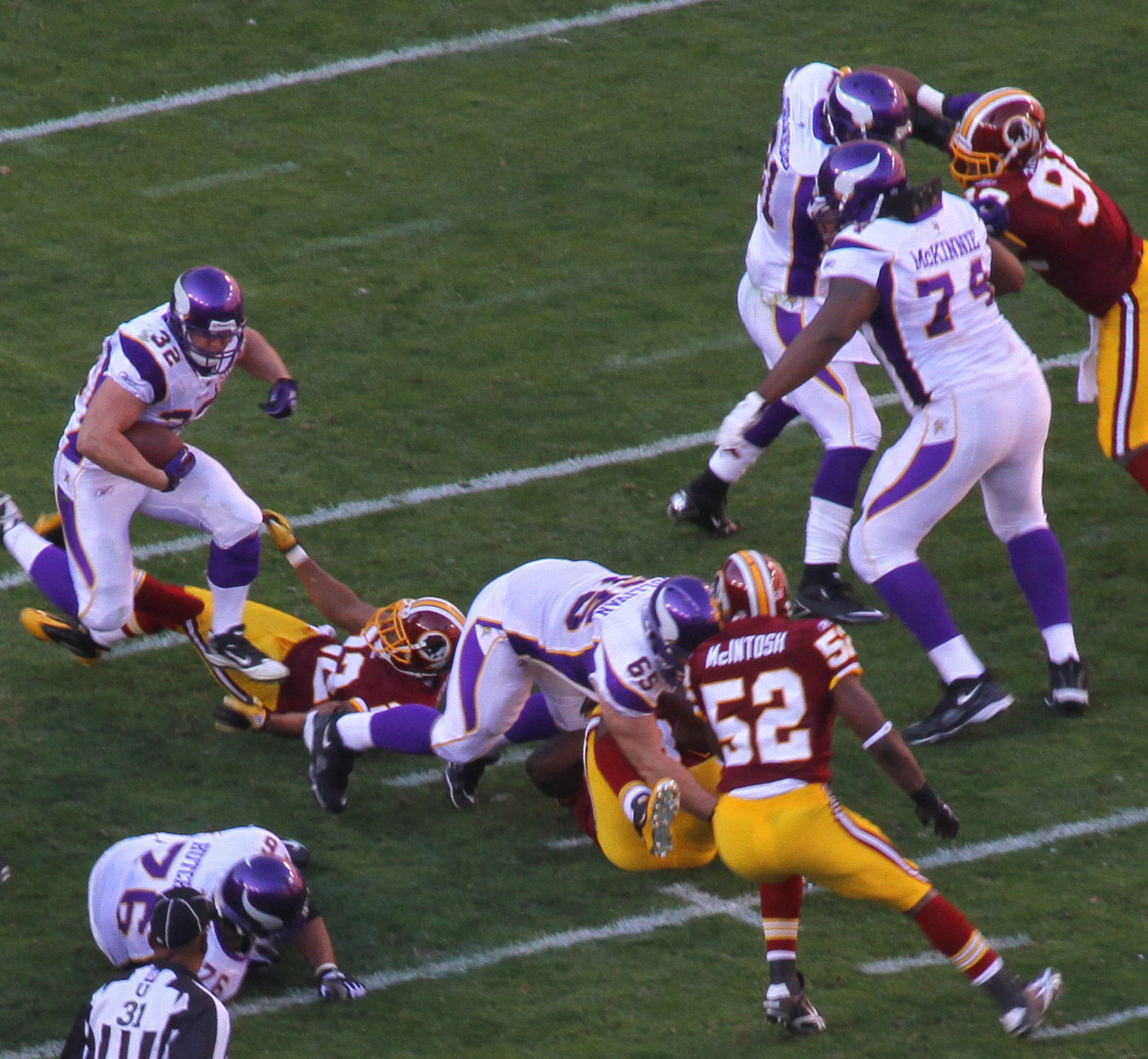
Una fase di gioco di Minnesota Vikings - Washington Redskins 17-13.

La stagione 2010 iniziò con un punto di domanda sul futuro di Favre, che doveva sciogliere le riserve riguardo al suo secondo anno di contratto. Ad aggiungere maggiore incertezza ci fu la maternità della figlia Brittney, che lo avrebbe reso il primo nonno della NFL ancora in attività. Il coach Childress mandò i tre migliori amici che Favre aveva all'interno del team (Steve Hutchinson, Jared Allen e Ryan Longwell), per convincerlo a disputare un'ultima stagione. La missione ebbe successo e il 17 agosto Favre si presento agli allenamenti con gli altri tre. Come ulteriore arma di convincimento i Vikings gli alzarono l'ingaggio, che tra minimo garantito e bonus avrebbe raggiunto i 28 milioni di dollari. L'inizio stagione fu difficile, con 2 sconfitte in altrettante partite in cui Favre fu privato dei 2 migliori ricevitori della squadra, Rice ed Harvin, tenuti fuori rispettivamente da un intervento all'anca e da diversi attacchi di emicrania.

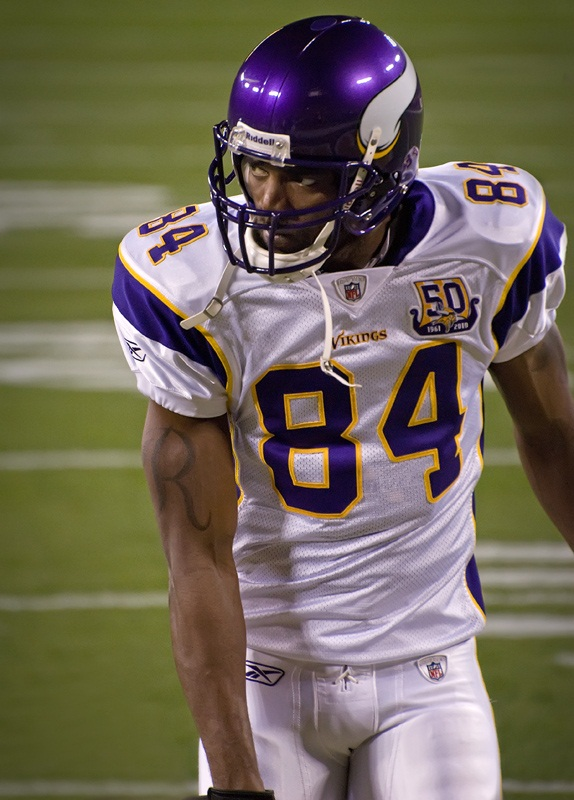
Il WR Randy Moss nella sua ultima, amara, stagione in Purple & Gold.

 Alla terza giornata arrivò la prima vittoria stagionale, con una grande prestazione di Peterson, capace di fare la differenza con 2 touchdown di cui uno su corsa da ben 80 yard. Nella settimana di riposo la dirigenza riportò in Minnesota Randy Moss con la speranza che la sua classe in ricezione abbinata alla classe in passaggio di Favre potessero sistemare l'attacco dei Purples. Ma così non fu e dopo meno di un mese, in cui Moss aveva ricevuto 13 passaggi per 174 yard e 2 touchdown ed i Vikings avevano raccolto appena 1 vittoria in 4 partite (anche a causa della tendinite che aveva afflitto il braccio di Favre), Childress chiese la testa del veterano ricevitore a seguito delle pesanti critiche che Moss gli aveva rivolto nella conferenza stampa seguente alla sconfitta per 28-18 in casa dei New England Patriots. Immediata arrivò la terza vittoria stagionale, un 27-24 casalingo giunto all'overtime contro gli Arizona Cardinals, in cui Favre fece una delle sue prove migliori, stabilendo il suo primato personale di 446 yard lanciate per 36 completi e 2 touchdown.

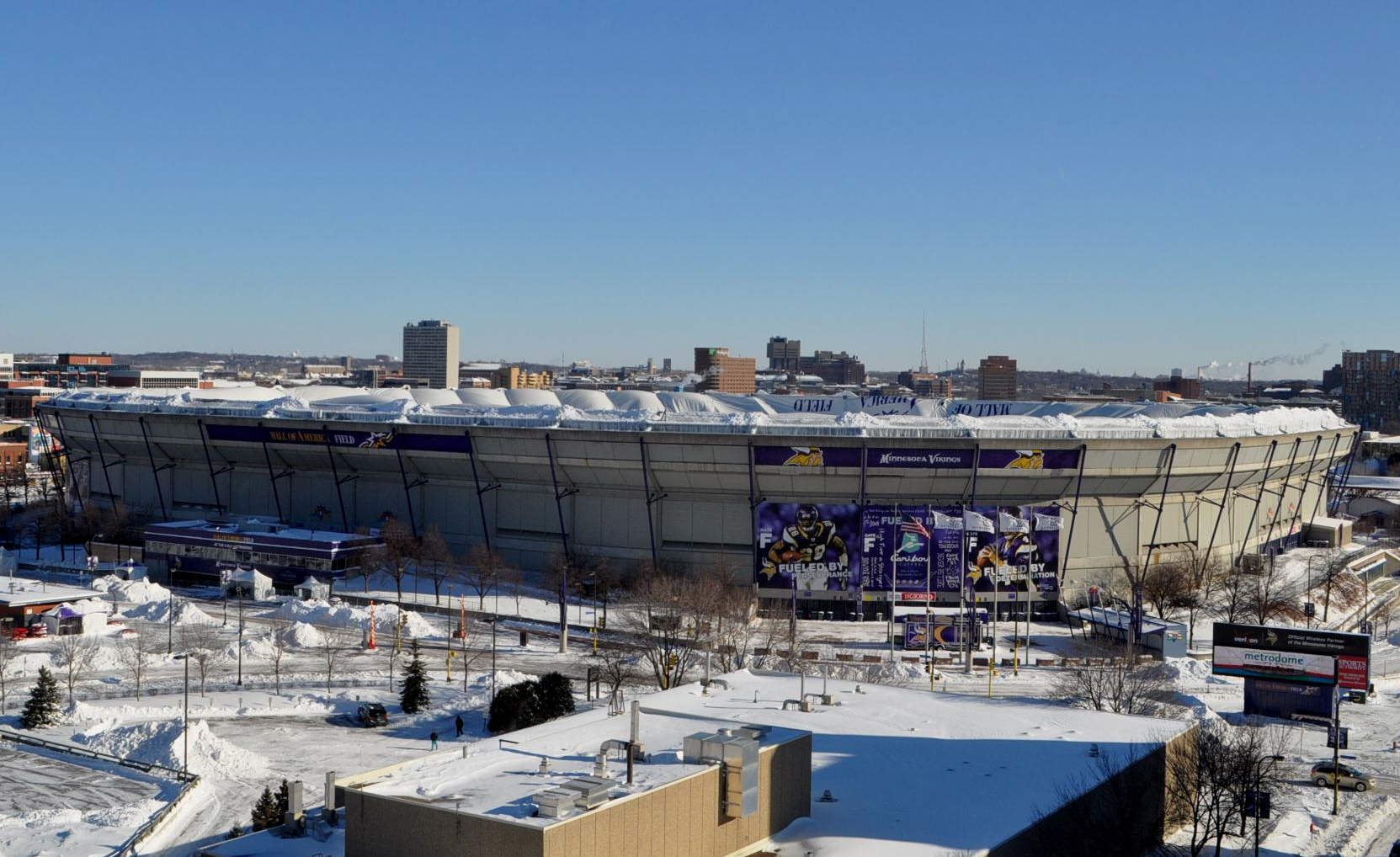
Il Metrodome il giorno dopo il collasso della copertura.

 I Vikings si dimostrarono molto discontinui e persero altre di due partite, la prima per 27-13 a Chicago contro i Bears e la seconda in casa per 31-3 contro i Packers, sconfitta questa che costò la panchina a Childress. Al suo posto i Vikings nominarono capo-allenatore ad interim Leslie Frazier fino a quel momento allenatore dei difensori e assistente del capo-allenatore. L'esordio per Frazier fu buono, una vittoria in casa dei Redskins per 17-13 cui, per la prima volta in stagione, ne fece seguito una seconda contro i Bills al Metrodome per 38-14. LA seconda vittoria consecutiva vide l'infortunio di Favre, una slogatura ad una spalla, che gli impedì di scendere in campo la settimana seguente contro i Giants (prima sconfitta della gestione Frazier) e di conseguenza lo costrinse ad interrompere a 297 il suo record in NFL di partite consecutive da titolare. La serie di sfortunati eventi continuò la notte tra sabato 11 e domenica 12 dicembre quando, causa il blizzard che colpì il Midwest, la neve accumulatasi sulla copertura del Metrodome ne provocò il collasso e il conseguente spostamento degli incontri di football con i Giants al Ford Field dei Detroit Lions e con i Bears e TCF Bank Stadium dell'Università del Minnesota. Nell'intervallo della partita con i Bears si svolsero i festeggiamenti del 50º anniversario dalla fondazione della franchigia, alla presenza delle grandi bandiere dei Vikings riunite al TCF Bank Stadium per svelare al pubblico i 50 più grandi Vikings. Gli ultimi due incontri dell'anno videro i Vikings di scena in trasferta prima a Filadelfia, dove arrivò la terza vittoria della gestione Frazier per 24-14, e quindi a Detroit, dove arrivò un'altra sconfitta, per 20-13, che significò per Minnesota l'ultimo posto nella Division con un record negativo di 6-10-0.

### 2011-2013: La gestione Frazier

#### 2011-2012: Due stagioni agli antipodi

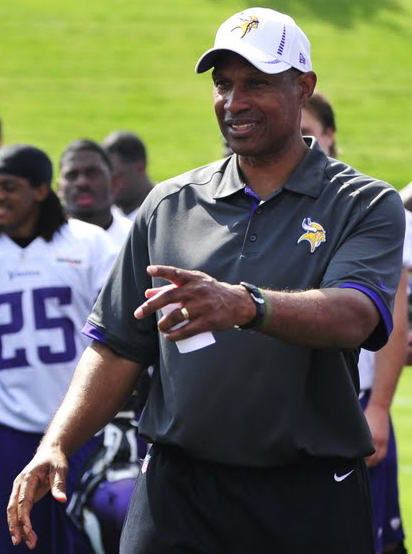
Leslie Frazier, 9º capo allenatore nella storia dei Minnesota Vikings.

Il 2011 si aprì con la conferma di Leslie Frazier a capo-allenatore, avvenuta il 3 gennaio, dopo che questi aveva chiuso la stagione precedente con 3 vittorie ed altrettante sconfitte come allenatore ad-interim. Il primo nodo che Frazier dovette affrontare era quello del quarterback: ritiratosi Favre e prossimo a partire Jackson (si sarebbe in seguito accasato ai Seattle Seahawks), la convinzione generale era quella che Joe Webb, terzo quarterback in rosa la stagione precedente, sarebbe divenuto titolare della squadra. Ma il coaching staff era di diverso parere e così al Draft NFL 2011 la scelta al 1º giro (12ª assoluta) fu usata per selezionare Christian Ponder, quarterback proveniente dall'Università statale della Florida, cui affiancarono il veterano Donovan McNabb per potergli dare il tempo di crescere. L'inizio stagione fu disastroso, con una sconfitta per 24-17 contro i San Diego Chargers all'esordio ed altre 3 sconfitte, tra cui una all'overtime contro i Lions per 26-23.

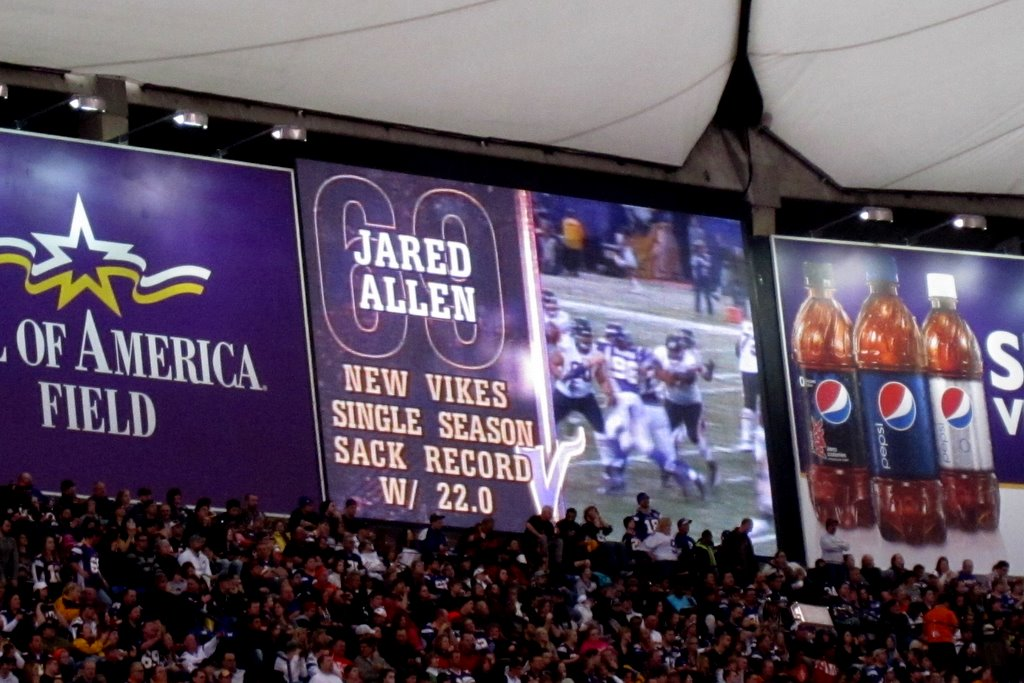
Il record di Allen festeggiato sui tabelloni del Metrodome il 1º gennaio 2012.

 La prima vittoria arrivò alla settimana 5 nel match casalingo contro gli Arizona Cardinals, sconfitti 34-10. Successivamente ci furono altre 2 sconfitte contro le rivali divisionali Chicago e Green Bay; contro quest'ultima, McNabb fu messo in panchina e venne promosso titolare Ponder. La seconda vittoria arrivò prima della settimana di riposo, in casa dei Carolina Panthers, sconfitti 24-21. Nel penultimo match dell'anno i Vikings riuscirono a conseguire la terza vittoria della stagione ma il prezzo da pagare fu altissimo in termini di infortuni: la stella della squadra, Adrian Peterson, si strappò il legamento crociato anteriore mentre Ponder incappò in un infortunio alla testa. Nell'ultima partita, che vedeva i ragazzi di Frazier impegnati al Metrodome contro i Bears, guidati da Webb, unico quarterback in squadra, dopo che i Vikings avevano tagliato l'improduttivo McNabb, Minnesota rimediò l'ennesima sconfitta dell'anno che comportò un record stagionale di 3-13-0, peggior risultato di sempre al pari di quello conseguito nella sventurata stagione 1984. Unica nota positiva fu il record di franchigia stabilito da Jared Allen, che terminò la stagione con 22 sack, uno più dei 21 messi a segno da Doleman nel 1989 e 0,5 in meno del record NFL detenuto dall'ex defensive end dei Giants Michael Strahan.

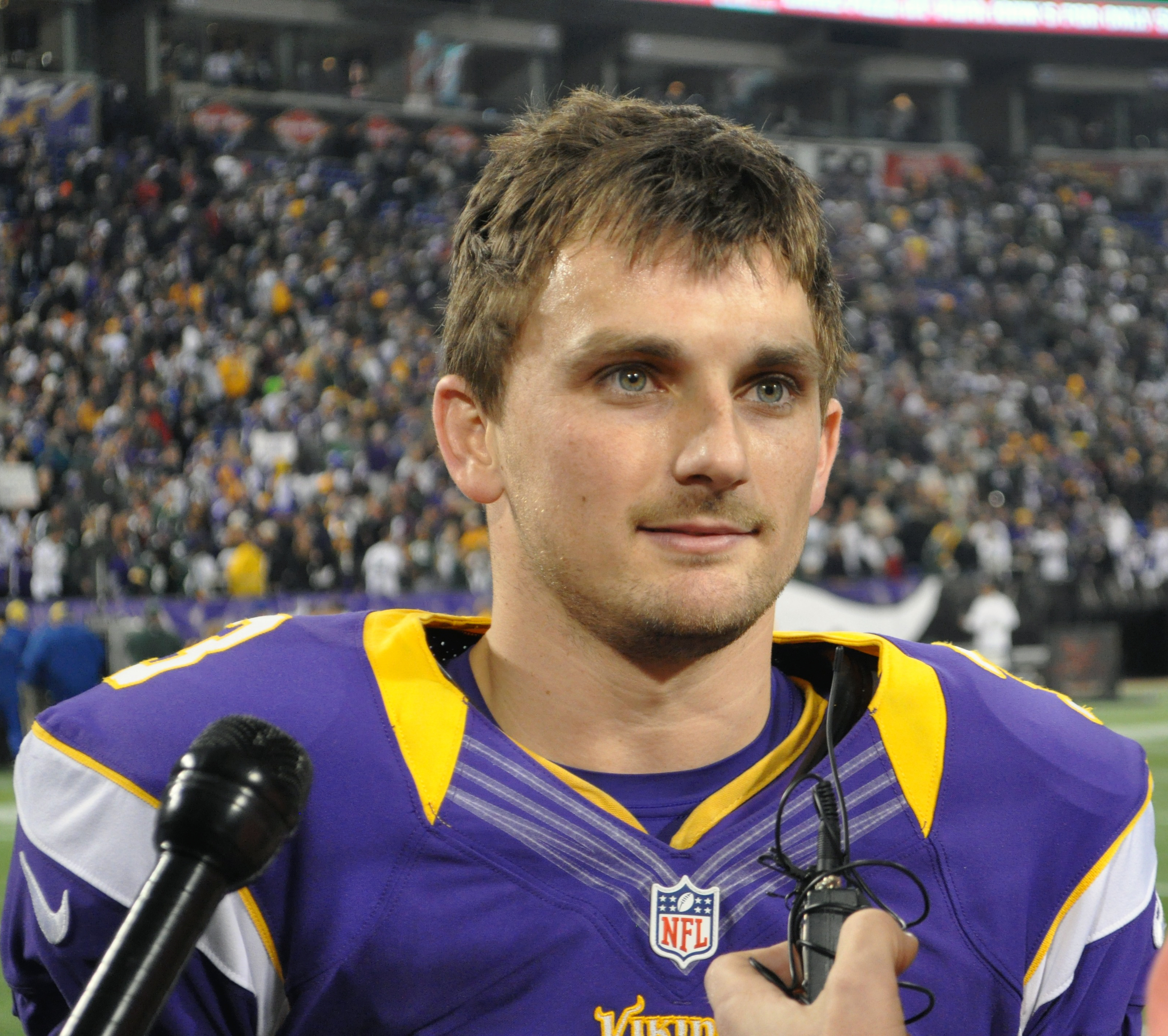
Il K Blair Walsh, autore di una stagione record per un rookie.

Il 2012, nonostante la disastrosa stagione precedente, vide la conferma di Frazier come capo allenatore e la nomina a general manager di Rick Spielman, dal 2006 al 2011 vice presidente del personale giocatori. Quest'ultimo si rese subito conto che i Vikings per divenire competitivi dovevano svecchiare il roster agendo soprattutto dal Draft e così svincolò un nutrito numero di veterani (tra cui Jim Kleinsasser, Ryan Longwell e Cedric Griffin), per poi selezionare al Draft NFL 2012 diversi prospetti di talento. Alcuni di essi furono titolari da subito ed apportarono un importante contributo alla causa, come il left tackle Matt Kalil, 4ª scelta assoluta del Draft, la safety Harrison Smith, 29ª scelta assoluta, ed il placekicker Blair Walsh, selezionato al 5º giro del Draft.

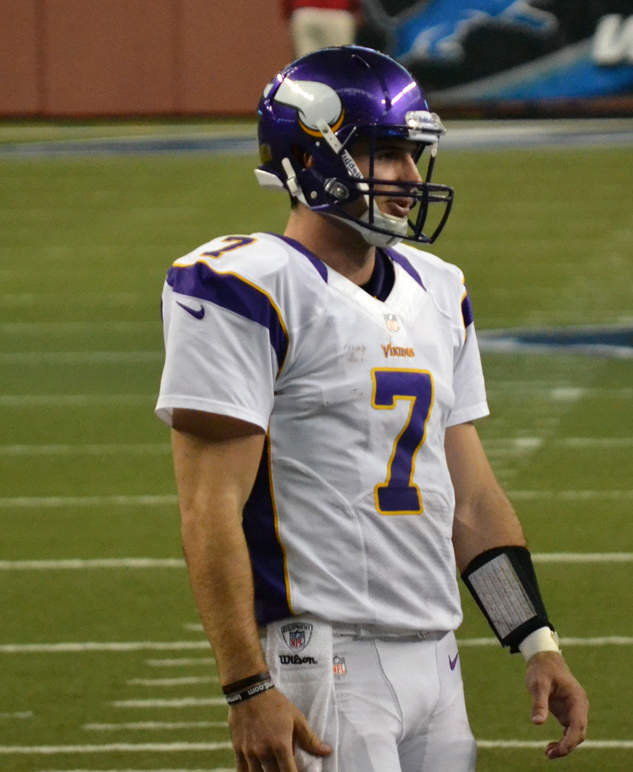
Il QB Christian Ponder, nel 2012 mostrò segni di miglioramento rispetto alla sua stagione da rookie.

L'esordio fu positivo, con una vittoria all'overtime contro i Jacksonville Jaguars per 26-23, risolta da Walsh che si presentò al pubblico del Metrodome con 4 field goal e 2 punti addizionali trasformati al debutto tra i professionisti. Altro eroe di giornata fu Peterson, capace di mettere a segno 2 touchdown e correre per 84 yard a distanza di poco più di 7 mesi dal serio infortunio della stagione precedente. Dopo una sconfitta arrivata sul filo di lana contro i Colts per 23-20 (arrivata nell'ultimo quarto su field goal), i Vikings infilarono una serie di 3 vittorie consecutive, sconfiggendo anche una delle favorite per la vittoria del Super Bowl, i San Francisco 49ers. Ma proprio quando si trovavano al comando della Division, arrivarono 5 sconfitte in 7 partite che portarono i ragazzi di Frazier su un record parziale di 6-6-0. In quel momento i Vikings si dimostrarono una squadra di carattere e, trascinati da Peterson, vinsero le restanti 4 partite, chiudendo la stagione regolare con un record di 10-6-0, risultato che in virtù degli scontri diretti con i Bears fu loro sufficiente per accedere alla post-season dopo 2 anni di assenza.

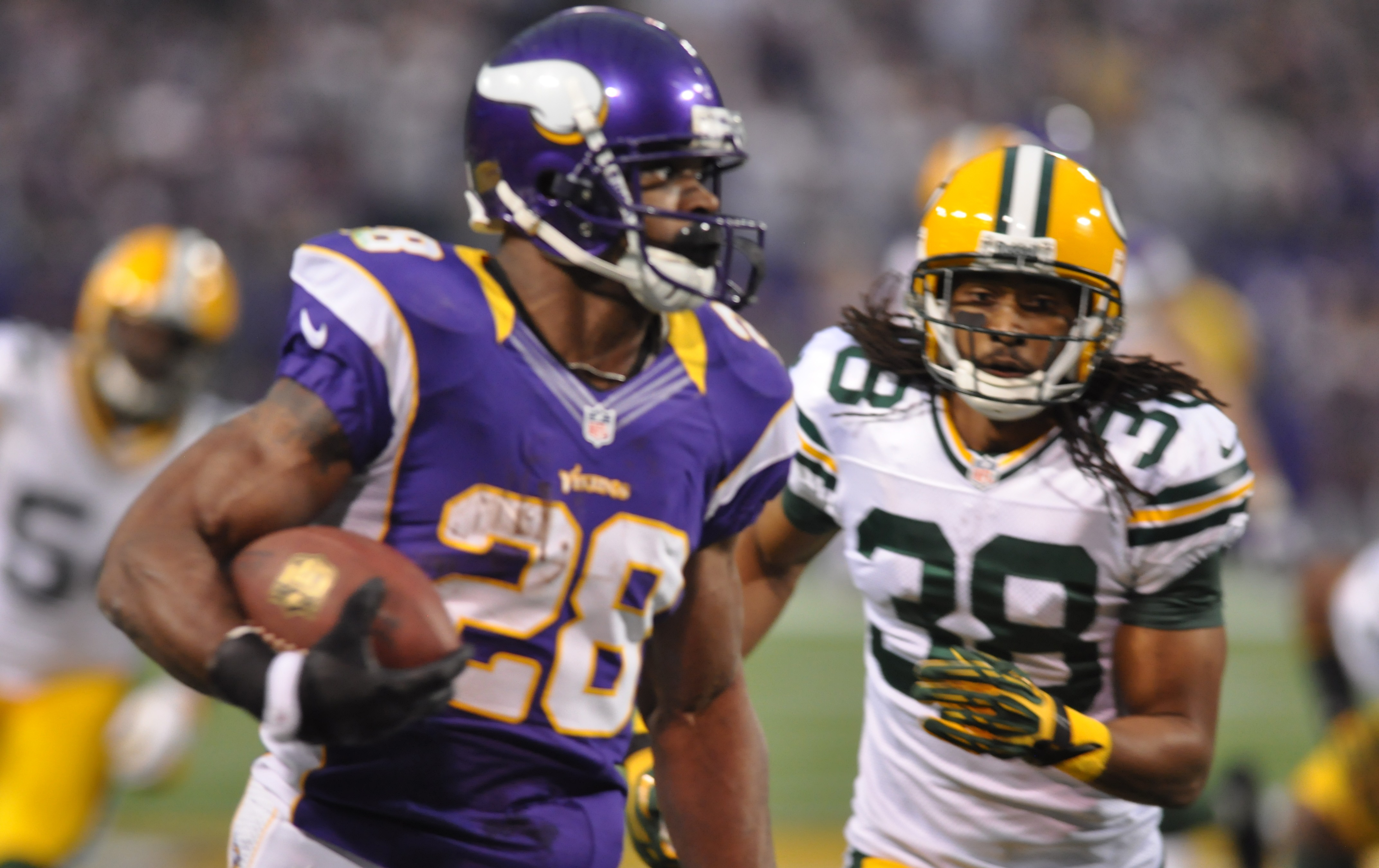
Peterson nel match contro i Packers nel quale raggiunse quota 2097 yard stagionali.

 Decisiva per staccare il pass per i playoff, fu la vittoria casalinga sui Green Bay Packers. La squadra del Wisconsin, già sicura del primo posto divisionale, aveva bisogno di una vittoria per assicurarsi il bye (il miglior record di conference che consente di disputare i playoff in casa), mentre i Vikings avevano bisogno di una vittoria per poter superare i Bears in classifica. La vittoria arrivò sul filo di lana grazie ad un'ottima prestazione di Ponder, decisivo con 234 yard e 3 touchdown passati e con Walsh capace di decidere l'incontro con un field goal a fine partita. Lo stesso Walsh fu capace di chiudere la stagione come l'aveva iniziata, con 3 field goal e 4 punti addizionali messi, stabilendo il nuovo record NFL per il numero di field goal da 50 o più yard in una stagione (10). L'incontro fece storia anche per le 199 yard corse da Peterson, che gli consentirono di raggiungere quota 2097 yard stagionali, comunque non sufficienti per strappare ad Eric Dickerson il record NFL di 2105 yard corse in una singola stagione. Peterson a fine stagione avrebbe poi vinto un nutrito numero di premi tra cui quello di MVP della NFL.
L'NFC Wild Card Game vide i Vikings nuovamente impegnati contro i Packers, i quali, forti del loro posizionamento in classifica al termine della stagione regolare, potevano godere del tifo del Lambeau Field. Inoltre i Vikings dovettero anche fare i conti con l'infortunio al gomito destro di Ponder rimediato nel precedente incontro, che costrinse il quarterback al forfait e Frazier a ricorrere alla riserva Joe Webb. Il cambio forzato in cabina di regia fu il tallone d'Achille per i Vikings, in quanto Webb, intimorito dal pubblico avverso e ben contenuto dalla difesa dei gialloverdi, lanciò solamente 11 passaggi completi per 180 yard e 1 touchdown, non potendo evitare la sconfitta per 24-10.

#### 2013: Delusione ed addii

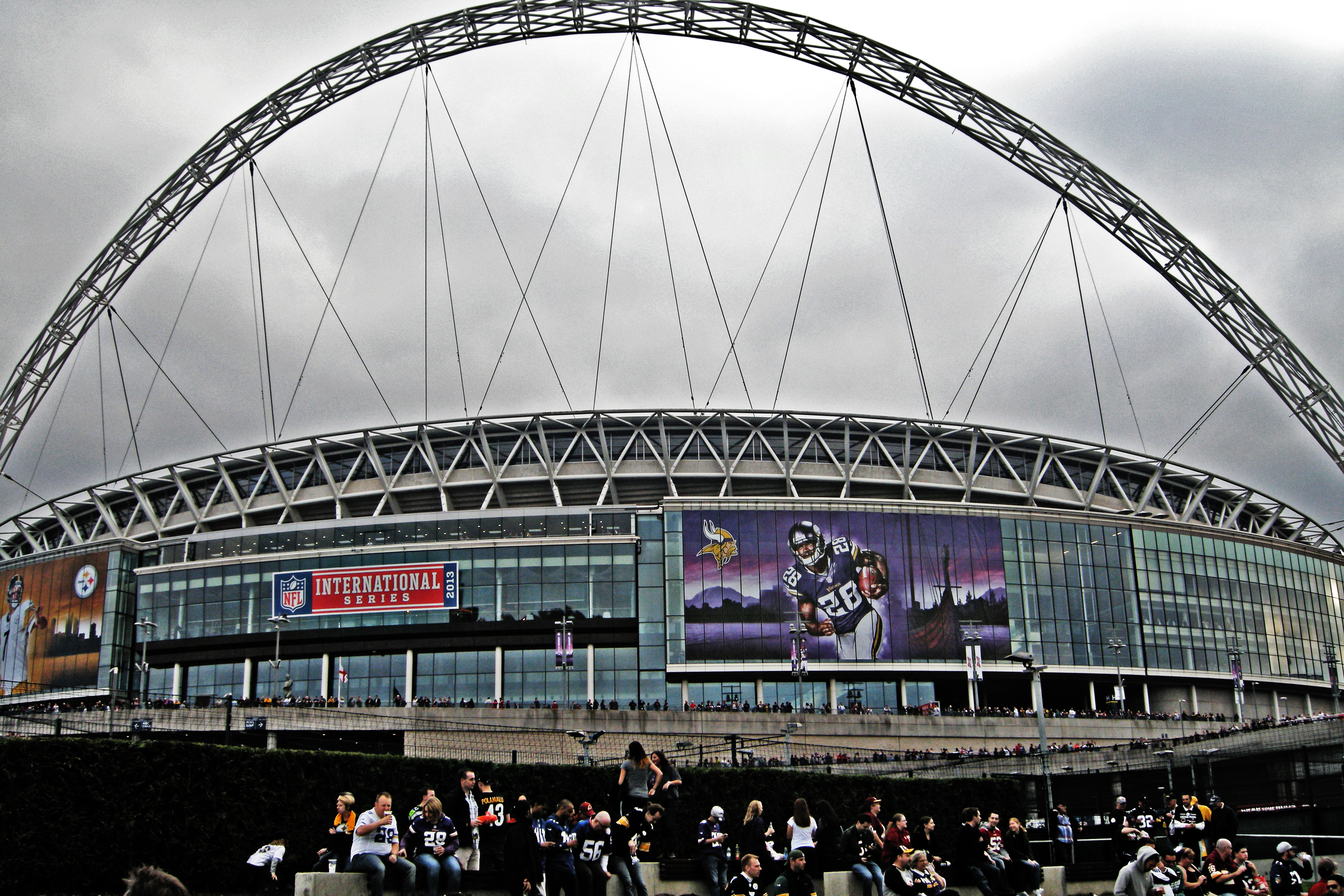
L'esterno del Wembley Stadium allestito in occasione di Steelers-Vikings del 2013.

Il 2013 si aprì con molte di aspettative per Minnesota che, dopo esser tornata ai playoff nella stagione precedente, mirava a fare un ulteriore passo in avanti. L'offseason dei Vikings fu estremamente aggressiva: Spielman per prima cosa cedette Harvin, sempre più scontento in Minnesota e continuamente alle prese con problemi fisici, ai Seattle Seahawks in cambio di una scelta al primo ed una scelta al settimo giro nell'imminente Draft NFL 2013 ed una al terzo giro nel Draft NFL 2014, quindi ingaggiò tra gli altri il free agent wide receiver Greg Jennings dagli acerrimi rivali di Green Bay ed infine fu artefice nella serata del Draft di un'ulteriore trade con i New England Patriots, grazie alla quale portò a 3 il numero di scelte al primo giro con le quali selezionò in ordine il defensive tackle Sharrif Floyd, il cornerback Xavier Rhodes ed il wide receiver Cordarrelle Patterson.

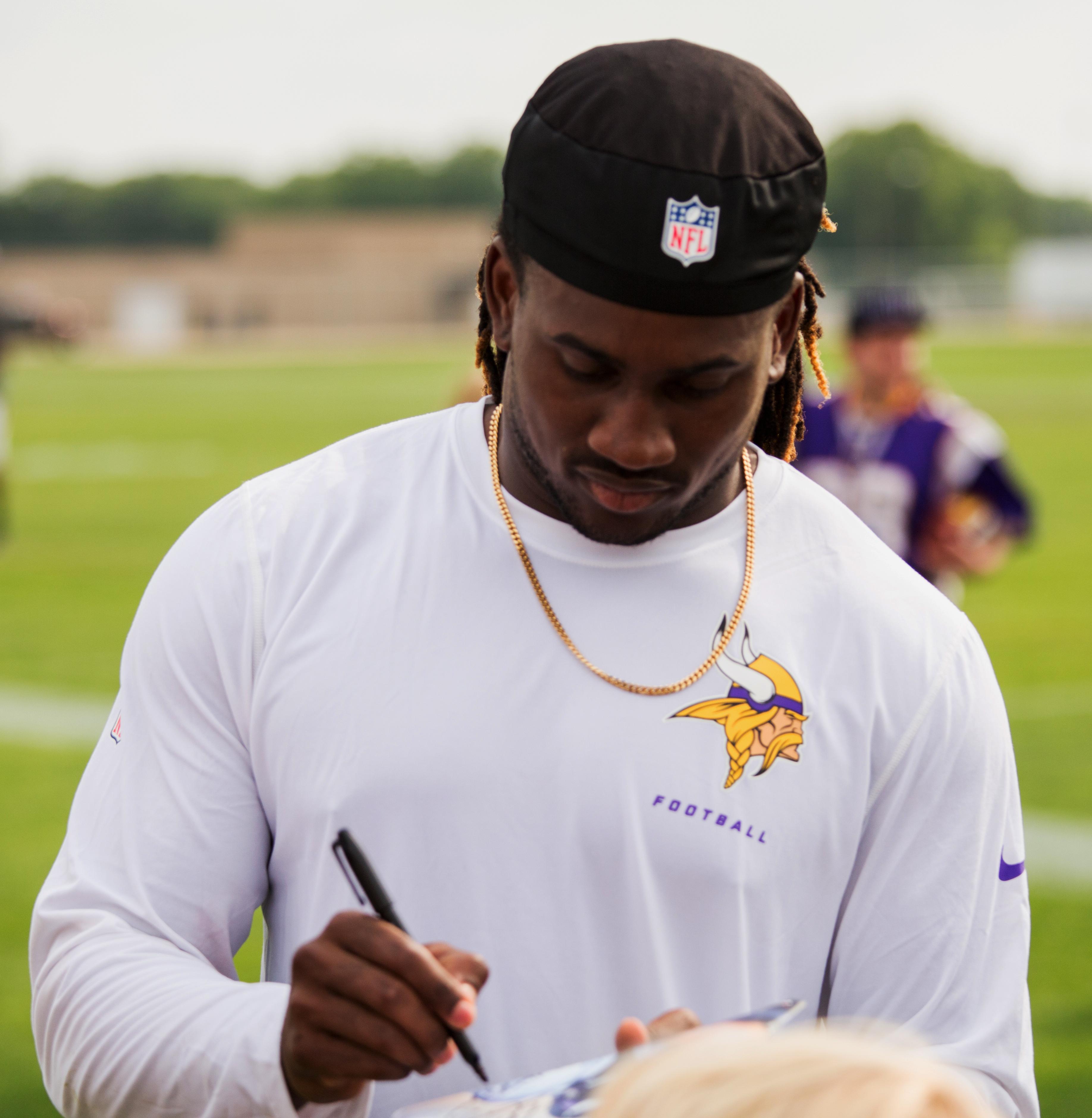
Il WR Cordarrelle Patterson, una delle poche note positive del 2013 dei Vikings.

A discapito del carico di aspettative però, l'inizio fu molto deludente per i ragazzi di Frazier che persero, giocando un pessimo football, le prime tre gare del calendario, due trasferte rispettivamente a Detroit (24-34) e Chicago (30-31) ed un incontro casalingo contro Cleveland (31-27), che molti avevano dato già per perdente alla vigilia dopo la partenza del running back Trent Richardson alla volta di Indianapolis ed il frettoloso arrivo del veterano Willis McGahee e dopo il cambio in cabina di regia dove la riserva Brian Hoyer aveva preso il posto dell'infortunato Brandon Weeden. Già in questi primi tre incontri, si palesarono tutti i problemi principali dei Vikings (fragilità difensiva, in particolar modo in copertura sul gioco aereo e contro le corse, e gravi lacune nel ruolo di quarterback) che li avrebbero accompagnati per tutto il resto della stagione. La vittoria arrivò finalmente nella settimana 4, quando i Vikings "ospitarono" al Wembley Stadium di Londra gli Steelers, in uno dei due incontri delle NFL International Series in programma nell'arco della stagione 2013. Guidati in attacco dalla riserva di Ponder (infortunatosi durante la gara contro i Browns), il quarterback Matt Cassel arrivato in primavera dai Kansas City Chiefs, i Vikings, contro una squadra anch'essa proveniente da tre sconfitte in altrettante partite, diedero una bella immagine di sé al pubblico del Vecchio Continente, facendo loro, per 27-34, una partita decisa solo all'ultimo da un sack di Everson Griffen ai danni di Ben Roethlisberger, soprattutto grazie ai quattro touchdown messi a segno (due per parte) da Jennings e Peterson.

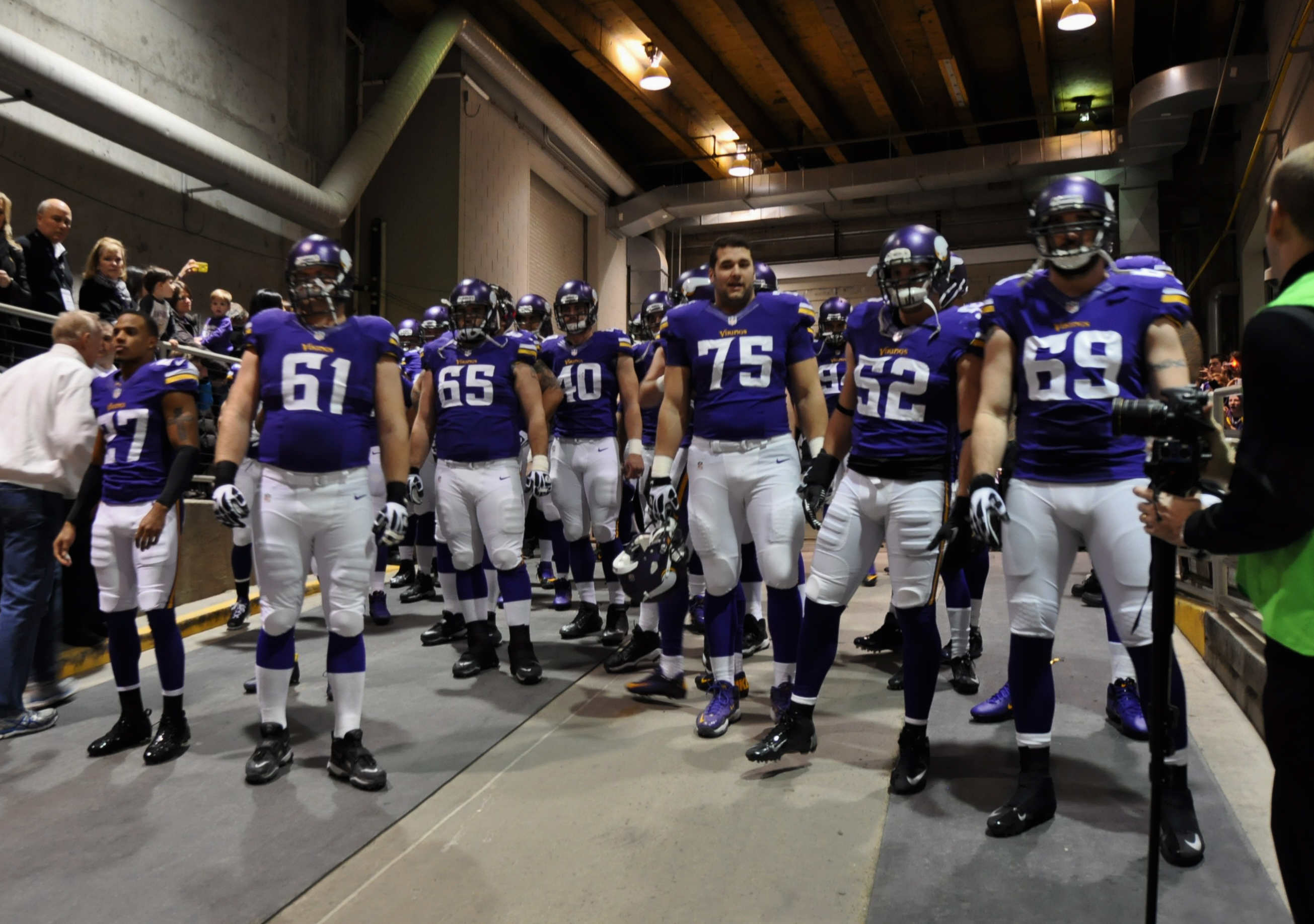
I Vikings nel tunnel del Metrodome, in attesa di entrare in campo contro i Lions nell'ultima partita giocata nell'impianto prima della sua demolizione.

La vittoria europea però, si rivelò solo un fuoco di paglia: tornati al Metrodome i Vikings, dopo aver per giunta osservato la loro settimana di riposo, disputarono un'altra partita anonima contro i Panthers (vittoriosi per 35-10) ed una quinta sconfitta stagionale arrivò in un desolante Monday Night Football perso 7-23 in casa dei Giants. Tale incontro, definito dalla stampa specializzata, alla vigilia ed al termine, come il peggior Monday Night Football di sempre vide inoltre il debutto e nel contempo l'unica apparizione stagionale con la maglia dei Vikings del quarterback Josh Freeman, il quale era stato pochi giorni prima svincolato dai Buccaneers. Prima del ritorno alla vittoria in settimana 10 contro i Redskins (27-34), ci fu spazio per altre due sconfitte contro i Packers (31-44) ed i Cowboys (23-27) nelle quali a brillare per i Vikings fu soprattutto il sorprendente rookie Patterson, che impiegato anche nel ruolo di kick returner mise a segno contro i Packers il secondo touchdown stagionale su kick return stabilendo anche il record per l'azione più lunga di tutti i tempi nella storia della NFL (109 yard). Nelle partite seguenti la squadra diede timidi segnali di miglioramento conquistando altre tre vittorie (23-20 contro i Bears, trascinati da un irresistibile Peterson che corse per più di 200 yard entrando così nel ristretto ed ambito club delle 10.000 yard, 30-48 contro gli Eagles, in quella che fu probabilmente la migliore gara stagionale disputata da Cassel, e 13-14 contro i Lions, in una gara tra squadre che non avevano più nulla da chiedere alla loro classifica) ed un pareggio per 26-26 in casa dei Packers che permise ai Vikings di chiudere la stagione con un 5-10-1, record che li relegò all'ultimo posto della NFC North Division ed al 25º posto nella NFL. Al termine della stagione, deludente viste le premesse, Frazier venne sollevato dal proprio incarico chiudendo così la sua gestione con un record di 21-32-1 (.396), il terzo peggiore nella storia della franchigia dopo quello di Steckel e Van Brocklin. Altro addio degno di nota fu quello al Metrodome, per 31 stagioni casa dei Vikings (che lo salutarono proprio con la vittoria sui Lions) e demolito nel corso dei primi mesi del 2014 per far posto al nuovo Vikings Stadium.

## L'era Zimmer (2014-oggi)

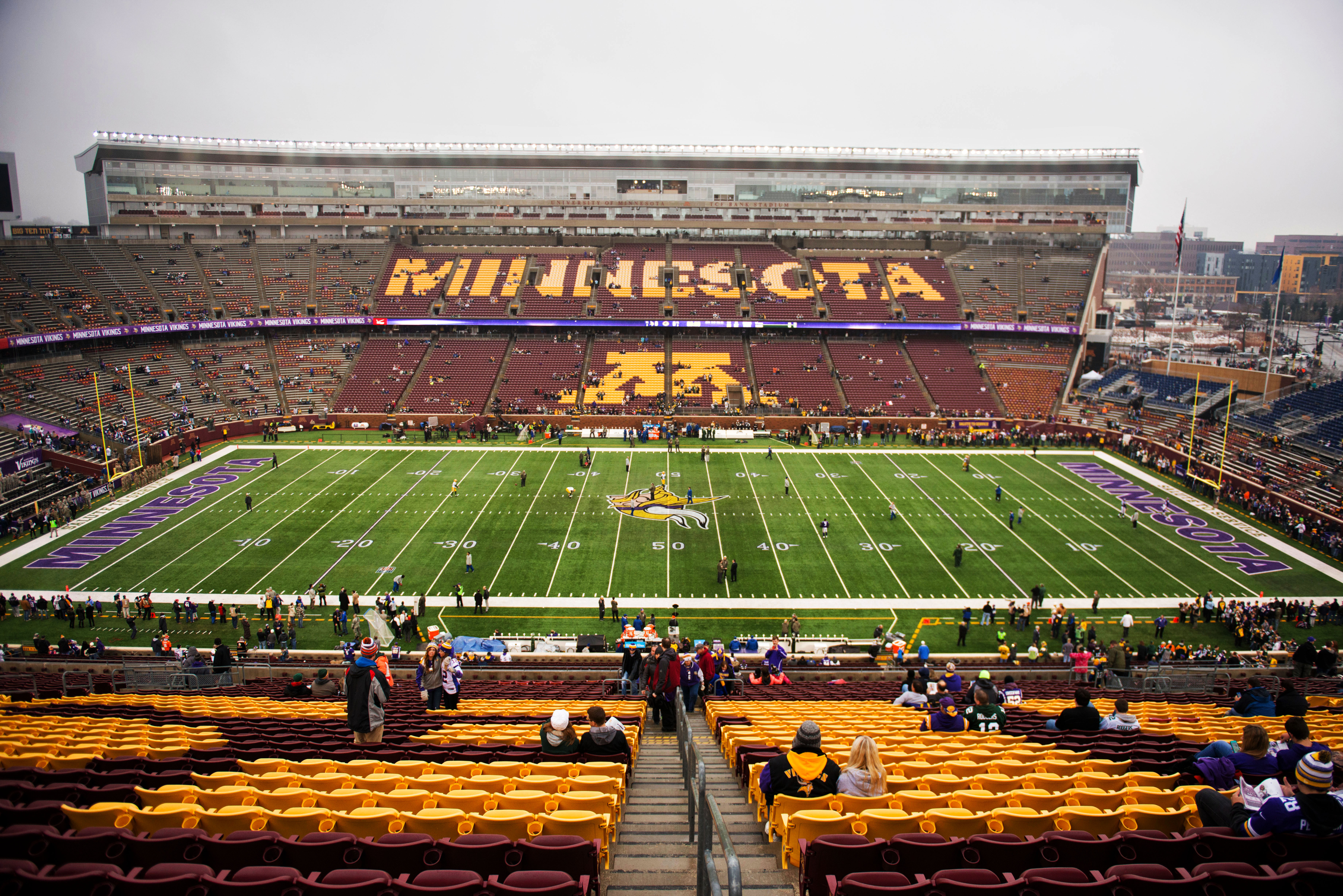
Il TCF Bank Stadium prima di Packers-Vikings. Lo stadio fu casa dei Vikings nel biennio 2014-15.

Dopo una ricerca del sostituto di Frazier durata circa due settimane, che vide Spielman alle prese con un'ampia rosa di candidati, il 15 gennaio i Vikings ufficializzarono Mike Zimmer, fino a quel momento coordinatore difensivo dei Cincinnati Bengals, come nono capo-allenatore nella storia della franchigia. Questa fu solo la prima di numerose operazioni di mercato tese a rinnovare pesantemente l'organico, tra le quali vanno citati gli addii a storiche bandiere dell'ultimo decennio come Kevin Williams e Jared Allen e l'arrivo di importanti pedine come il nose tackle Linval Joseph, il cornerback Captain Munnerlyn ed il defensive tackle Tom Johnson. Nella tre giorni del Draft poi, seguendo il copione degli ultimi anni, Spielman operò diverse trade sia a salire che a scendere, con cui portò a 10 il totale delle scelte a disposizione della franchigia e soprattutto ancora una volta aumentò il numero di scelte nel primo giro, con le quali selezionò il linebacker Anthony Barr ed il quarterback Teddy Bridgewater. Altra importante novità fu lo stadio casalingo: non più il Metrodome bensì il TCF Bank Stadium dell'Università del Minnesota, che ricoprì tale funzione sino alla stagione 2015 in attesa della disponibilità del nuovo Vikings Stadium.

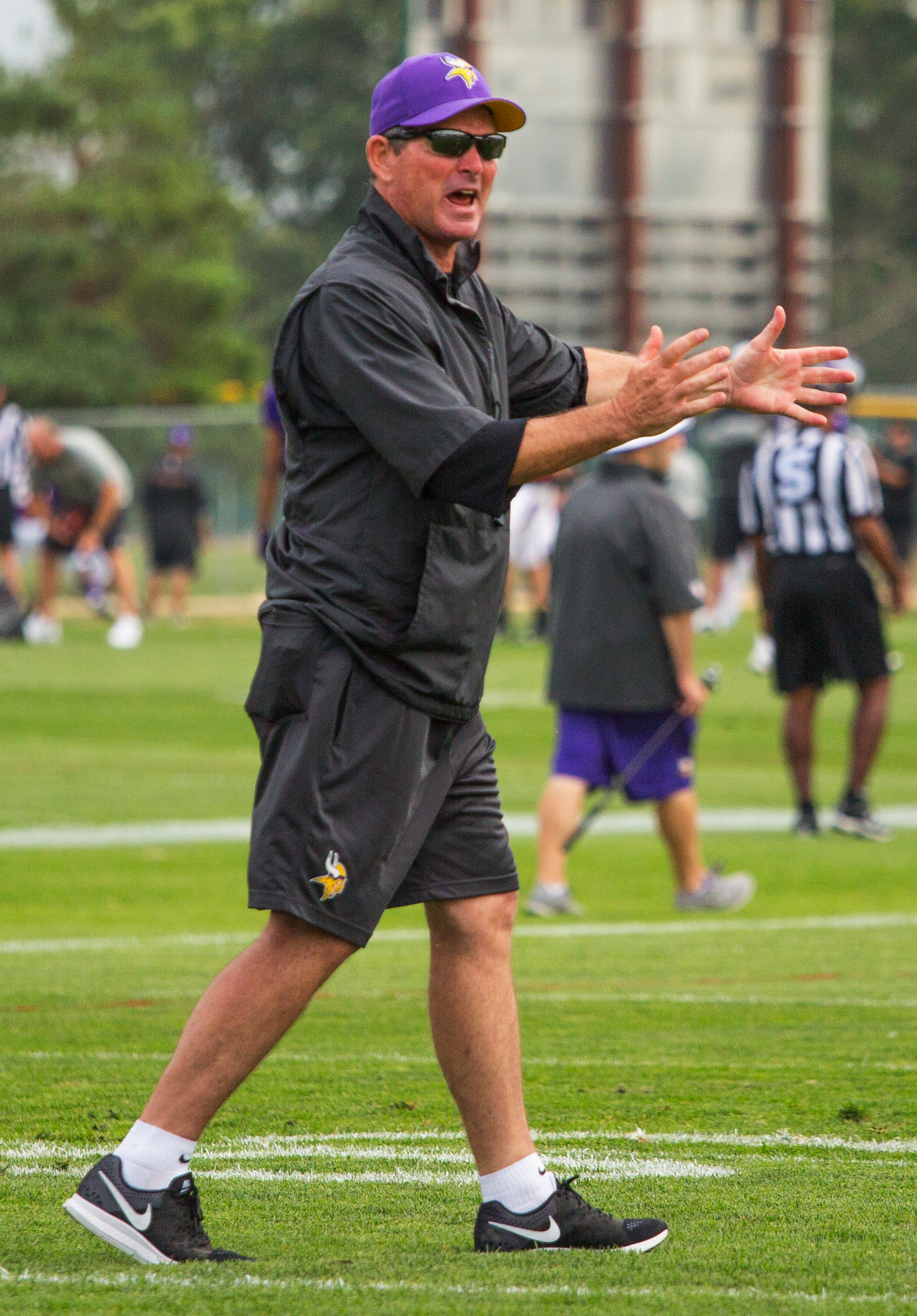
Mike Zimmer nell'estate 2014, in una sessione di allenamento del suo primo training camp alla guida dei Vikings.

Il debutto fu incoraggiante, una netta vittoria per 34-6 in casa dei Rams, ma nelle due settimane successive oltre a due sconfitte arrivarono delle pesanti defezioni che condizionarono il prosieguo di stagione della squadra. In primis la sospensione annuale (prima interna alla franchigia e cautelativa in attesa dell'accertamento dei fatti, in seguito ufficiale e punitiva da parte della lega) di Peterson, a seguito del suo arresto per lesioni domestiche nei confronti di uno dei suoi figli, sopraggiunta due giorni prima della pesante sconfitta casalinga contro i Patriots per 7-30, quindi al termine della sconfitta per 9-20 in casa dei Saints, l'impietoso referto dello staff medico che poneva fine alla stagione del quarterback titolare Matt Cassel e della guardia titolare Brandon Fusco, oltre che l'assenza per 6 settimane del tight end titolare Kyle Rudolph.

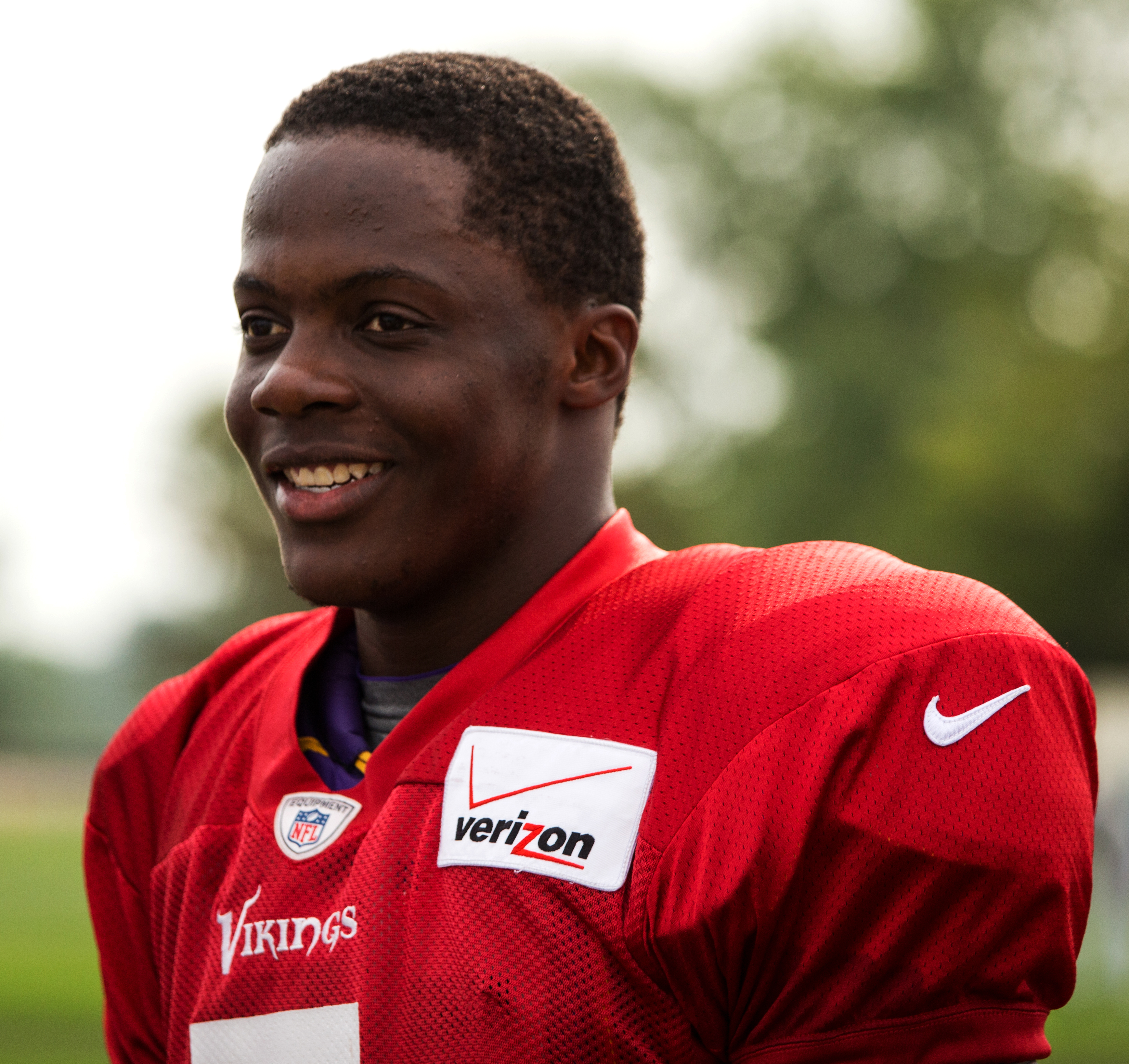
Il QB Teddy Bridgewater subentrato a Cassel nel corso della settimana 3, riscrisse quasi tutti i record di franchigia per un rookie quarterback.

Ciò nonostante, i Vikings già nella settimana 4 riuscirono a tornare alla vittoria (un convincente 41-28 in casa contro i Falcons), guidati sia da Bridgewater (capace di passare per 315 yard e di correre per un touchdown) che da un altro rookie, il running back Jerick McKinnon, autore anch'egli di una prova maiuscola (135 yard in 18 portate) nonostante non fosse partito titolare. A rovinare la festa però, ancora una volta il bollettino medico, che impedì precauzionalmente a Bridgewater di giocare l'imminente e sentito Thursday Night Football contro i Packers a causa di un infortunio di minore entità. Fuori Cassel, fuori Bridgewater, a guidare i Vikings fu chiamato in causa Ponder, nel frattempo scivolato al terzo posto nelle gerarchie di squadra, il quale non seppe far altro che condurre i Vikings ad un'altra pesante sconfitta per 10-42 al Lambeau Field. Rientrato Bridgewater le cose non andarono poi meglio nell'immediato, ed i Vikings rimediarono altre due sconfitte (3-17 contro i Lions 16-17 contro i Bills) prima di tornare conseguire due vittorie consecutive (19-13 in casa dei Buccaneers e 29-26 in casa dei Redskins, ambedue ottenute con una rimonta nell'ultimo quarto orchestrata da Bridgewater) con le quali si presentarono alla settimana di riposo con un record parziale di 4 vittorie e 5 sconfitte.
Nella seconda metà di stagione i Vikings si confermarono una squadra ancora acerba ed a due sconfitte (un 13-21 in trasferta contro i Bears ed un 21-24 in casa contro i Packers), alternarono due vittorie casalinghe, un netto 31-13 contro i Panthers ed un 30-24 al cardiopalma contro i Jets. In quest'ultimo match in particolare, Bridgewater condusse i suoi alla vittoria con un passaggio da touchdown (da 87 yard per il wide receiver Jarius Wright che fu il secondo più lungo nella storia dei tempi supplementari. Ancora due sconfitte di misura (un 14-16 a Detroit contro i Lions ed un beffardo 35-37 a Miami contro i Dolphins) arrivarono infine nelle settimane 15 e 16, prima della 7ª vittoria stagionale, a sua volta di misura (un 13-9 contro i Bears), con la quale i Vikings salutarono il pubblico di casa con un record finale di 7-9 che li relegò al terzo posto nell'ambito della NFC North.